# Musikjahr 1953
Liste der Musikjahre

◄◄ | ◄ | 1949 | 1950 | 1951 | 1952 | Musikjahr 1953 | 1954 | 1955 | 1956 | 1957 | ► | ►►

Weitere Ereignisse · Country-Musik
Dieser Artikel behandelt das Musikjahr 1953.

Big Mama Thornton – Hound Dog (1953)

The Drifters – Money Honey (1953)

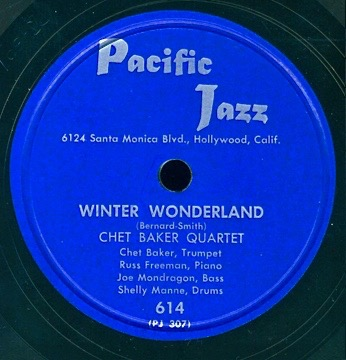
Chet Baker – Winter Wonderland (1953)

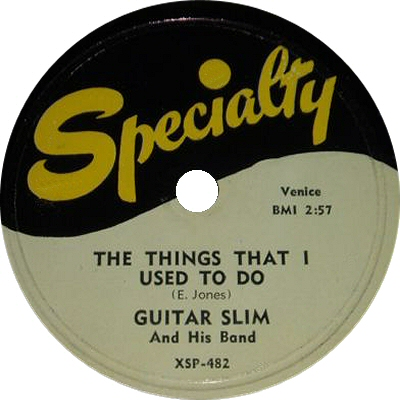
Guitar Slim – The Things I used to do (1953)

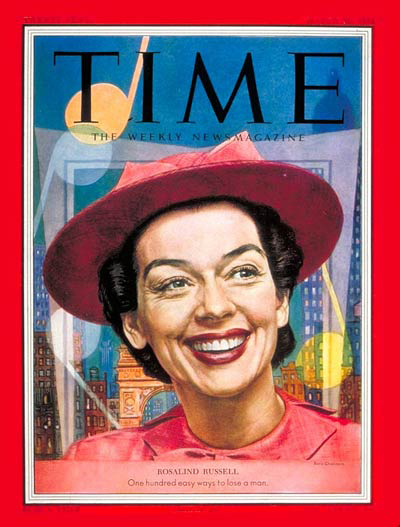
Rosalind Russell in Wonderful Town auf der Titelseite des Time-Magazins (1953)

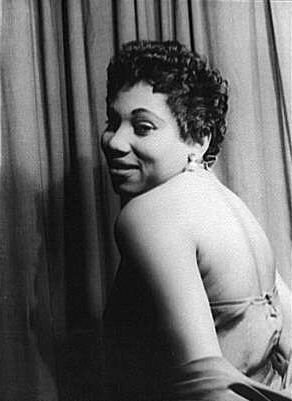
Leontyne Price in Porgy and Bess (1953)

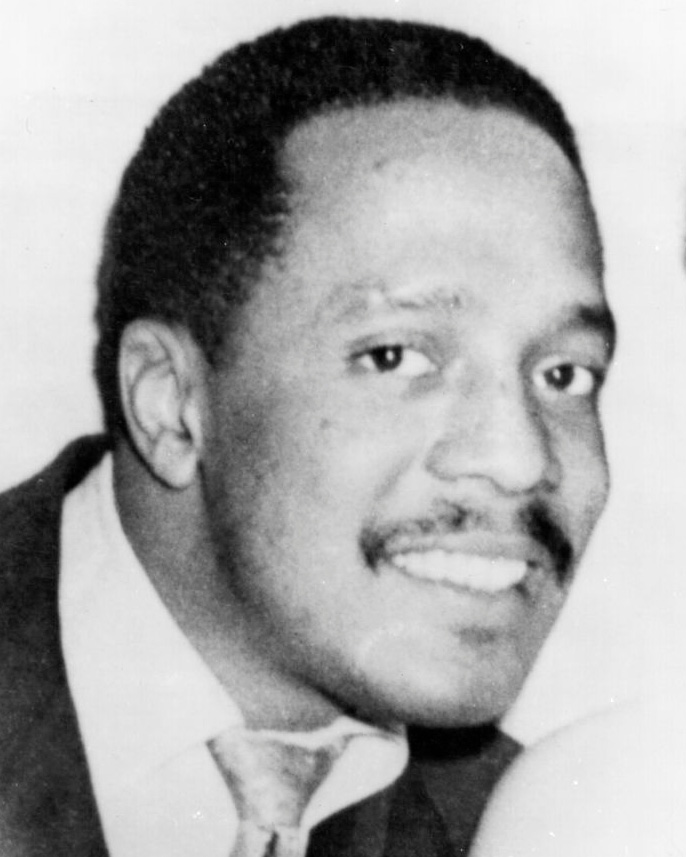
Bud Powell (1953)

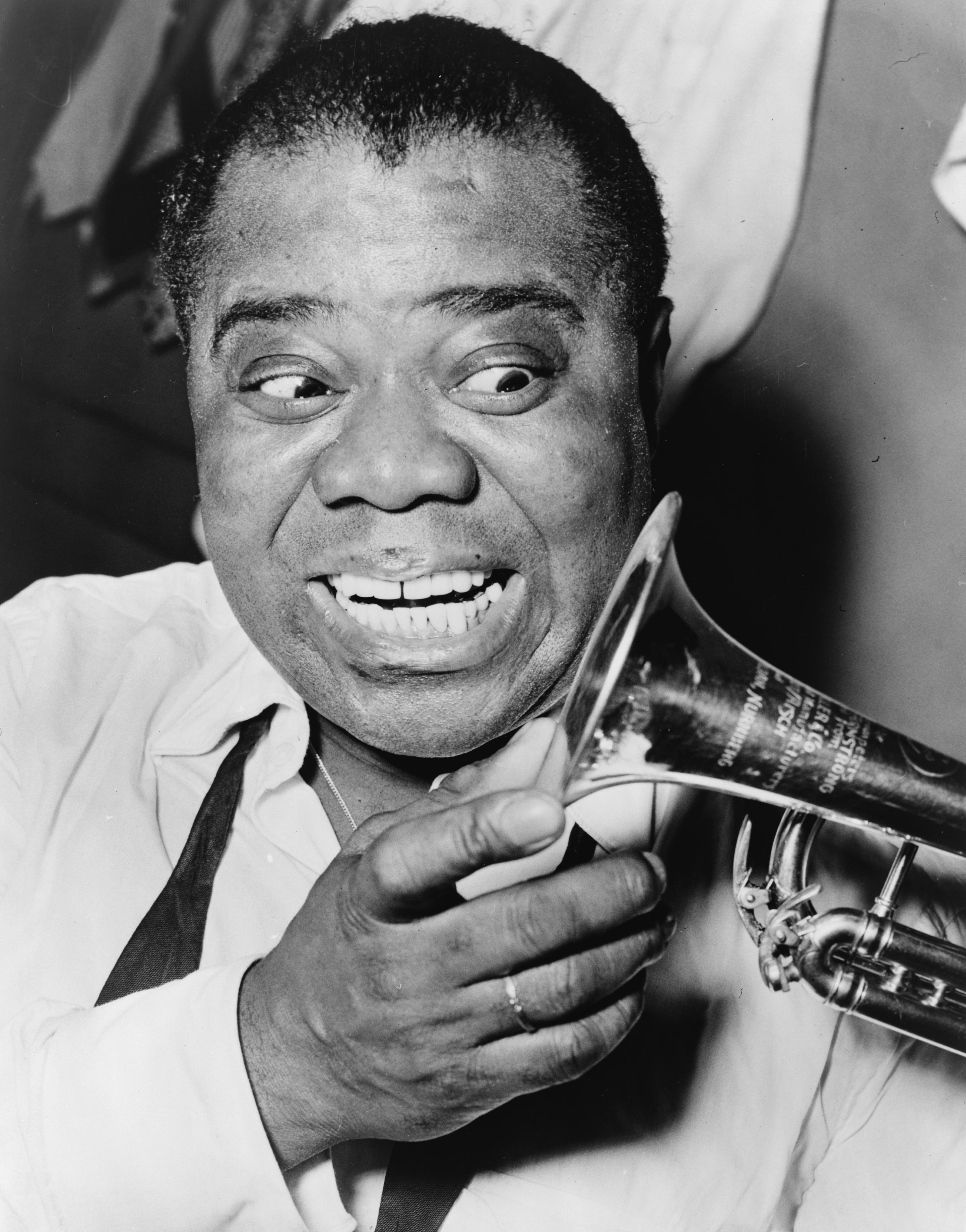
Louis Armstrong (1953)

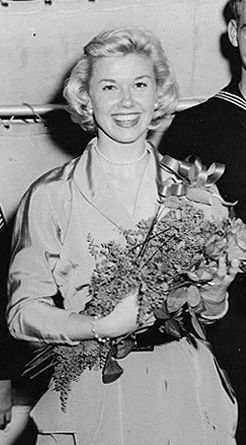
Doris Day (um 1953)

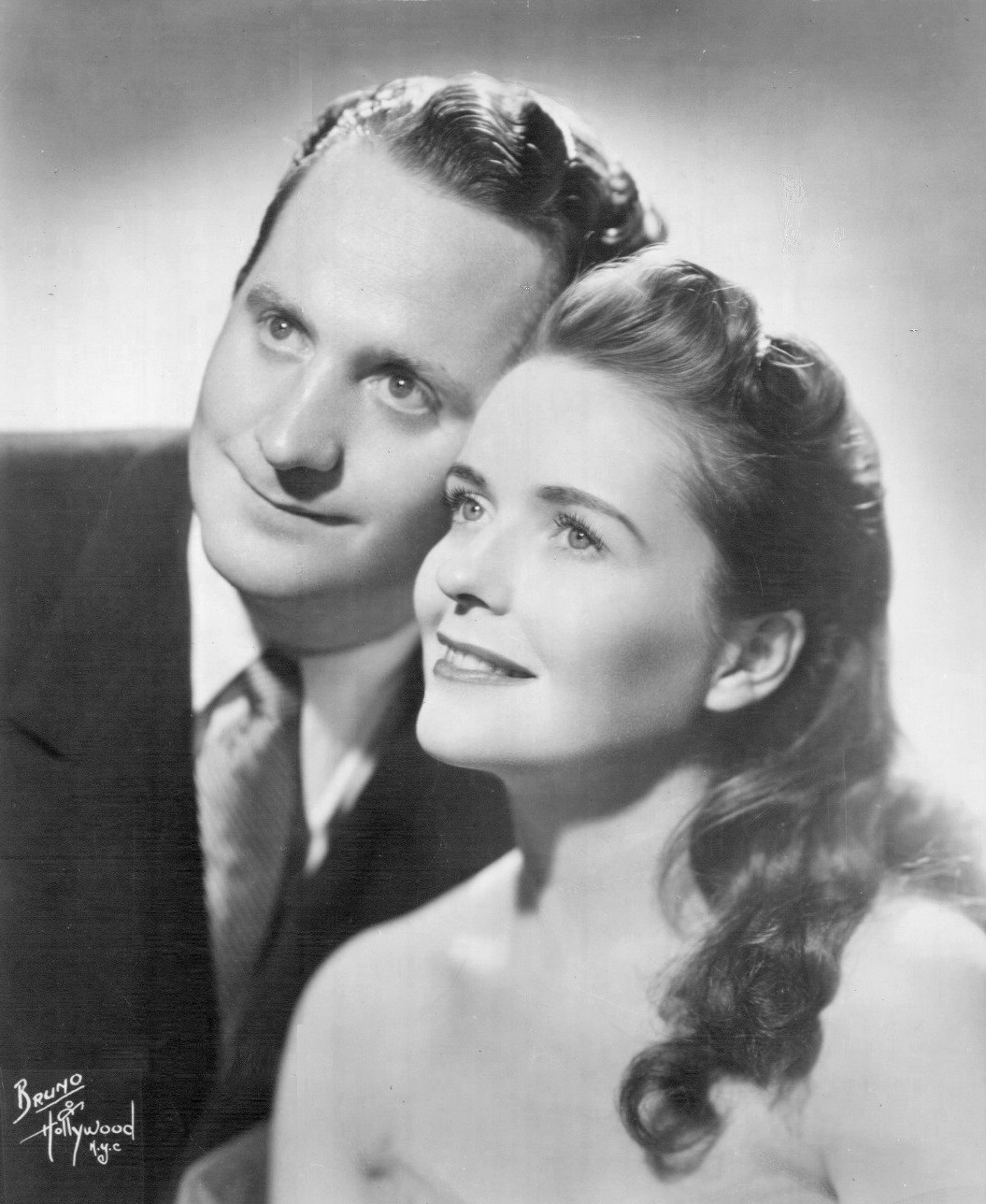
Les Paul und Mary Ford (1953)

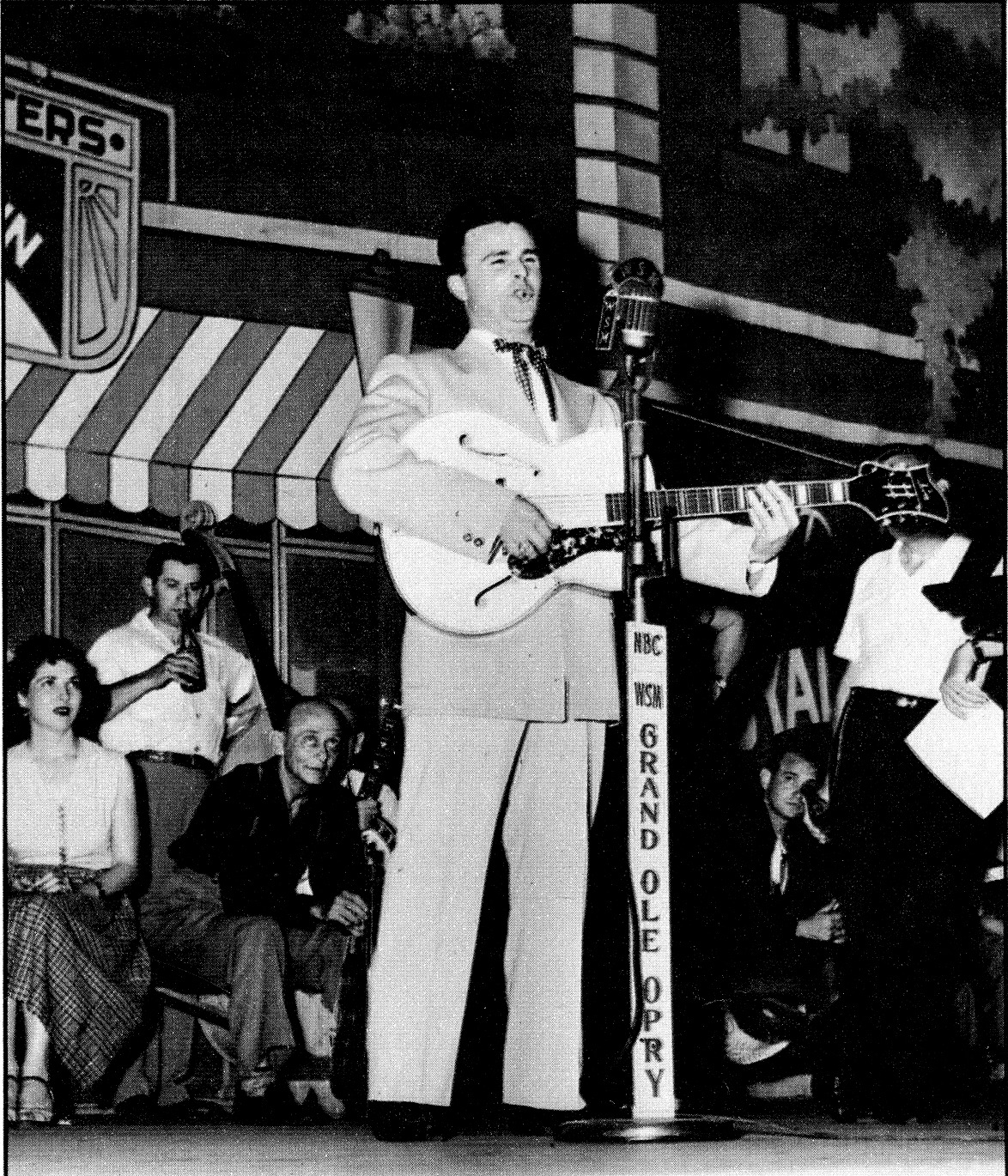
Bobbejaan (1953)

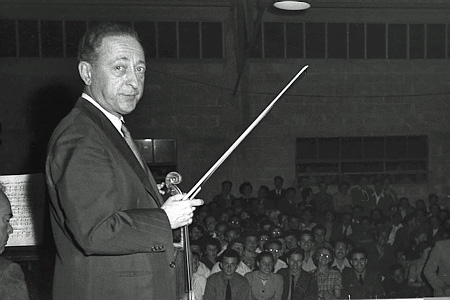
Jascha Heifetz (1953)

## Ereignisse

### Amerika

#### Kanada
- 15. Mai: Dizzy Gillespie, Charlie Parker, Bud Powell, Charles Mingus und Max Roach geben gemeinsam ein Konzert in der Massey Hall in Toronto, das noch 1953 auf dem Album Jazz at Massey Hall veröffentlicht wird. Es ist das einzige Mal, dass die fünf Musiker („The Quintet“) zusammen aufnehmen, und es ist auch das letzte Zusammentreffen für eine Aufnahme von Parker und Gillespie.

#### Vereinigte Staaten von Amerika
- 01. Januar: Hank Williams, der an Neujahr in Canton auftreten sollte, stirbt irgendwann nach Mitternacht auf dem Rücksitz seines Cadillac, irgendwo zwischen Knoxville, Tennessee und Oak Hill. Er ist 29 Jahre alt.
- 25. Januar: Uraufführung des Musicals Wonderful Town von Leonard Bernstein in New York.
- 19. März: Die Oscar-Verleihung wird zum ersten Mal im Fernsehen in den Vereinigten Staaten und in Kanada übertragen. Bob Hope fungiert als Moderator auf der Bühne.
- 00. April: Pat Boone beginnt seine Karriere als Musiker bei Republic Records.[1]
- 04. Mai: In den Universal-Studios von Chicago entstehen mit der Single Baby It’s You / Bounce die ersten Aufnahmen des im April von Vivian Carter und Jimmy Bracken gegründeten Labels Vee-Jay Records.
- 07. Mai: Uraufführung des Musicals Can-Can von Cole Porter im Shubert Theater in New York.
- 25. Mai: Die einaktige Oper The Harpies von Marc Blitzstein hat unter der Leitung von Hugh Ross in New York City ihre Uraufführung.
- 28. Mai: Uraufführung des Musical Me And Juliet von Richard Rodgers (Musik) und Oscar Hammerstein II (Buch und Liedtexte) im Majestic Theatre in New York.
- 00. Juni: Elvis Presley nimmt – kurz bevor er seinen High-School-Abschluss macht – an einem Talentwettbewerb seiner Schule teil, bei dem er mit seiner Gesangsdarbietung – dem Lied Old Shep – den 1. Platz belegt.[2] Unmittelbar nach Erhalt seines Abschlusszeugnisses von der High-School nimmt Presley einen Job bei einem kleinen Maschinenreparaturservice in Memphis an. Mit dem ersten Gehalt in der Tasche führt ihn sein Weg im Juni 1953 zu Sam Phillips’ Memphis Recording Service, einem professionellen Aufnahmestudio, wo jeder Kunde für einige Dollar eine eigene Platte aufnehmen kann.[3] Am 18. Juli macht er seine erste Aufnahme.
- 27. September: Helen Traubels langjährige Zusammenarbeit mit der Metropolitan Opera in New York City endet. Der Vertrag der Sängerin wird vom Manager der MET, Sir Rudolf Bing, nicht mehr verlängert, weil die Sängerin seit dem Zweiten Weltkrieg zunehmend in Operetten, Musicals, Filmen und Fernsehsendungen auftritt und er der Auffassung ist, dass sich dies mit dem Ruf des Hauses nicht vereinbaren lasse.[4]
- 02. November: Die Metropolitan Opera gibt bekannt, dass mit der Musikergewerkschaft ein neuer Zweijahresvertrag vereinbart wurde, um einen drohenden Streik des Orchesters abzuwenden.
- Bobbejaan tritt als einer der ersten Europäer in der Grand Ole Opry auf.
- Eddie Fisher wird in der Fernsehsendung Coke Time zum „Coca-Cola Kid“ mit einem Jahresgehalt von einer Million Dollar.
- Frank Sinatra schließt einen neuen Plattenvertrag mit dem Label Capitol Records ab.
- The Platters werden in Los Angeles gegründet.
- Crazy Man, Crazy, aufgenommen von Bill Haley & His Comets, wird die erste Rock'n'Roll-Single, die es in die US-amerikanischen Billboard-Charts schafft. Da diese Art von Musik den bisherigen traditionellen Stilarten nicht zugeordnet werden kann, der Begriff „Rock ’n’ Roll“ im kommerziellen Musikgeschäft aber noch nicht verwendet wird, spricht man 1953 in den USA noch vom „Haley-Sound“ oder „Bill Haley’s Music“. Im selben Jahr werden die Comets vom Cash Box Magazine als „One of the Best Small Instrumental Groups of 1953“ gelistet.
- Der vom Songschreiber-Duo Jerry Leiber und Mike Stoller geschriebene Song Hound Dog, der am 13. August 1952 von Big Mama Thornton zusammen mit der Band von Johnny Otis für Peacock Records aufgenommen wurde, erreicht nach der Erstveröffentlichung im Januar 1953 Platz 1 der R&B-Charts und kann sich dort sieben Wochen behaupten.
- Charles Mingus arbeitet im Januar 1953 kurzzeitig bei Duke Ellington, der ihm nach einem heftigen Streit mit Juan Tizol die Kündigung nahelegt. Gemeinsam mit John LaPorta und Teo Macero gründet er 1953 den Jazz Composers Workshop, der Kompositionen seiner Mitglieder aufführt und dem sich später auch Teddy Charles anschließt.
- Gerry Mulligan gründet 1953 mit dem Trompeter Chet Baker ein klavierloses Quartett mit unterschiedlichen Rhythmusgruppen, z. B. mit den Bassisten Bob Whitlock bzw. Carson Smith und den Schlagzeuger Chico Hamilton oder Larry Bunker. Als Mulligan im Frühjahr 1953 wegen eines Drogenvergehens ins Gefängnis muss, gründet Baker mit dem Pianisten Russ Freeman ein eigenes Quartett (zusätzlich mit Bob Neel, Carson Smith).
- Charlie Parker tritt im März und September 1953 im Bostoner Club Storyville auf. Es sind die letzten Höhepunkte seiner Karriere.
- Les Paul und Mary Ford haben eine eigene Fernsehshow, die unter dem Namen The Les Paul and Mary Ford at Home Show von 1953 bis 1960 erfolgreich im US-Fernsehen läuft.
- Rosalind Russell gewinnt 1953 für Wonderful Town, der Musicalfassung von Meine Schwester Eileen den Tony Award/Beste Hauptdarstellerin in einem Musical.
- Die afroamerikanische Soul-Gesangsgruppe The Four Tops wird in Detroit von Renaldo „Obie“ Benson, Abdul „Duke“ Fakir, Lawrence Payton und Levi Stubbs, zunächst unter dem Namen The Four Aims, gegründet.
- 1953 wird der Asteroid des äußeren Hauptgürtels (3156) Ellington nach Duke Ellington benannt.

### Europa

#### Bundesrepublik Deutschland
- 09. Januar: Sári Barabás hat die Titelrolle in Carl Millöckers Operette Die Dubarry am Gärtnerplatztheater in München.[5]
- 09. April: Ein Kulturabkommen zwischen Deutschland und den Vereinigten Staaten von Amerika wird geschlossen.
- 23. April: Das Orgelwerk Livre d’orgue von Olivier Messiaen wird in der Stuttgarter Villa Berg vom Komponisten selbst zur Einweihung der neuen Orgel des Süddeutschen Rundfunks uraufgeführt.
- 05. Mai: Als Leistungsschau des Jazz in der Bundesrepublik begreift sich das Deutsche Jazzfestival, das 1953 zum ersten Mal in Frankfurt stattfindet.
- 26. Mai: Auf dem vom Nordwestdeutschen Rundfunk (NWDR) organisierten Kölner „Neuen Musikfest“ werden erstmals Kompositionen von Robert Beyer und Herbert Eimert präsentiert, die im 1952 gegründeten Studio für elektronische Musik in Köln entstanden sind.[6]
- 16.–29. Juli: Die Internationalen Ferienkurse für Neue Musik finden in Darmstadt statt.
- 23. Juli – 23. August: Die Bayreuther Festspiele werden zum dritten Mal nach dem Zweiten Weltkrieg veranstaltet.[7] Zur Eröffnung wird Richard Wagners Oper Lohengrin in der Inszenierung von Wolfgang Wagner gegeben. Es dirigiert Joseph Keilberth und Wolfgang Windgassen, Eleanor Steber und Hermann Uhde sind in den Hauptpartien zu hören.[5]
- 17. Oktober: Die Abstrakte Oper Nr. 1 von Boris Blacher auf das Libretto von Werner Egk wird im Nationaltheater Mannheim uraufgeführt.
- 20. Oktober: Die „bairische Komödie“ Astutuli von Carl Orff wird an den Münchner Kammerspielen in einer Inszenierung von Hans Schweikart uraufgeführt.
- 13. November: Uraufführung des musikalischen Lustspiels Ein Engel namens Schmitt von Just Scheu und Ernst Nebhut in Braunschweig.
- 17. November: Carl Ebert wird zum neuen Intendanten der Deutschen Oper Berlin ernannt.
- 04. Dezember: Im Nordwestdeutscher Rundfunk in Hamburg erfolgt die Ursendung der Funkoper Das Ende einer Welt von Hans Werner Henze auf das Libretto von Wolfgang Hildesheimer.
- Werner Egk ist von 1950 bis 1953 Direktor der Hochschule für Musik in West-Berlin. Sein Nachfolger ab 1953 ist Boris Blacher.
- Der Deutsche Musikrat wird gegründet.
- Das vom Schwäbischen Albverein herausgegebene Suppinger Liederbuch wird erstmals veröffentlicht.

#### Deutsche Demokratische Republik
- 06. Oktober: Max Butting kann an seinem 65. Geburtstag der Uraufführung seiner 6. Sinfonie durch das Staatliche Sinfonie-Orchester Gotha unter Leitung von Fritz Müller beiwohnen. Er widmet die Sinfonie diesem Orchester und seinem Dirigenten.

#### Frankreich
- Das Label Erato Records wird gegründet, um französische klassische Musik zu vermarkten.
- Pierre Boulez ruft die Konzertreihe Domaine Musical ins Leben, die bis 1973 Bestand hat.

#### Italien
- 29.–31. Januar: Im städtischen Kasino in Sanremo findet die dritte Ausgabe des Festival della Canzone Italiana di Sanremo statt, moderiert von Nunzio Filogamo. Sieger des Musikwettbewerbes werden Carla Boni und Flo Sandon’s mit dem Lied Viale d’autunno.
- 14. Februar: Carl Orffs szenisches Konzert Trionfo di Afrodite aus dem Jahr 1951 wird erstmals an der Mailänder Scala aufgeführt.[5]
- 23. Juli: In einer Neuproduktion von Giuseppe Verdis Oper Aida in der Arena di Verona gibt Mario del Monaco den Radames und Maria Callas die Aida.[5]
- 07. Dezember: Die Opernsaison der Mailänder Scala wird mit einer Inszenierung von Alfredo Catalanis La Wally eröffnet.
- 10. Dezember: In Luigi Cherubinis französischer Oper Médée gelingt Maria Callas „der endgültige Durchbruch als Primadonna an der berühmten“ Mailänder Scala.[5] Dirigent ist Leonard Bernstein.
- In der italienischen Verfilmung der Oper Aida von Clemente Fracassi hat Sophia Loren ihre erste Hauptrolle.

#### Norwegen
- 1.–15. Juni: Das 1. Bergen International Festival findet in Bergen statt.
- Die Weltmusiktage (World New Music Days) der International Society for Contemporary Music (ISCM) finden 1953 in Oslo statt. Aufgeführt werden u. a. Zoltán Kodálys Konzert für Orchester und Hans Werner Henzes Klavierkonzert Nr. 1.
- Die Hot Saints Jazzband wird gegründet.
- Der Big Chief Jazz Club wird im Majorstuhuset in Oslo eröffnet.

#### Österreich
- 25. April: Rolf Liebermanns Oper Leonore 40/45 wird in Linz erstmals aufgeführt.[5]
- 26. Juli – 31. August: In Salzburg finden die 34. Salzburger Festspiele statt.[8]
  - Am 27. Juli dirigiert Wilhelm Furtwängler eine Neuinszenierung der Oper Don Giovanni von Wolfgang Amadeus Mozart in der Felsenreitschule.[9]
  - Am 17. August erfolgt die Uraufführung der Oper Der Prozess von Gottfried von Einem unter Karl Böhm.[5]
- 05. Oktober: Wilhelm Furtwängler und die Solisten der Wiener Staatsoper protestieren in einer Aufführung des Don Giovanni öffentlich gegen die Suspendierung von Egon Hilbert als Intendant des Burgtheaters und der Staatsoper.
- 09. September: Maria Jeritza gibt die Minnie in La fanciulla del West von Giacomo Puccini an der Wiener Volksoper.[5]
- 30. Oktober: Ernst Wolfram Marboe wird als neuer Intendant der Wiener Staatsoper und des Burgtheaters bekannt gegeben und löst Egon Hilbert ab.
- Nikolaus Harnoncourt gründet gemeinsam mit seiner Frau Alice Harnoncourt das Ensemble Concentus Musicus Wien. Nikolaus Harnoncourt ist 63 Jahre lang künstlerischer Leiter und Dirigent des Ensembles, von 1953 bis kurz vor seinem Tod im März 2016. Alice Harnoncourt ist über 32 Jahre lang, von 1953 bis 1985 als Konzertmeisterin tätig.
- Ernst Marischka dreht den Film Du bist die Welt für mich, zu dem er auch das Drehbuch geschrieben hat. Der Film behandelt sehr frei die künstlerische Entwicklung des österreichischen Sängers Richard Tauber, der von Rudolf Schock gespielt wird. In Deutschland kommt der Film am 15. Oktober in Frankfurt am Main ins Kino.

#### Schweiz
- Arthur Honegger komponiert seine Kantate Une Cantate de Noël (dt. Eine Weihnachtskantate). Sie gilt als Honeggers letztes Werk.

#### Sowjetunion
- 23. Juni: Uraufführung der Oper Die Dekabristen von Juri Alexandrowitsch Schaporin am Bolschoi-Theater in Moskau.
- 17. Dezember: Uraufführung der 10. Sinfonie in e-Moll op. 93 von Dmitri Schostakowitsch durch das Leningrader Philharmonische Orchester unter der Leitung von Jewgeni Mrawinski.
- 25. Dezember: Uraufführung der Oper Sevil von Fikrät Ämirov in Baku.
- Alfred Schnittke, der von 1949 bis 1953 die Musikschule „Oktoberrevolution“ (Moskowskoje musykalnoje utschilischtsche imeni Oktjabrskoi rewoljuzii) besuchte, setzt seine Ausbildung von 1953 bis 1958 am Moskauer Konservatorium bei Jewgeni Golubew und Nikolai Rakow fort.

#### Vereinigtes Königreich
- 14. Januar: Ralph Vaughan Williams‘ Sinfonia antartica wird in Manchester uraufgeführt.
- 03. Februar: Kathleen Ferrier, die bereits an Krebs im Endstadium leidet, gibt am ersten Abend einer Neuproduktion von Christoph Willibald Glucks Orfeo ed Euridice im Royal Opera House in London eine von der Kritik gefeierte Aufführung.
- 06. Februar: Während der zweiten Aufführung von Glucks Orfeo ed Euridice im Royal Opera House gibt Kathleen Ferriers linker Oberschenkelknochen nach. Sie beendet die Aufführung, bevor sie zur Behandlung ins Krankenhaus geht.[10]
- 12. März: Heinrich Sutermeisters Oper Romeo und Julia erlebt ihre englische Erstaufführung im Sadler’s Wells Theatre in London unter der Leitung von James Robertson.[11]
- 04. Mai: Uraufführung der Oper Irmelin von Frederick Delius im New Theatre in Oxford.
- 26. Mai: Herbert Howells wird zum Commander of the Order of the British Empire (CBE) und Benjamin Britten zum Companion of Honour ernannt.
- 02. Juni: Bei der Krönung Elisabeths II. zur Königin des Vereinigten Königreichs Großbritannien und Nordirland ist William McKie, der auch bei der königlichen Hochzeit 1947 für die Musik verantwortlich war, der Organist. Die englische Krönungsmusik umfasst neben traditionellen Werken wie Georg Friedrich Händels Zadok the Priest, Hubert Parrys I was glad und Samuel Sebastian Wesleys Thou wilt keep him in perfect Peace auch speziell für die Krönung in Auftrag gegebene Werke, darunter O Taste and See von Ralph Vaughan Williams, William Waltons Orb and Sceptre, Arthur Bliss‘ Processional, Arnold Bax‘ Coronation March und die Hymne O Lord our Governor des kanadischen Komponisten Healy Willan. Am Abend der Krönung inszeniert das Ballett des Sadler’s Wells Theatre die Uraufführung von Malcolm Arnolds offiziellem Krönungsballett Homage to the Queen mit der Choreografie von Frederick Ashton und dirigiert von Robert Irving.
- 08. Juni: Uraufführung der Oper Gloriana von Benjamin Britten auf das Libretto von William Plomer nach dem Roman Elizabeth and Essex von Lytton Strachey im Royal Opera House Covent Garden in London. Britten hat die Oper als Auftragswerk für die Krönung von Königin Elisabeth II. geschrieben. Bei der von John Pritchard dirigierten Aufführung singt Joan Cross die Elisabeth und Peter Pears, Brittens Lebenspartner, singt den Essex. Die Choreographie der Tanzszenen stammt von John Cranko.
- 29. August: Michael Tippetts Fantasia Concertante on a Theme of Corelli wird in Edinburgh uraufgeführt.
- 19. September: Sir Hubert Parrys Vertonung von William Blakes Gedicht And did those feet in ancient time aus dem Jahr 1916 (heute bekannt als Hymne Jerusalem) erscheint erstmals als fester Bestandteil der im Fernsehen übertragenen Last Night of the Proms.
- 08. Oktober: Kathleen Ferrier stirbt in ihrem zweiundvierzigsten Lebensjahr an Brustkrebs.
- 19. Oktober: Eröffnung der Opernsaison am Royal Opera House in London mit einer Produktion von Richard Wagners Die Walküre.
- 00. Oktober: Sir Arthur Bliss löst Sir Arnold Bax als Master of the Queen’s Music ab.
- Sári Barabás gastiert beim Glyndebourne Festival als Konstanze in Die Entführung aus dem Serail.
- Ralph Vaughan Williams wird 1953 Ehrenmitglied der International Society for Contemporary Music.
- Das Allegri Quartet wird gegründet.

## Musikcharts

### Vereinigtes Königreich
| Position | Singles                                                                                |
| -------- | -------------------------------------------------------------------------------------- |
|          |                                                                                        |
| 1        | I Believe Frankie Laine (with Paul Weston & His Orchestra)                             |
| 2        | Answer Me Frankie Laine (with Paul Weston & His Orchestra and the Norman Luboff Choir) |
| 3        | Look at That Girl Guy Mitchell (with Mitch Miller & His Orchestra & Chorus)            |
| 4        | Don’t Let the Stars Get in Your Eyes Perry Como with the Ramblers                      |
| 5        | She Wears Red Feathers Guy Mitchell (with Mitch Miller & His Orchestra & Chorus)       |
| 6        | Hey Joe Frankie Laine (with Paul Weston & His Orchestra and the Norman Luboff Choir)   |
| 7        | The Song from the Moulin Rouge (Where Is Your Heart) Mantovani & His Orchestra         |
| 8        | I’m Walking Behind You Eddie Fisher with Sally Sweetland                               |
| 9        | You Belong to Me Jo Stafford (with Paul Weston & His Orchestra)                        |
| 10       | Here in My Heart Al Martino (with Monty Kelly & His Orchestra)                         |

Die längsten Nummer-eins-Singles
Lieder, die die meiste Zeit während eines anderen Jahres auf Platz 1 der Charts verbrachten, werden hier nicht aufgeführt.
1. Frankie Laine (with Paul Weston & His Orchestra) – I Believe (18 Wochen)
2. Frankie Laine (with Paul Weston & His Orchestra and the Norman Luboff Choir) – Answer Me (7 Wochen)
3. Guy Mitchell (with Mitch Miller & His Orchestra & Chorus) – Look at That Girl (6 Wochen)

Alle Nummer-eins-Hits und die Hits des Jahres

### Vereinigte Staaten
| Position | Singles                                                                                            |
| -------- | -------------------------------------------------------------------------------------------------- |
|          | |
| 1        | The Song from Moulin Rouge (Where Is Your Heart) Percy Faith & His Orchestra feat. Felicia Sanders |
| 2        | Vaya con Dios (May God be with You) Les Paul & Mary Ford                                           |
| 3        | The Doggie in the Window Patti Page with Jack Rael & His Orchestra                                 |
| 4        | I’m Walking Behind You Eddie Fisher & Sally Sweetland with Hugo Winterhalter & His Orchestra       |
| 5        | You, You, You The Ames Brothers with Hugo Winterhalter & His Orchestra                             |
| 6        | Till I Waltz Again with You Teresa Brewer with Jack Pleis & His Orchestra                          |
| 7        | April in Portugal Les Baxter & His Orchestra                                                       |
| 8        | No Other Love Perry Como                                                                           |
| 9        | Don’t Let the Stars Get in Your Eyes Perry Como & The Ramblers                                     |
| 10       | I Believe Frankie Laine with Paul Weston & His Orchestra                                           |

Die längsten Nummer-eins-Singles
Lieder, die die meiste Zeit während eines anderen Jahres auf Platz 1 der Charts verbrachten, werden hier nicht aufgeführt.
1. Les Paul & Mary Ford – Vaya con Dios (May God be with You) (11 Wochen)
2. Percy Faith & His Orchestra feat. Felicia Sanders – The Song from Moulin Rouge (Where Is Your Heart) (10 Wochen)
3. Patti Page with Jack Rael & His Orchestra – The Doggie in the Window (8 Wochen)

Die längsten Nummer-eins-Alben (33 ⅓)
Alben, die die meiste Zeit während eines anderen Jahres auf Platz 1 der Charts verbrachten, werden hier nicht aufgeführt.
1. Danny Kaye – Danny Kaye Sings Hans Christian Andersen (17 Wochen)
2. Jackie Gleason – Music for Lovers Only (11 Wochen)
3. Benny Goodman & His Orchestra, Trio & Quartet – 1937/38 Jazz Concert No. 2 (6 Wochen)

Vom 5. September bis zum Jahresende wurden keine Albumcharts erhoben.
Die Aufteilung nach den Abspielgeschwindigkeiten in 33 ⅓ und 45 min−1 wurde damit eingestellt.
Die längsten Nummer-eins-Alben (45 min−1)
Alben, die die meiste Zeit während eines anderen Jahres auf Platz 1 der Charts verbrachten, werden hier nicht aufgeführt.
1. Jackie Gleason – Music for Lovers Only (14 Wochen)
2. Danny Kaye – Danny Kaye Sings Hans Christian Andersen (10 Wochen)
3. Eddie Fisher with Hugo Winterhalter & his Orchestra & Chorus – I’m in the Mood for Love (6 Wochen)

Vom 5. September bis zum Jahresende wurden keine Albumcharts erhoben.
Die Aufteilung nach den Abspielgeschwindigkeiten in 33 ⅓ und 45 min−1 wurde damit eingestellt.
Alle Nummer-eins-Hits und die Hits des Jahres

### Charts in weiteren Ländern
Siehe auch: Nummer-eins-Hits 1953 in  Australien, den Vereinigten Staaten und im Vereinigten Königreich.

### Top-Hits auf Schallplatte
- Allez-Vous-En – Kay Starr
- Answer Me, O Lord – Frankie Laine
- Anywhere I Wander – Julius La Rosa
- April in Portugal, aufgenommen von
  - Les Baxter Orchestra
  - Richard Hayman Orchestra
  - Freddy Martin Orchestra
  - Vic Damone
- Bye Bye Blues – Les Paul und Mary Ford
- Candy Lips – Doris Day und Johnnie Ray
- Changing Partners – Patti Page
- Choo Choo Train (Ch-Ch-Foo) – Doris Day
- Don’t Let The Stars Get In Your Eyes – Perry Como
- Dragnet – Ray Anthony
- Eh Cumpari – Julius LaRosa
- Floatin’ Down To Cotton Town – Frankie Laine & Jo Stafford
- Going to the River – Fats Domino
- Granada – Frankie Laine
- Half a Photograph – Kay Starr
- Have You Heard? – Joni James
- (Mama) He Treats Your Daughter Mean – Ruth Brown
- Hey Joe! – Frankie Laine
- Hi-Lili, Hi-Lo – Leslie Caron & Mel Ferrer
- Hound Dog – Big Mama Thornton
- I Believe – Frankie Laine
- I Forgot More Than You’ll Ever Know – The Davis Sisters
- I’m Walking Behind You – Eddie Fisher
- Istanbul (Not Constantinople) – The Four Lads
- Let’s Walk That-a-Way – Doris Day & Johnnie Ray
- Look At That Girl – Guy Mitchell
- Make Love to Me – Jo Stafford
- Mess Around – Ray Charles
- Mister Tap Toe – Doris Day
- No Other Love – Perry Como
- O (Oh!) – Pee Wee Hunt and His Orchestra
- Oh! My Pa-Pa – Eddie Fisher
- Outside of Heaven – Eddie Fisher
- Please Don’t Leave Me – Fats Domino
- Pretend – Nat King Cole
- Rags to Riches – Tony Bennett
- Ricochet – Teresa Brewer
- Say You’re Mine Again – Perry Como
- Secret Love – Doris Day
- Seven Lonely Days – Georgia Gibbs
- Side by Side – Kay Starr
- St. George and the Dragonet – Stan Freberg
- Stranger in Paradise – Tony Bennett
- The Clock – Johnny Ace with the Beale Streeters
- The Doggie in the Window – Patti Page
- The Gang That Sang Heart Of My Heart – The Four Aces featuring Al Alberts
- The Kid’s Last Fight – Frankie Laine
- The Song from Moulin Rouge – Percy Faith (Felicia Sanders Gesang)
- The Typewriter – Leroy Anderson & His Orchestra
- Tell Me a Story – Jimmy Boyd & Frankie Laine
- Tell Me You’re Mine – The Gaylords
- That’s Amore – Dean Martin
- Three Coins in the Fountain – Frank Sinatra
- Till I Waltz Again With You – Teresa Brewer
- Vaya con Dios – Les Paul & Mary Ford
- Wishing Ring – Joni James
- With These Hands – Eddie Fisher
- Young at Heart – Frank Sinatra
- Your Cheatin’ Heart, aufgenommen von
  - Frankie Laine
  - Joni James
  - Hank Williams

## Musikpreisverleihungen und Ehrungen

### Golden Globe Awards
- Bester Film – Musical/Komödie: Mit einem Lied im Herzen (With a Song in My Heart) – Regie: Walter Lang
- Bester Hauptdarsteller – Musical/Komödie: Donald O’Connor – Du sollst mein Glücksstern sein (Singin’ in the Rain)
- Beste Hauptdarstellerin – Musical/Komödie: Susan Hayward – Mit einem Lied im Herzen (With a Song in My Heart)
- Beste Filmmusik: Dimitri Tiomkin – Zwölf Uhr mittags (High Noon)

### Internationale Filmfestspiele von Cannes
- Lobende Erwähnung: Gabriel Migliori für die Musik zu O Cangaceiro – Die Gesetzlosen

### Oscarverleihung
- Bester Film: Die größte Schau der Welt (The Greatest Show on Earth) – Cecil B. DeMille
- Beste Filmmusik (Drama/Komödie): Dimitri Tiomkin – Zwölf Uhr mittags (High Noon)
- Beste Filmmusik (Musikfilm): Alfred Newman – Mit einem Lied im Herzen (With a Song in My Heart)
- Bester Filmsong: High Noon (Do Not Forsake Me) aus Zwölf Uhr mittags (High Noon) – Dimitri Tiomkin, Ned Washington
- Beste Tonmischung: London Film Sound Department – Der unbekannte Feind (The Sound Barrier)

### Pulitzerpreis
- Pulitzerpreis/Musik: nicht vergeben

### Tony Awards
- Bestes Musical: Joseph Fields und Jerome Chodorov (Buch), Leonard Bernstein (Musik) sowie Betty Comden und Adolph Green (Liedtexte) – Wonderful Town
- Bester Hauptdarsteller Musical: Thomas Mitchell – Hazel Flagg
- Beste Hauptdarstellerin Musical: Rosalind Russell – Wonderful Town
- Bester Nebendarsteller Musical: Hiram Sherman – Two’s Company
- Beste Nebendarstellerin Musical: Sheila Bond – Wish You Were Here
- Beste Choreographie: Donald Saddler – Wonderful Town
- Bester Dirigent und Musikdirektor: Lehman Engel – Wonderful Town und Gilbert and Sullivan Season

### Weitere
- Bundesrepublik Deutschland
  - Kunstpreis Berlin: Gerda Lammers, Karl Forster, Max Baumann
  - Deutscher Kritikerpreis – Fachgruppe Musik: nicht vergeben
  - Förderpreis Musik der Landeshauptstadt München: Wolfgang Jacobi
  - Nordgaupreis des Oberpfälzer Kulturbundes – Musik: Theobald Schrems
  - Großer Kunstpreis des Landes Nordrhein-Westfalen – Musik: Frank Martin
  - Louis Spohr Musikpreis Braunschweig: Hermann Reutter

- Finnland
  - Wihuri-Sibelius-Preis: Jean Sibelius

- Österreich
  - Preis der Stadt Wien für Musik: Egon Wellesz
  - Kunstpreis der Stadt Innsbruck – Vokalmusik: Walter Kurz, Norbert Gerhold
  - Mozart-Medaille der Mozartgemeinde Wien: Edwin Fischer, Egon von Komorzynsky, Irmgard Seefried, Wiener Philharmoniker

- Japan
  - Otaka-Preis: Mitsukuri Shūkichi und Harada Minoru

## Musikfestivals und -wettbewerbe

### Musikfestivals
| Land        | Von      | Bis        | Musikwettbewerb                  | Ort      |
| ----------- | -------- | ---------- | -------------------------------- | -------- |
| Deutschland | 23. Juli | 23. August | Bayreuther Festspiele            | Bayreuth |
| Norwegen    | 01. Juni | 15. Juni   | 1. Bergen International Festival | Bergen   |
| Österreich  | 26. Juli | 31. August | 34. Salzburger Festspiele        | Salzburg |

### Musikwettbewerbe
| Land        | Musikwettbewerb                                                | Ort      | Preisträger                                            |
| ----------- | -------------------------------------------------------------- | -------- | ------------------------------------------------------ |
| Frankreich  | Concours international de jeunes chefs d’orchestre de Besançon | Besançon | Peter Traunfellner ( Österreich)                       |
| Niederlande | Internationaler Orgelimprovisationswettbewerb Haarlem          | Haarlem  | Piet Kee ( Niederlande)                                |
| Italien     | Sanremo-Festival 1953                                          | Sanremo  | Carla Boni / Flo Sandon’s mit dem Lied Viale d’autunno |

## Ersterscheinungen

### Ersterscheinungen
- Das Orchester – elfmal im Jahr im Verlag Schott Music in Mainz erscheinendes deutschsprachiges Magazin für Musiker und Management
- Suppinger Liederbuch – Liederbuch mit Schelmenliedern, das vom Schwäbischen Albverein herausgegeben wird

## Erstverleihungen
Bundesrepublik Deutschland
- Großer Kunstpreis des Landes Nordrhein-Westfalen – von 1953 bis 1968 verliehener Preis des Landes Nordrhein-Westfalen
- Louis Spohr Musikpreis Braunschweig – Musikpreis, dessen Geschäftsführung durch die Abteilung Literatur und Musik der Stadt Braunschweig wahrgenommen wird

Finnland
- Wihuri-Sibelius-Preis – internationaler Musikpreis der finnischen Wihuri Foundation for International Prizes, der 1953 Jean Sibelius zu Ehren gestiftet wurde

Israel
- Israel-Preis – höchste Kulturauszeichnung des Staates Israel

Schweiz
- Innerschweizer Kulturpreis – Kulturpreis, vergeben von der 1951 gegründeten Innerschweizer Kulturstiftung

Vereinigtes Königreich
- NME Awards – jährlicher Musikpreis, gegründet durch das britische Musikmagazin New Musical Express (NME)

## Gründungen und Auflösungen

### Gründungen
Bundesrepublik Deutschland
- Blasmusikverband Odenwald-Bauland – regionaler Blasmusikverband
- Deutsche Künstlerhilfe – von Bundespräsident Theodor Heuss gegründete Förderung für Künstler
- Deutscher Musikrat – deutscher Dachverband für musikalische Fachverbände
- Forum Musik der Universität Bonn – zentrale und offizielle Organisationsstelle für Musik an der Universität Bonn
- Glockengießerei Otto – Glockengießerei in der saarländischen Kreisstadt Saarlouis
- Jazz Club Minden – Musik-Club in der ostwestfälischen Stadt Minden
- Kammerorchester des Saarländischen Rundfunks – im saarländischen Saarlouis gegründetes Kammerorchester
- Musikbund von Ober- und Niederbayern – von Heinz Kemenater und Ludwig Dennerlein gegründeter Verband zur Organisation ober- und niederbayerischer Musikkapellen
- Musikcorps Großen-Linden – Marsch- und Showband in Blechbläserbesetzung aus Linden
- Musikgeschichtliche Kommission – eingetragener Verein mit dem Ziel die deutschen musikalischen Quellenpublikationen fortzusetzen
- Neue Deutsche Biographie – von der Historischen Kommission bei der Bayerischen Akademie der Wissenschaften herausgegebene deutsche Nationalbiografie
- Orgelbau Wolfgang Scherpf – Orgelbauunternehmen in Speyer
- Otto Heuss – Zulieferer von Orgelbauteilen in Lich
- Sinfonietta Regio – Sinfonieorchester mit Sitz in Alsdorf
- Uher – Hersteller von hochwertigen Tonbandgeräten, Diktiergeräten, Kassettengeräten und Sprachlehranlagen
- Woodhouse Jazzband – deutsche Jazzband aus Mülheim an der Ruhr

Frankreich
- Domaine Musical – Pariser Konzertreihe
- Erato Records – französisches Musiklabel

Iran
- Philharmonisches Orchester Teheran – philharmonisches Orchester des Iran

Japan
- Sinfonieorchester Kyūshū – japanisches Orchester

Norwegen
- Hot Saints Jazzband – norwegische Jazzband
- Big Chief Jazz Club – Jazzclub in Oslo

Österreich
- Concentus Musicus Wien – Instrumental-Ensemble Alter Musik
- Österreichisches Seminar für Zwölftonmusik – Musikorganisation in Wien

Polen
- Tanz- und Gesangsensemble Śląsk – polnisches Tanz- und Gesangsensemble

Vereinigte Staaten
- Cedarwood Music – Musikverlag aus Nashville
- Grado Labs – US-amerikanischer Hersteller von Audiotechnik
- Harman/Kardon – Hersteller von Hi-Fi-Komponenten
- Old Town Records – US-amerikanisches Musiklabel

Vereinigtes Königreich
- Allegri Quartet – Kammermusikensemble

### Auflösungen
Bundesrepublik Deutschland
- Ausschuss für die Rückführung der Glocken – Einrichtung zur Erfassung und Rückgabe der unter dem Nationalsozialismus zu Kriegszwecken beschlagnahmten deutschen Kirchenglocken

## Neuveröffentlichungen (Auswahl)

### Lieder und Kompositionen
| Lied                                                    | Text                                                                 | Musik                                                | Erstinterpret                                            | Label            | Veröffentlichung | Genre                   | Album                                 | Weitere Informationen |
| ------------------------------------------------------- | -------------------------------------------------------------------- | ---------------------------------------------------- | -------------------------------------------------------- | ---------------- | ---------------- | ----------------------- | ------------------------------------- | --- |
| Am Aschermittwoch ist alles vorbei                      | Hans Jonen                                                           | Jupp Schmitz                                         |                                                          |                  | 1953             | Karnevalslied           |                                       | |
| And This Is My Beloved                                  | Bob Wright & Chet Forrest                                            | Bob Wright & Chet Forrest                            |                                                          |                  | 1953             |                         |                                       | Lied aus dem Musical Kismet |
| Angel Eyes                                              | Earl Brent                                                           | Matt Dennis                                          | Nat King Cole                                            |                  | 1953             |                         |                                       | |
| Angelina                                                | Lord Burgess                                                         | Lord Burgess                                         | Harry Belafonte                                          |                  | 1953             |                         |                                       | |
| Anna                                                    | (Eng) William Engvick (Ital) F. Giordano                             | R. Vatro                                             |                                                          |                  | 1953             |                         |                                       | |
| Answer Me                                               | (Eng) Carl Sigman (Deu) Gerhard Winkler & Fred Ravich                | Gerhard Winkler & Fred Ravich                        | Frankie Laine                                            |                  | 13. Oktober 1953 |                         |                                       | |
| Baubles, Bangles And Beads                              | Robert Wright                                                        | George Forrest                                       | Doretta Morrow                                           |                  | 1953             |                         |                                       | basierend auf einer Komposition von Alexander Borodin von 1881; gesungen von Doretta Morrow im Musical Kismet                                                                                                 |
| Bell Bottom Blues                                       | Hal David                                                            | Leon Carr                                            | Teresa Brewer                                            |                  | 1953             | Pop                     |                                       | |
| Bimbo                                                   | Rodney Morris                                                        | Rodney Morris                                        | Gene Autry                                               | Abbott Records   | 1953             | Country                 | Up Through the Years                  | Country-Kinderlied |
| Black Hills Of Dakota                                   | Paul Francis Webster                                                 | Sammy Fain                                           | Doris Day                                                |                  | 1953             |                         |                                       | gesungen von Doris Day in dem Film Calamity Jane |
| Blue Canary                                             | Vincent Fiorino                                                      | Vincent Fiorino                                      | Dinah Shore                                              |                  | 1953             |                         |                                       | |
| Blue Pacific Blues                                      | Ned Washington                                                       | Lester Lee                                           |                                                          | Acrobat Music    | 1953             | Filmmusik, Blues        | Miss Sadie Thompson – Soundtrack      | Lied aus dem Soundtrack des Films Fegefeuer (Miss Sadie Thompson). Gesungen wird es im Film von Rita Hayworth mit der Stimme von Jo Ann Greer.                                                                |
| Blues in the Closet                                     |                                                                      | Oscar Pettiford                                      |                                                          |                  | 1953             | Jazz                    |                                       | Jazzstandard. Zuweilen auch Harry Babasin zugeschrieben |
| Brich dem Hungrigen dein Brot                           | Martin Jentzsch                                                      | Gerhard Häußler                                      |                                                          |                  | 1953             | Geistliches Lied        |                                       | evangelisches Kirchenlied |
| Can-Can                                                 | Cole Porter                                                          | Cole Porter                                          |                                                          |                  | 1953             |                         |                                       | Lied aus dem Musical Can-Can |
| Caribbean                                               | Mitchell Torok                                                       | Mitchell Torok                                       |                                                          |                  | 1953             |                         |                                       | |
| C’est Magnifique                                        | Cole Porter                                                          | Cole Porter                                          |                                                          |                  | 1953             |                         |                                       | gesungen von Lilo und Peter Cookson in dem Musical Can-Can |
| Changing Partners                                       | Joe Darion                                                           | Larry Coleman                                        | Patti Page                                               |                  | 1953             | Pop                     |                                       | |
| Chicka Boom                                             | Bob Merrill                                                          | Bob Merrill                                          | Guy Mitchell                                             |                  | 1953             | Pop                     |                                       | |
| Crazy Man, Crazy                                        | Bill Haley, Marshall Lytle                                           | Bill Haley, Marshall Lytle                           | Bill Haley & His Comets                                  | Essex Records    | 25. April 1953   | Rock                    |                                       | |
| Crescent City Blues                                     | Gordon Jenkins                                                       | Gordon Jenkins                                       |                                                          |                  | 1953             |                         | Seven Dreams                          | |
| Crying In the Chapel                                    | Artie Glenn                                                          | Artie Glenn                                          | Rex Allen                                                | Valley           | Mai 1953         | Country, Pop            |                                       | |
| Cry Me a River                                          | Arthur Hamilton                                                      | Arthur Hamilton                                      | Julie London                                             |                  | 1953             | Jazz                    | Julie Is Her Name                     | Jazzstandard |
| Ebb Tide                                                | Carl Sigman                                                          | Robert Maxwell                                       | Frank Chacksfield                                        |                  | Juni 1953        | Pop                     |                                       | |
| Eh, Cumpari!                                            | arrangiert von Julius LaRosa & Archie Bleyer                         | arrangiert von Julius LaRosa & Archie Bleyer         | Julius La Rosa                                           | Cadence          | 1953             | Pop                     |                                       | italienisches Volkslied |
| Fate                                                    | arrangiert von Bob Wright & Chet Forrest                             | arrangiert von Bob Wright & Chet Forrest             |                                                          |                  | 1953             | Pop                     |                                       | Musik von Alexander Porfirjewitsch Borodin. Gesungen von Alfred Drake und Doretta Morrow im Musical Kismet |
| From Here to Eternity                                   | Robert Wells                                                         | Fred Karger                                          |                                                          |                  | 1953             |                         |                                       | |
| Gambler’s Guitar                                        | Jim Lowe                                                             | Jim Lowe                                             | Jim Lowe                                                 |                  | 1953             | Country                 |                                       | |
| Gee                                                     | Viola Watkins, Daniel Norton & William Davis                         | Viola Watkins, Daniel Norton & William Davis         | The Crows                                                | Rama Records     | Februar 1953     | Doo-Wop                 |                                       | |
| Geh’n wir auf den Kriegspfad                            | (Eng) Ted Sears & Winston Hibler                                     | Oliver Wallace                                       |                                                          |                  | 1953             |                         |                                       | Lied aus dem Film Peter Pan |
| Giddy-Up-A Ding Dong                                    | Freddie Bell, Pep Lattanzi                                           | Freddie Bell, Pep Lattanzi                           |                                                          |                  | 1953             | Rock                    |                                       | 1953 geschrieben, aber erst 1956 aufgenommen |
| Goodnite, Sweetheart, Goodnite                          | James Hudson, Calvin Carter                                          | James Hudson, Calvin Carter                          | The Spaniels                                             | Vee-Jay Records  | 1953             | Doo-Wop                 |                                       | |
| Here’s That Rainy Day                                   | Johnny Burke                                                         | Jimmy Van Heusen                                     | Dolores Gray                                             |                  | 1953             | Pop                     |                                       | gesungen von John Raitt im Musical Carnival In Flanders; Jazzstandard |
| Hold My Hand                                            | Jack Lawrence & Richard Myers                                        | Jack Lawrence & Richard Myers                        | Don Cornell                                              | Vogue Records    | 1953             | Filmmusik               |                                       | Oscarnominierung in der Kategorie „Bester Song“ |
| Hound Dog                                               | Jerry Leiber und Mike Stoller                                        |                                                      | Big Mama Thornton                                        | Peacock Records  | Februar 1953     | Blues, Rhythm and Blues |                                       | |
| I Believe                                               | Ervin Drake, Jimmy Shirl, Irvin Graham & Al Stillman                 | Ervin Drake, Jimmy Shirl, Irvin Graham & Al Stillman | Frankie Laine                                            | Columbia Records | 1953             | Pop                     |                                       | |
| I Can Do Without You                                    | Paul Francis Webster                                                 | Sammy Fain                                           | Doris Day und Howard Keel                                |                  | 1953             | Pop                     |                                       | gesungen von Doris Day und Howard Keel in dem Film Calamity Jane |
| (Oh Baby Mine) I Get So Lonely                          | Pat Ballard                                                          | Pat Ballard                                          | Pat Ballard                                              | Capitol Records  | 1953             | Pop                     |                                       | |
| I Love Paris                                            | Cole Porter                                                          | Cole Porter                                          |                                                          |                  | 1953             | Pop                     |                                       | gesungen von Lilo in dem Musical Can-Can |
| I Really Don’t Want To Know                             | Howard Barnes                                                        | Don Robertson                                        | Les Paul und Mary Ford                                   |                  | 1953             | Pop                     |                                       | |
| I Want a Hippopotamus for Christmas                     | John Rox                                                             | John Rox                                             | Gayla Peevey                                             |                  | Oktober 1953     | Pop                     |                                       | |
| I’m Walking Behind You                                  | Billy Reid                                                           | Billy Reid                                           | Eddie Fisher                                             | RCA Victor       | 9. April 1953    | Pop                     |                                       | |
| Iko Iko                                                 | James „Sugar Boy“ Crawford und Lloyd Price                           | James „Sugar Boy“ Crawford und Lloyd Price           |                                                          |                  | 1953             | Pop                     |                                       | |
| Istanbul (Not Constantinople)                           | Jimmy Kennedy                                                        | Nat Simon                                            | The Four Lads                                            | Columbia Records | 1953             | Pop                     |                                       | |
| It’s All Right with Me                                  | Cole Porter                                                          | Cole Porter                                          |                                                          |                  | 1953             | Pop                     |                                       | gesungen von Peter Cookson in dem Musical Can-Can |
| It’s Love                                               | Betty Comden & Adolph Green                                          | Leonard Bernstein                                    |                                                          |                  | 1953             |                         |                                       | gesungen von George Gaynes in dem Musical Wonderful Town |
| Jordu                                                   |                                                                      | Duke Jordan                                          |                                                          |                  | 1953             | Jazz                    |                                       | Jazzstandard |
| Look at That Girl                                       | Bob Merrill                                                          | Bob Merrill                                          | Guy Mitchell                                             | Columbia Records | 1953             | Pop                     |                                       | |
| Marriage Type Love                                      | Oscar Hammerstein II                                                 | Richard Rodgers                                      |                                                          |                  | 1953             | Pop                     |                                       | gesungen von Arthur Maxwell und Helena Scott in dem Musical Me And Juliet |
| Mexican Joe                                             | Mitchell Torok                                                       | Mitchell Torok                                       | Jim Reeves                                               |                  | 1953             | Country                 |                                       | |
| Minority                                                |                                                                      | Gigi Gryce                                           | Gigi Gryce mit Clifford Brown                            |                  | 1953             | Jazz                    |                                       | Instrumental; Jazzstandard |
| Money Honey                                             | Jesse Stone                                                          | Jesse Stone                                          | Clyde McPhatter und die Drifters                         | Atlantic Studios | September 1953   | Rhythm and Blues, Rock  | Clyde McPhatter & The Drifters        | |
| My Love, My Love                                        | Bob Haymes                                                           | Nick Acquaviva                                       | Joni James                                               | MGM Records      | Juli 1953        | Pop                     |                                       | |
| My One and Only Love                                    | Robert Mellin                                                        | Guy Wood                                             | Frank Sinatra                                            | Capitol Records  | 1953             | Pop                     |                                       | |
| No Other Love                                           | Oscar Hammerstein II                                                 | Richard Rodgers                                      | Perry Como                                               | RCA Victor       | 20. Juni 1953    | Pop                     |                                       | gesungen von Isabel Bigley und Bill Hayes in dem Musical Me And Juliet |
| Not Since Nineveh                                       | Bob Wright & Chet Forrest                                            | Bob Wright & Chet Forrest                            |                                                          |                  | 1953             |                         |                                       | Musik von Alexander Porfirjewitsch Borodin; Lied aus dem Musical Kismet |
| One Bourbon, One Scotch, One Beer                       | Rudy Toombs                                                          | Rudy Toombs                                          | Amos Milburn                                             |                  | 1953             | Rhythm and Blues        |                                       | |
| Poppa Piccolino                                         | (Eng) Bob Musel                                                      |                                                      |                                                          |                  | 1953             | Pop                     |                                       | englische Fassung des italienischen Liedes Papaveri e papere |
| Rags to Riches                                          | Richard Adler & Jerry Ross                                           | Richard Adler & Jerry Ross                           | Tony Bennett                                             | Columbia Records | 3. August 1953   | Pop                     |                                       | |
| Ricochet                                                | Larry Coleman, Joe Darion & Norman Gimbel                            | Larry Coleman, Joe Darion & Norman Gimbel            | Teresa Brewer                                            | Coral Records    | 1953             | Pop                     |                                       | |
| Santa Baby                                              | Joan Javits, Phil Springer & Tony Springer                           | Joan Javits, Phil Springer & Tony Springer           | Eartha Kitt                                              |                  | 5. Oktober 1953  | Pop                     | Eartha Kitt                           | Weihnachtslied |
| Satin Doll                                              | Billy Strayhorn & Duke Ellington                                     | Billy Strayhorn & Duke Ellington                     | Duke Ellington                                           |                  | 1953             | Jazz                    |                                       | Jazzstandard |
| Secret Love                                             | Paul Francis Webster                                                 | Sammy Fain                                           | Doris Day                                                |                  | 9. Oktober 1953  | Pop                     | Calamity Jane                         | Lied für den komödiantischen und musikalischen Western Schwere Colts in zarter Hand (Originaltitel: Calamity Jane, 1953, Regie: David Butler); das Lied erhält 1954 einen Oscar in der Kategorie Bester Song. |
| Sei lieb zu mir                                         | Aldo von Pinelli, Günther Schwenn, Heino Gaze                        | Aldo von Pinelli, Günther Schwenn, Heino Gaze        | Rudi Schuricke                                           | Polydor          | 1953             | Schlager                |                                       | |
| Seven Lonely Days                                       | Alden Shuman, Earl Shuman & Marshal Brown                            | Alden Shuman, Earl Shuman & Marshal Brown            | Georgia Gibbs                                            |                  | Januar 1953      |                         |                                       | |
| Shake a Hand                                            | Joe Morris                                                           | Joe Morris                                           | Faye Adams                                               | Herald Records   | 1953             | Rhythm and Blues/Gospel |                                       | |
| Sippin’ Soda                                            |                                                                      |                                                      | Guy Mitchell                                             |                  | 1953             |                         |                                       | |
| Stranger in Paradise                                    | Bob Wright & Chet Forrest                                            | Bob Wright & Chet Forrest                            | Tony Bennett                                             | Columbia Records | 2. November 1953 | Pop                     |                                       | gesungen von Doretta Morrow und Richard Kiley in dem Musical Kismet |
| Such a Night                                            | Lincoln Chase                                                        | Lincoln Chase                                        | The Drifters feat. Clyde McPhatter                       | Atlantic Records | November 1953    | Pop                     |                                       | |
| Teach Me Tonight                                        | Sammy Cahn                                                           | Gene De Paul                                         |                                                          |                  | 1953             | Pop                     |                                       | Jazzstandard |
| Tell Me a Story                                         | Terry Gilkyson                                                       | Terry Gilkyson                                       | Jimmy Boyd und Frankie Laine                             | Columbia Records | 13. Februar 1953 | Pop                     |                                       | |
| That’s Amore                                            | Jack Brooks                                                          | Harry Warren                                         | Dean Martin                                              |                  | 7. November 1953 | Pop                     | Dean Martin Sings                     | Das Lied wurde in dem im Jahr 1953 erschienenen Film Der Tolpatsch veröffentlicht. |
| The Happy Wanderer                                      | (Ger) Florenz Friedrich Sigismund & Edith Möller (Eng) Antonia Ridge | Friedrich Wilhelm Möller                             |                                                          |                  | 1953             | Pop                     |                                       | englische Version des Volksliedes Mein Vater war ein Wandersmann |
| The Moon Is Blue                                        | Sylvia Fine                                                          | Herschel Burke Gilbert                               | Sauter-Finegan Orchestra, Sally Sweetland & The Doodlers | Crown Records    | 1953             | Filmmusik               | The Moon Is Blue                      | Lied aus dem Soundtrack des Films Wolken sind überall (Originaltitel: The Moon Is Blue) |
| The Olive Tree                                          | Bob Wright & Chet Forrest                                            | Bob Wright & Chet Forrest                            |                                                          |                  | 1953             | Pop                     |                                       | Musik von Alexander Porfirjewitsch Borodin; Lied aus dem Musical Kismet |
| The Song From Moulin Rouge (a.k.a. Where Is Your Heart) | (Eng) William Engvick (Fr) Jacques Larue                             | Georges Auric                                        | Mantovani and his Orchestra                              | Decca Records    | April 1953       | Filmmusik               |                                       | |
| The Things That I Used to Do                            | Guitar Slim                                                          | Guitar Slim                                          | Guitar Slim                                              |                  | 1953             | Blues                   |                                       | |
| The Typewriter                                          |                                                                      | Leroy Anderson                                       | Boston Pops Orchestra                                    | Decca Records    | 9. Oktober 1953  | Orchesterstück          |                                       | Namensgebend ist der Einsatz einer mechanischen Schreibmaschine, die hier – entgegen ihrer eigentlichen Verwendung – als Effektinstrument in den Vordergrund gestellt wird.                                   |
| Third Degree                                            | Eddie Boyd, Willie Dixon                                             | Eddie Boyd, Willie Dixon                             | Eddie Boyd                                               | Chess Records    | 1953             | Blues                   |                                       | |
| Über der Steppe geht die Sonne auf, aber niemals unter  | Meiliqige                                                            | Meiliqige                                            |                                                          |                  | 1953             | Politisches Lied        |                                       | |
| Vaya con Dios (May God Be With You)                     | Larry Russell, Inez James & Buddy Pepper                             | Larry Russell, Inez James & Buddy Pepper             | Les Paul und Mary Ford                                   | Capitol Records  | Juni 1953        | Pop                     |                                       | |
| Vendome                                                 |                                                                      | John Lewis                                           | Modern Jazz Quartet                                      |                  | Mai 1953         | Jazz                    | Modern Jazz Quartet with Milt Jackson | |
| Wie Böhmen noch bei Öst’reich war                       | Josef Fiedler, Josef Petrak                                          | Josef Fiedler, Josef Petrak                          |                                                          |                  | 1953             | Pop                     |                                       | |
| You Won’t Forget Me                                     | Kermit Goell                                                         | Fritz Spielman                                       |                                                          |                  | 1953             | Filmmusik               |                                       | gesungen von India Adams für Joan Crawford in dem Film Torch Song |
| You, You, You                                           | (Eng) Robert Mellin (Ger) Walter Rothenberg                          | Lotar Olias                                          | Ames Brothers                                            | RCA Victor       | 1953             | Pop                     |                                       | |
| Young at Heart                                          | Carolyn Leigh                                                        | Johnny Richards                                      | Frank Sinatra                                            | Capitol Records  | 1953             | Pop                     |                                       | |
| ’Zat You, Santa Claus?                                  | Jack Fox                                                             | Jack Fox                                             | Louis Armstrong                                          | Decca Records    | Dezember 1953    |                         |                                       | Weihnachtslied |

### Alben
| Album                                      | Interpret            | Label                                 | Veröffentlichung | Genre         | Weitere Informationen                |
| ------------------------------------------ | -------------------- | ------------------------------------- | ---------------- | ------------- | ------------------------------------ |
| Anita O’Day Collates                       | Anita O’Day          | Clef Records                          | 1953             | Jazz          |                                      |
| Black Coffee                               | Peggy Lee            | Decca Records                         | 1953             | Jazz          |                                      |
| Blue Period                                | Miles Davis          | Prestige Records                      | 1953             | Jazz          |                                      |
| By the Light of the Silvery Moon           | Doris Day            | Columbia Records                      | 13. März 1953    | Pop           |                                      |
| Calamity Jane                              | Doris Day            | Columbia Records                      | 1953             | Soundtrack    |                                      |
| Charles Mingus Octet                       | Charles Mingus       | Debut Records, Original Jazz Classics | 1953             | Jazz          |                                      |
| Cool and Crazy                             | Shorty Rogers        | RCA Victor                            | 1953             | Jazz          |                                      |
| Dean Martin Sings                          | Dean Martin          | Capitol Records                       | 1953             | Pop           |                                      |
| Dinah Shore Sings the Blues                | Dinah Shore          | RCA Victor                            | 1953             | Blues, Pop    |                                      |
| Eddie Fisher Sings Irving Berlin Favorites | Eddie Fisher         | RCA Victor                            | 1953             | Pop           |                                      |
| Georgia Gibbs Sings Oldies                 | Georgia Gibbs        | Mercury Records                       | 1953             | Jazz, Pop     |                                      |
| Jazz at Massey Hall                        | The Quintet          | Debut Records / Fantasy Records       | 1953             | Jazz          |                                      |
| Jazz at Oberlin                            | Dave Brubeck Quartet | Fantasy Records                       | 1953             | Jazz          |                                      |
| Let There Be Love                          | Joni James           | MGM Records                           | 1953             | Pop           |                                      |
| New Concepts of Artistry in Rhythm         | Stan Kenton          | Capitol Records                       | 1953             | Jazz          |                                      |
| Sketches on Standards                      | Stan Kenton          | Capitol Records                       | 1953             | Jazz          |                                      |
| Solitude                                   | Billie Holiday       | Clef Records / Verve Records          | 1953             | Jazz          |                                      |
| Songs by Tom Lehrer                        | Tom Lehrer           | Lehrer Records                        | 1953             | Pop           |                                      |
| Songs of Open Spaces                       | Guy Mitchell         | Columbia Records                      | 1953             | Folk, Country |                                      |
| Starring Jo Stafford                       | Jo Stafford          | Capitol Records                       | 1953             | Jazz, Pop     |                                      |
| The Astaire Story                          | Fred Astaire         | Mercury Records                       | 1953             | Jazz          |                                      |
| The Modern Jazz Quartet                    | Modern Jazz Quartet  | Prestige Records                      | 1953             | Jazz          |                                      |
| The New Oscar Pettiford Sextet             | Oscar Pettiford      | Debut Records                         | 1953             | Jazz          |                                      |
| Thelonious Monk Trio                       | Thelonious Monk      | Prestige Records                      | 1953             | Jazz          |                                      |
| Young Man with a Horn                      | Miles Davis          | Blue Note Records                     | März 1953        | Jazz          | auch bekannt als Miles Davis, Vol. 1 |

## Musiktheater

### Musical (Auswahl)
| Datum Uraufführung / Wiederaufnahme | Musical                        | Komponist                                                                     | Buch und Liedtexte                                                                       | Theater                | Ort           | Weitere Informationen                                     |
| ----------------------------------- | ------------------------------ | ----------------------------------------------------------------------------- | ---------------------------------------------------------------------------------------- | ---------------------- | ------------- | --------------------------------------------------------- |
| 25. Januar                          | Wonderful Town                 | Leonard Bernstein                                                             | Joseph Fields und Jerome Chodorov (Buch) sowie Betty Comden und Adolph Green (Liedtexte) | Winter Garden Theatre  | New York City | Broadway Produktion mit 559 Vorstellungen                 |
| 11. Februar                         | Hazel Flagg                    | Jule Styne                                                                    | Ben Hecht (Buch) und Bob Hilliard (Liedtexte)                                            | Mark Hellinger Theatre | New York City | Broadway Produktion mit 190 Vorstellungen                 |
| 11. Februar                         | Paint Your Wagon               | Frederick Loewe                                                               | Alan Jay Lerner                                                                          | Her Majesty’s Theatre  | London        | Produktion in London mit 477 Vorstellungen                |
| 18. Februar                         | Maggie                         |                                                                               |                                                                                          | Royal National Theatre | New York City | Broadway Produktion mit 5 Vorstellungen                   |
| 14. April                           | The Boy Friend                 | Sandy Wilson                                                                  | Sandy Wilson                                                                             | London’s Players Club  | London        | ab 13. Oktober 1953 wird eine erweiterte Version gespielt |
| 22. April                           | Airs On A Shoestring           |                                                                               |                                                                                          | Royal Court Theatre    | London        | Revue in London mit insgesamt 772 Vorstellungen           |
| 07. Mai                             | Can-Can                        | Cole Porter                                                                   | Abe Burrows (Buch)                                                                       | Shubert Theatre        | New York City | Broadway Produktion mit 892 Vorstellungen                 |
| 28. Mai                             | Me And Juliet                  | Richard Rodgers                                                               | Oscar Hammerstein II (Buch und Liedtexte)                                                | Majestic Theatre       | New York City | Broadway Produktion mit 358 Vorstellungen                 |
| 08. September                       | Carnival in Flanders           | Jimmy Van Heusen                                                              | Preston Sturges (Buch) und Johnny Burke (Liedtexte)                                      | New Century Theatre    | New York City | Broadway Produktion mit 6 Vorstellungen                   |
| 08. Oktober                         | The King And I                 | Richard Rodgers                                                               | Oscar Hammerstein II (Buch und Liedtexte)                                                | Drury Lane Theatre     | London        | Produktion in London mit 926 Vorstellungen                |
| 03. Dezember                        | Kismet                         | Alexander Porfirjewitsch Borodin, adaptiert von Bob Wright und George Forrest | Charles Lederer und Luther Davis (Buch) sowie Bob Wright und George Forrest (Liedtexte)  | Ziegfeld Theatre       | New York City | Broadway Produktion mit 583 Vorstellungen                 |
| 10. Dezember                        | John Murray Anderson’s Almanac |                                                                               |                                                                                          | Imperial Theatre       | New York City | Broadway Revue mit 227 Vorstellungen                      |

### Oper und Operette (Auswahl)
| Datum der Uraufführung | Oper / Operette          | Komponist                      | Libretto                                                              | Opernhaus                                       | Ort           |
| ---------------------- | ------------------------ | ------------------------------ | --------------------------------------------------------------------- | ----------------------------------------------- | ------------- |
| 14. Februar            | Nelson                   | Lennox Berkeley                | Alan Pryce-Jones                                                      | English Opera Group in der Wigmore Hall         | London        |
| 23. Juni               | Die Dekabristen          | Juri Alexandrowitsch Schaporin | nach Alexei Tolstoi                                                   | Bolschoi-Theater                                | Moskau        |
| 04. Mai                | Irmelin                  | Frederick Delius               | Frederick Delius                                                      | New Theatre                                     | Oxford        |
| 25. Mai                | The Harpies              | Marc Blitzstein                |                                                                       |                                                 | New York City |
| 08. Juli               | Gloriana                 | Benjamin Britten               | William Plomer nach dem Roman Elizabeth and Essex von Lytton Strachey | Royal Opera House                               | London        |
| 17. Oktober            | Abstrakte Oper Nr. 1     | Boris Blacher                  | Werner Egk                                                            | Nationaltheater                                 | Mannheim      |
| 09. November           | Menna (Oper)             | Arwel Hughes                   | Wyn Griffith                                                          | Welsh National Opera im Sophia Gardens Pavilion | Cardiff       |
| 13. November           | Ein Engel namens Schmitt | Just Scheu                     | Just Scheu und Ernst Nebhut                                           |                                                 | Braunschweig  |
| 21. November           | The Dumb Wife            | Joseph Horovitz                |                                                                       | Intimate Opera Company in der Guildhall School  | London        |
| 21. November           | Three’s Company          | Antony Hopkins                 | Michael Flanders                                                      | Intimate Opera Company in der Guildhall School  | London        |

## Klassische Musik

### Premieren (Auswahl)
| Datum der Uraufführung | Komponist                             | Komposition                                  | Ort            |
| ---------------------- | ------------------------------------- | -------------------------------------------- | -------------- |
| 01. Januar             | Ernest Bloch                          | Suite hébraïque für Viola und Orchester      | Chicago        |
| 09. Januar             | Heitor Villa-Lobos                    | Klavierkonzert Nr. 4                         | Pittsburgh     |
| 14. Januar             | Ralph Vaughan Williams                | Sinfonia antartica (Sinfonie Nr. 7)          | Manchester     |
| 11. Februar            | Carlos Chávez                         | Sinfonía romántica (Sinfonie Nr. 4)          | Louisville     |
| 19. Februar            | Bohuslav Martinů                      | Rhapsody-Concerto für Viola und Orchester    | Cleveland      |
| 26. Februar            | Elliott Carter                        | Streichquartett Nr. 1                        | New York       |
| 05. März               | Vagn Holmboe                          | Sinfonia boreale (Sinfonie Nr. 8)            | Kopenhagen     |
| 23. März               | Karlheinz Stockhausen                 | Schlagquartett                               | München        |
| 15. April              | Edmund Rubbra                         | Konzert für Viola und Orchester A-Dur op. 75 | London         |
| 04. Mai                | Pierre Boulez                         | Structures für zwei Klaviere, Livre I        | Köln           |
| 25. Mai                | Xavier Montsalvatge                   | Poema Concertante für Violine und Orchester  | Barcelona      |
| 26. Mai                | Karlheinz Stockhausen                 | Kontra-Punkte Nr. 1 für 10 Instrumente       | Köln           |
| 14. Juli               | Berthold Goldschmidt                  | Streichquartett Nr. 2                        | London         |
| 29. August             | Michael Tippett                       | Fantasia Concertante on a Theme of Corelli   | Edinburgh      |
| 03. September          | Peter Racine Fricker                  | Violakonzert                                 | Edinburgh      |
| 10. Oktober            | Karl Amadeus Hartmann                 | Konzert für Klavier, Bläser und Schlagzeug   | Donaueschingen |
| 16. Oktober            | Darius Milhaud                        | Sinfonie Nr. 5                               | Turin          |
| 13. November           | Dmitri Dmitrijewitsch Schostakowitsch | Streichquartett Nr. 5                        | Moskau         |
| 01. Dezember           | Carlos Chávez                         | Sinfonie Nr. 5                               | Los Angeles    |
| 05. Dezember           | Andrew Imbrie                         | Streichquartett Nr. 2                        | New York City  |
| 17. Dezember           | Dmitri Dmitrijewitsch Schostakowitsch | 10. Sinfonie                                 | Leningrad      |
| 18. Dezember           | Arthur Honegger                       | Une Cantate de Noël                          | Basel          |
| 20. Dezember           | Xavier Montsalvatge                   | Concierto breve für Klavier und Orchester    | Barcelona      |
| 00. 1953               | Dmitri Borissowitsch Kabalewski       | Klavierkonzert Nr. 3 D-Dur op. 50            | Moskau         |
| 00. 1953               | Heitor Villa-Lobos                    | Alvorada na Floresta Tropical für Orchester  | Louisville     |

### Kompositionen (Auswahl)
- Malcolm Arnold – Symphonie Nr. 2, op. 40
- Carlos Chávez – Symphonie Nr. 5
- George Crumb – Sonata für Viola und Piano
- Ernst von Dohnányi – American Rhapsody, op. 47
- Cristóbal Halffter – Klavierkonzert
- Ernesto Halffter – Fantasia española für Cello und Piano
- Rodolfo Halffter – Hojas de album (3) für Piano, op. 22
- Karl Amadeus Hartmann – Konzert (1953) für Klavier, Bläser und Schlagzeug
- Arthur Honegger – Une Cantate de Noël
- Karel Husa – Streichquartett Nr. 2
- Andrew Imbrie – Streichquartett Nr. 2
- György Ligeti – Sonata für Solo Cello
- Bohuslav Martinů
  - Konzert für Violine, Piano und Orchester
  - Overture
  - Fantaisies symphoniques (Sinfonie Nr. 6)
- Darius Milhaud
  - Sinfonie Nr. 5 op. 322
  - Harfenkonzert op. 323
  - Concertino d’hiver für Posaune und Streicher op. 327
  - Suite campagnarde für Orchester op. 329
  - Ouverture Mediterraneene op. 330
- Peter Racine Fricker – Violakonzert
- Giacinto Scelsi – Five Incantations für Piano
- Dmitri Dmitrijewitsch Schostakowitsch
  - Ballett Suite Nr. 4
  - 10. Sinfonie
- Karlheinz Stockhausen
  - Klavierstücke I–IV (überarbeitete Version)
  - Kontra-Punkte
  - Studie I
- Eugen Suchoň – Metamorphosis für Orchester
- Michael Tippett – Variations on an Elizabethan Theme
- Ralph Vaughan Williams – The Old Hundredth Psalm Tune
- Heitor Villa-Lobos
  - Alvorada na Floresta Tropical für Orchester
  - Cellokonzert Nr. 2
  - Fantaisie concertante für Piano, Klarinette und Fagott
  - Harfenkonzert
  - Odisseia de uma raça, symphonisches Gedicht
  - Streichquartett Nr. 14
  - Sinfonie Nr. 10, Sumé Pater Patrium (Sinfonia ameríndia)

## Film

### Filmmusik (Auswahl)
| Originaltitel                  | deutscher Titel               | Besetzung                                                           | Regie         | Komponist       |
| ------------------------------ | ----------------------------- | ------------------------------------------------------------------- | ------------- | --------------- |
| Escape by Night                |                               | in den Hauptrollen Bonar Colleano, Andrew Ray und Sidney James      | John Gilling  | Stanley Black   |
| Les Vacances de Monsieur Hulot | Die Ferien des Monsieur Hulot | in den Hauptrollen Jacques Tati, Nathalie Pascaud und Michele Rolla | Jacques Tati  | Alain Romans    |
| The Cruel Sea                  | Der große Atlantik            | in den Hauptrollen Jack Hawkins, Donald Sinden and Denholm Elliott. | Charles Frend | Alan Rawsthorne |

### Musikfilme (Auswahl)
| Originaltitel                     | deutscher Titel                 | Besetzung | Regie                                           |
| --------------------------------- | ------------------------------- | --- | ----------------------------------------------- |
| Aida                              |                                 | in den Hauptrollen Renata Tebaldi, Ebe Stignani, Gino Bechi und Sophia Loren                                                      | Clemente Fracassi                               |
| By the Light of the Silvery Moon  | Heiratet Marjorie?              | in den Hauptrollen Doris Day, Gordon MacRae und Leon Ames                                                                         | David Butler                                    |
| Calamity Jane                     | Schwere Colts in zarter Hand    | in den Hauptrollen Doris Day und Howard Keel                                                                                      | David Butler                                    |
| Dangerous When Wet                | Die Wasserprinzessin            | in den Hauptrollen Esther Williams, Fernando Lamas und Jack Carson                                                                | Charles Walters                                 |
| Du bist die Welt für mich         | Du bist die Welt für mich       | in den Hauptrollen Rudolf Schock, Annemarie Düringer und Richard Romanowsky                                                       | Ernst Marischka                                 |
| Easy to Love                      | Du bist so leicht zu lieben     | in den Hauptrollen Esther Williams, Van Johnson und Tony Martin                                                                   | Charles Walters                                 |
| Gentlemen Prefer Blondes          | Blondinen bevorzugt             | in den Hauptrollen Jane Russell, Marilyn Monroe und Charles Coburn                                                                | Howard Hawks                                    |
| Give a Girl a Break               | Eine Chance für Suzy            | in den Hauptrollen Marge Champion, Gower Champion und Debbie Reynolds                                                             | Stanley Donen                                   |
| I Love Melvin                     | Fotograf aus Liebe              | in den Hauptrollen Debbie Reynolds und Donald O’Connor                                                                            | Don Weis                                        |
| Kiss Me Kate                      | Küß mich, Kätchen!              | in den Hauptrollen Howard Keel, Kathryn Grayson, Ann Miller, Keenan Wynn and James Whitmore                                       | George Sidney                                   |
| Lili                              |                                 | in den Hauptrollen Leslie Caron, Mel Ferrer und Jean-Pierre Aumont                                                                | Charles Walters                                 |
| Melba                             | Wiedersehen in Monte Carlo      | in den Hauptrollen Patrice Munsel, Robert Morley und John McCallum                                                                | Lewis Milestone                                 |
| Peter Pan                         |                                 | Zeichentrickfilm | Clyde Geronimi, Wilfred Jackson, Hamilton Luske |
| Singin’ in the Rain               | Du sollst mein Glücksstern sein | in den Hauptrollen Gene Kelly, Donald O’Connor und Debbie Reynolds                                                                | Stanley Donen, Gene Kelly                       |
| Small Town Girl                   |                                 | in den Hauptrollen Jane Powell, Ann Miller, Farley Granger, S. Z. Sakall, Bobby Van, Billie Burke, Fay Wray und mit Nat King Cole | László Kardos                                   |
| So This Is Love                   |                                 | in den Hauptrollen Kathryn Grayson als Grace Moore                                                                                | Gordon Douglas                                  |
| Sombrero                          |                                 | in den Hauptrollen Ricardo Montalbán, Pier Angeli und Vittorio Gassman                                                            | Norman Foster                                   |
| The Affairs of Dobie Gillis       |                                 | in den Hauptrollen Debbie Reynolds, Bobby Van, Barbara Ruick und Bob Fosse                                                        | Don Weis                                        |
| The Band Wagon                    | Vorhang auf!                    | in den Hauptrollen Fred Astaire, Cyd Charisse und Oscar Levant                                                                    | Vincente Minnelli                               |
| The Desert Song                   | El Khobar – Schrecken der Wüste | in den Hauptrollen Kathryn Grayson, Gordon MacRae und Steve Cochran                                                               | H. Bruce Humberstone                            |
| The Farmer Takes a Wife           |                                 | in den Hauptrollen Betty Grable, Dale Robertson, John Carroll, Thelma Ritter und Eddie Foy, Jr.                                   | Henry Levin                                     |
| The Beggar’s Opera                | Die Bettleroper                 | in den Hauptrollen Laurence Olivier, Dorothy Tutin und Stanley Holloway                                                           | Peter Brook                                     |
| The Stars Are Singing             | Ein Lied, ein Kuß, ein Mädel    | in den Hauptrollen Rosemary Clooney, Anna Maria Alberghetti und Lauritz Melchior                                                  | Norman Taurog                                   |
| The Story of Gilbert and Sullivan |                                 | in den Hauptrollen Robert Morley, Maurice Evans und Owen Brannigan                                                                | Sidney Gilliat                                  |
| Three Sailors and a Girl          |                                 | in den Hauptrollen Jane Powell, Gordon MacRae und Gene Nelson                                                                     | Roy Del Ruth                                    |
| Torch Song                        | Herzen im Fieber                | in den Hauptrollen Joan Crawford und Michael Wilding                                                                              | Charles Walters                                 |

## Geboren

### Januar
- 01. Januar: Alpha Blondy, ivorischer Reggae-Musiker
- 05. Januar: Paul Wertico, US-amerikanischer Jazzschlagzeuger
- 06. Januar: Jon Eberson, norwegischer Jazzgitarrist und Komponist

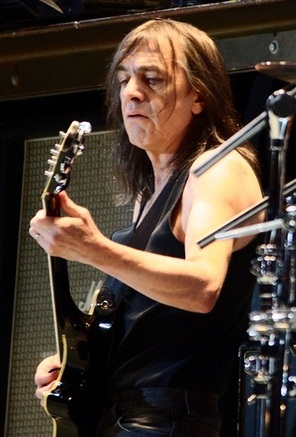
Malcolm Young; * 6. Januar

- 06. Januar: Malcolm Young, australischer Musiker (AC/DC) († 2017)
- 07. Januar: Leslie Mandoki, ungarisch-deutscher Musiker
- 08. Januar: Pierre Trochu, kanadischer Komponist
- 10. Januar: Pat Benatar, US-amerikanische Rock-Sängerin
- 10. Januar: Mike Stern, US-amerikanischer Jazz-Gitarrist
- 14. Januar: Gagey Mrozeck, deutscher Gitarrist
- 17. Januar: Jeff Berlin, US-amerikanischer E-Bassist
- 19. Januar: Desi Arnaz junior, US-amerikanischer Schauspieler und Musiker
- 20. Januar: Andrew Bisset, australischer Schriftsteller, Musikpädagoge und Sänger († 2005)
- 21. Januar: Glenn Kaiser, US-amerikanischer Musiker (Resurrection Band)
- 22. Januar: Chung Myung-whun, südkoreanischer Dirigent und Pianist
- 23. Januar: John Luther Adams, US-amerikanischer Komponist
- 23. Januar: Lonnie Gasperini, US-amerikanischer Jazzmusiker (Orgel) († 2024)
- 23. Januar: James D. Thornton, US-amerikanischer Komponist, Euponiumspieler und Musikpädagoge
- 23. Januar: Robin Zander, US-amerikanischer Rockmusiker (Cheap Trick)

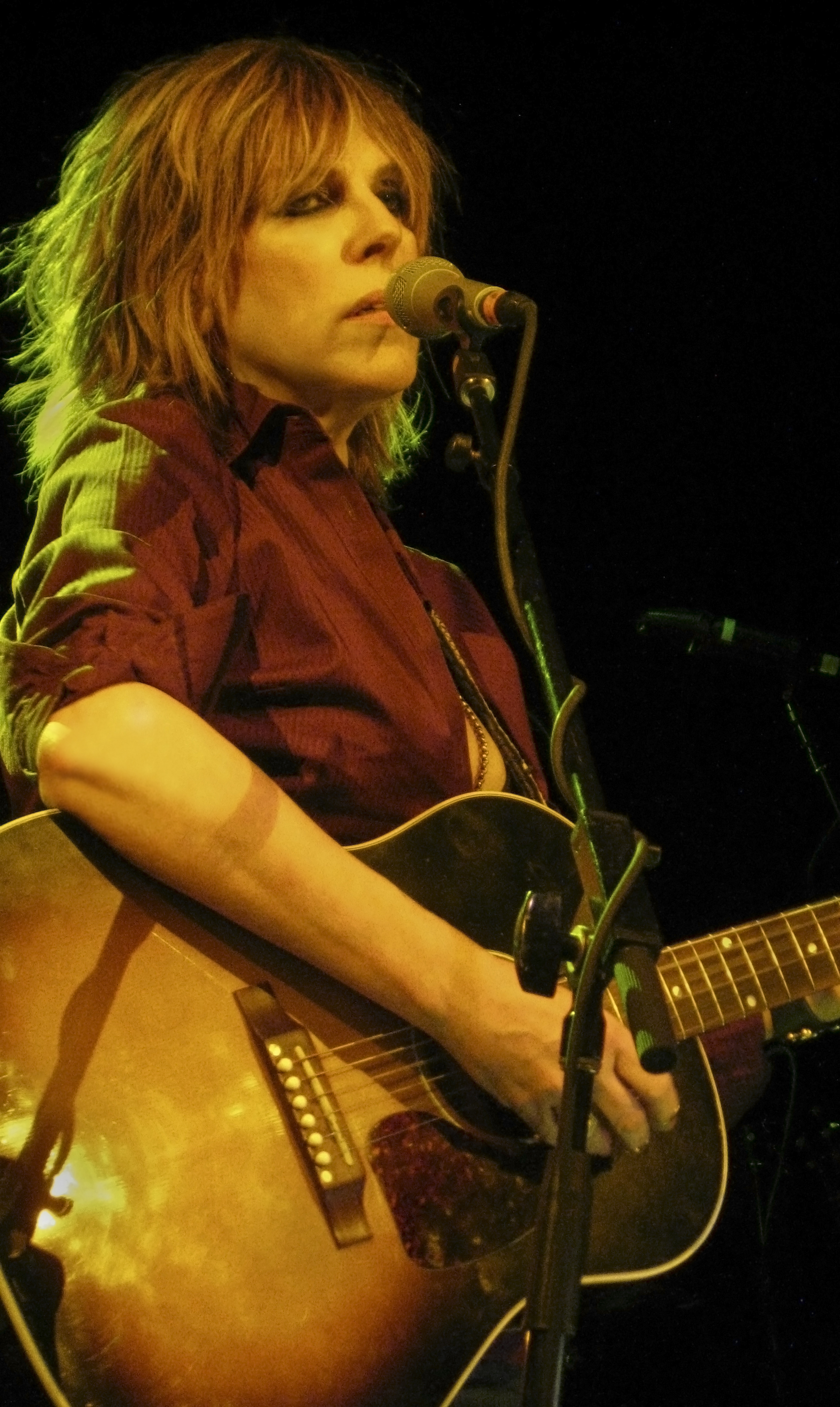
Lucinda Williams; * 26. Januar

- 26. Januar: Lucinda Williams, US-amerikanische Sängerin und Liedtexterin
- 27. Januar: Frank Joseph Augustyn, kanadischer Balletttänzer
- 27. Januar: Celso Machado, brasilianischer Gitarrist und Komponist
- 27. Januar: Bob Mintzer, US-amerikanischer Jazz- und Fusionklarinettist und -saxophonist
- 28. Januar: Chris Carter, britischer Musiker (Throbbing Gristle)

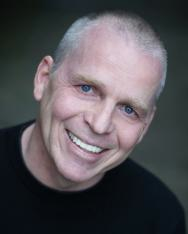
Peter Baumann; * 29. Januar

- 29. Januar: Peter Baumann, deutscher Rockmusiker
- 29. Januar: Dalila Di Lazzaro, italienische Schauspielerin, Sängerin und Model
- 29. Januar: Louie Perez, US-amerikanischer Songwriter, Perkussionist und Gitarrist (Los Lobos)
- 29. Januar: Teresa Teng, taiwanische Sängerin († 1995)
- 31. Januar: Big Time Sarah, US-amerikanische Bluessängerin († 2015)

### Februar
- 02. Februar: Kim Merz, deutscher Schlagersänger
- 02. Februar: Louis Sclavis, französischer Klarinettist, Saxophonist, Komponist und Bandleader
- 03. Februar: Joëlle, französische Sängerin († 1982)
- 04. Februar: Kitarō, japanischer New-Age-Musiker
- 05. Februar: Freddie Pascual Aguilar, philippinischer Folk-Rockmusiker und Songschreiber († 2025)
- 05. Februar: Gerhard Oppitz, deutscher Pianist
- 05. Februar: Xaver Paul Thoma, deutscher Komponist für Neue Musik
- 07. Februar: T. K. Blue, US-amerikanischer Saxophonist
- 10. Februar: Barry Coates, US-amerikanischer Fusion- und Jazzmusiker (Gitarre)
- 10. Februar: Carl Stone, US-amerikanischer Komponist
- 12. Februar: Ellika Frisell, schwedische Folkmusikerin
- 14. Februar: Hans Krankl, österreichischer Fußballer und Sänger
- 18. Februar: Erling Aksdal, norwegischer Jazzpianist
- 18. Februar: Robin Bachman, kanadischer Schlagzeuger (Bachman–Turner Overdrive und Brave Belt) († 2023)

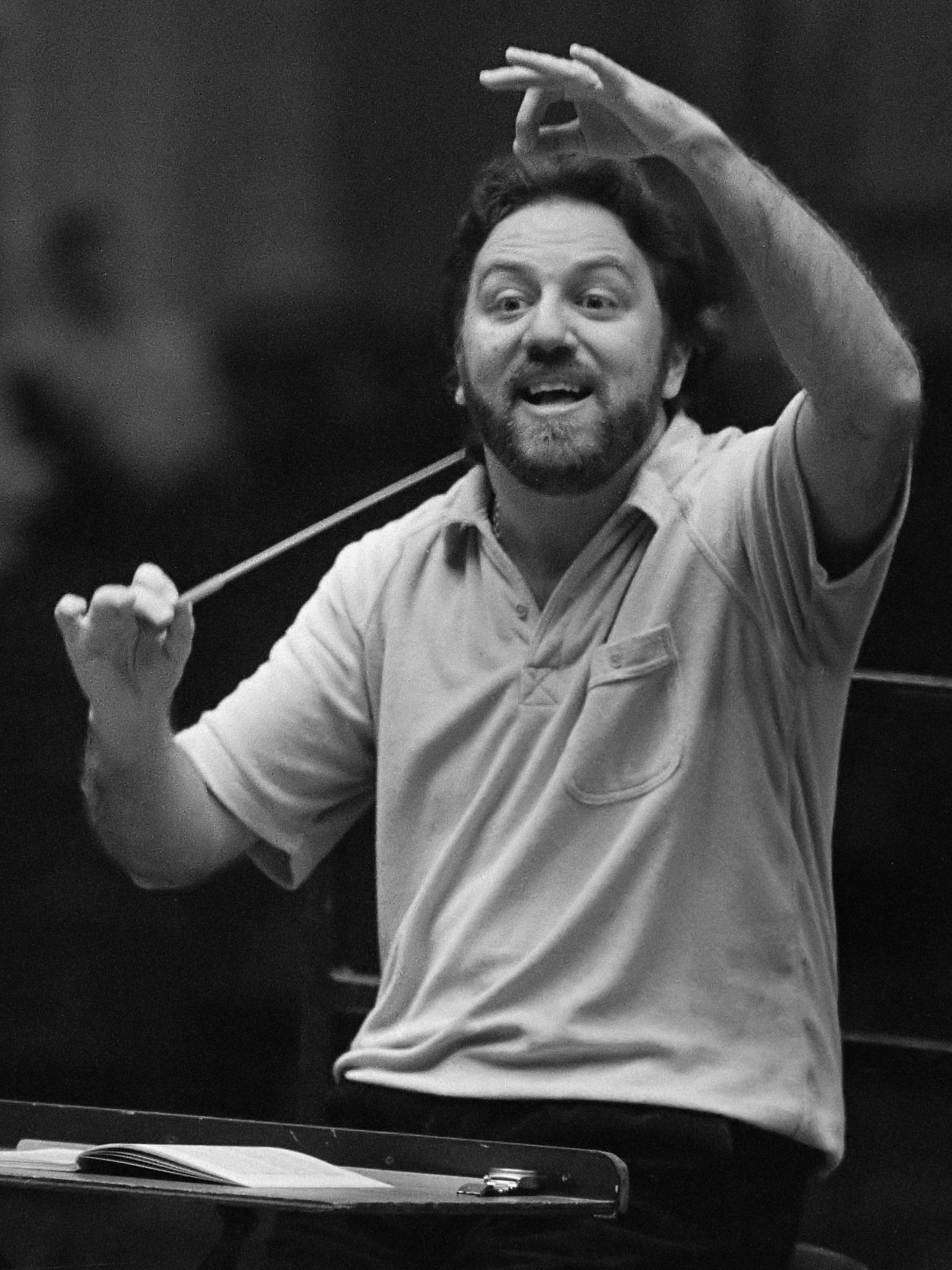
Riccardo Chailly; * 20. Februar

- 20. Februar: Riccardo Chailly, italienischer Dirigent
- 20. Februar: Cindy McTee, US-amerikanische Komponistin und Musikpädagogin
- 21. Februar: Christine Ebersole, US-amerikanische Schauspielerin und Sängerin
- 22. Februar: Graham Lewis, britischer Bassist
- 24. Februar: Selman Ada, türkischer Pianist, Dirigent und Komponist
- 24. Februar: Rob Burns, neuseeländischer Bassist und Schriftsteller
- 25. Februar: Reggie Lucas, US-amerikanischer Gitarrist, Komponist und Produzent († 2018)

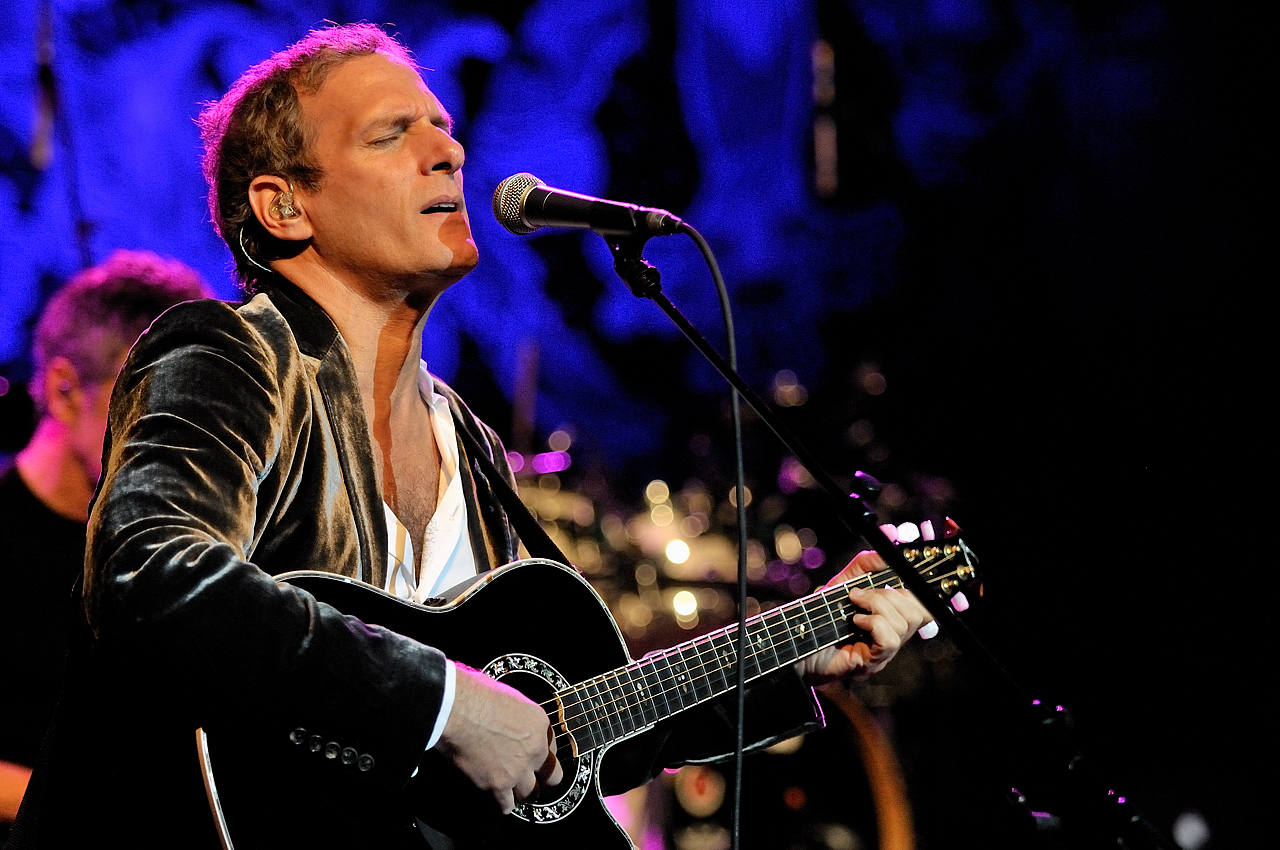
Michael Bolton; * 26. Februar

- 26. Februar: Michael Bolton, US-amerikanischer Pop-Musiker (Blackjack)

### März
- 01. März: Stephan Wittwer, schweizerischer Musiker, Improvisator und Komponist
- 03. März: Aram Asatryan, armenischer Popsänger († 2006)
- 03. März: Robyn Hitchcock, britischer Sänger und Songwriter
- 04. März: John Esposito, US-amerikanischer Jazzpianist, Komponist, Arrangeur und Musikproduzent
- 05. März: Tom Russell, US-amerikanischer Sänger, Songwriter

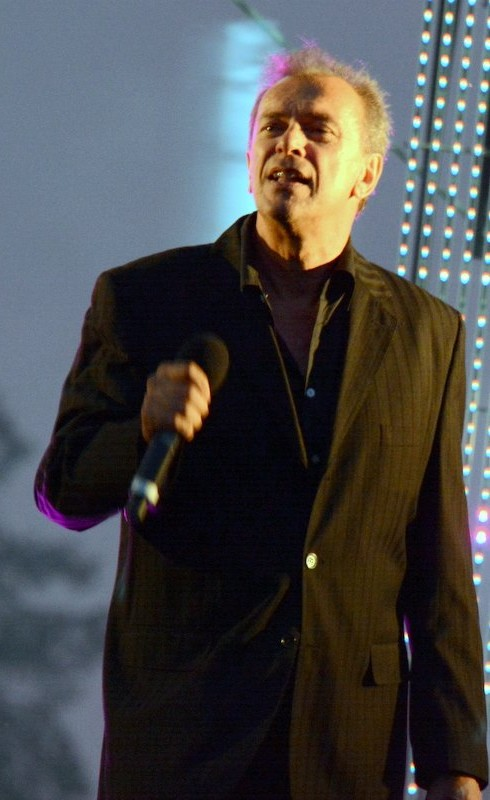
Richard Sanderson; * 5. März

- 05. März: Richard Sanderson, schottischer Sänger
- 07. März: Kenny Aronoff, US-amerikanischer Schlagzeuger
- 07. März: David F. Gibson, US-amerikanischer Jazzmusiker (Schlagzeug)
- 07. März: Siw Inger, schwedische Sängerin
- 10. März: Ronnie Earl, US-amerikanischer Blues-Gitarrist
- 11. März: Andy Dickens, britischer Jazztrompeter, Sänger und Bandleader
- 12. März: Jürgen Fritz, deutscher Keyboarder
- 12. März: Ryan Paris, italienischer Popsänger und Produzent
- 13. März: Hartmut Grimm, deutscher Musikwissenschaftler († 2017)
- 15. März: Costas Bigalis, griechischer Popsänger
- 16. März: Kei Akagi, japanisch-US-amerikanischer Jazz-Musiker
- 17. März: Anthony Brown, US-amerikanischer Perkussionist, Komponist, Musikpädagoge und Musikethnologe
- 17. März: Ulrich Klan, deutscher Musiker, Komponist, Gesamtschullehrer und libertärer Autor
- 19. März: Michele Rosewoman, US-amerikanische Jazzpianistin und -komponistin
- 19. März: Billy Sheehan, US-amerikanischer Bassist
- 19. März: Ricky Wilson, US-amerikanischer Gitarrist (The B-52s) († 1985)
- 21. März: Christos Hatzis, kanadischer Komponist
- 21. März: Dalibor Janda, tschechischer Sänger
- 21. März: Taborah Johnson, kanadische Sängerin und Schauspielerin
- 22. März: Susan Morton Blaustein, US-amerikanische Komponistin und Musikpädagogin
- 22. März: John Shifflett, US-amerikanischer Bassist († 2017)

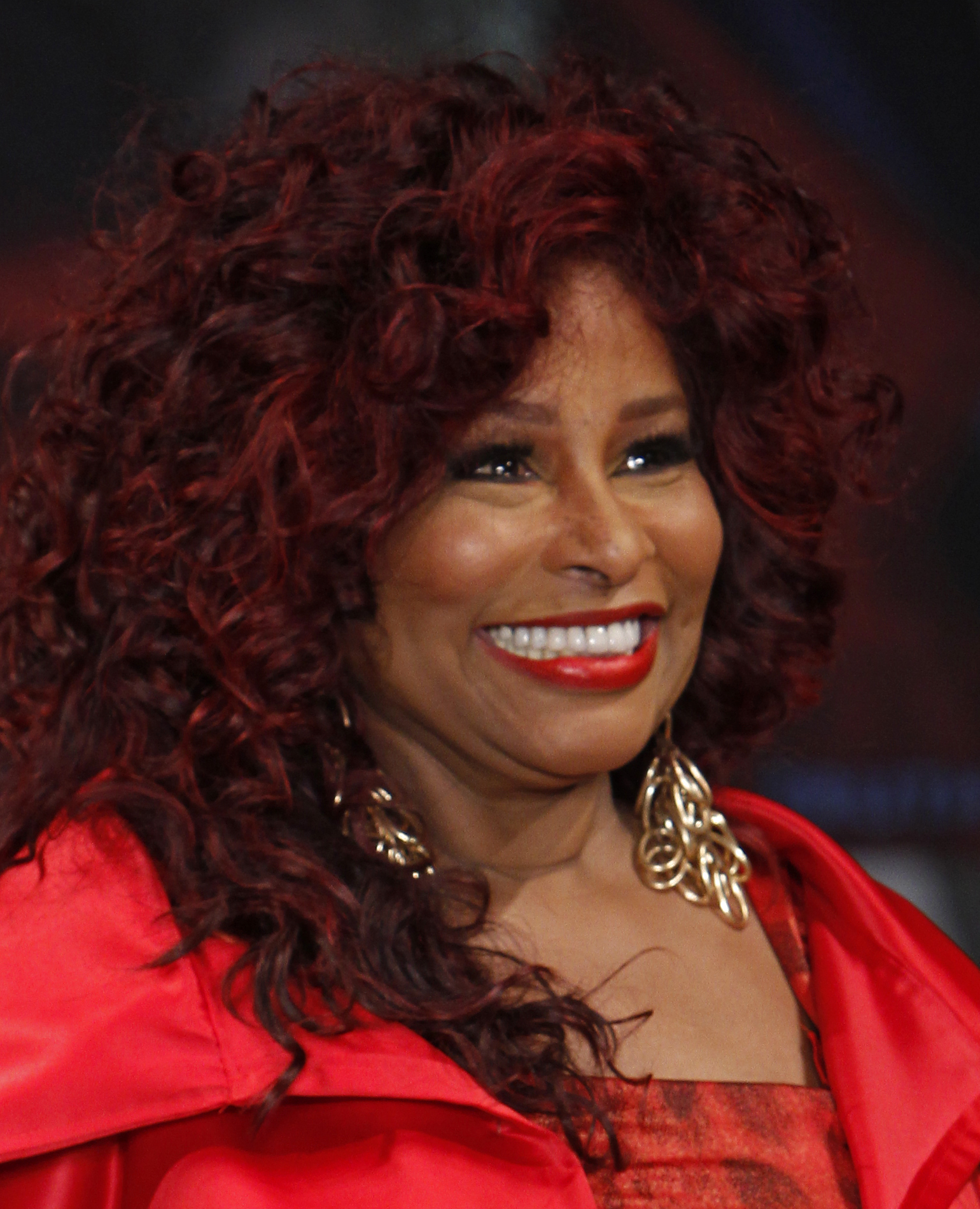
Chaka Khan; * 23. März

- 23. März: Chaka Khan, US-amerikanische Sängerin
- 26. März: Charly Terstappen, deutscher Schlagzeuger und Produzent
- 27. März: Masayoshi Takanaka, japanischer Gitarrist
- 29. März: Jørgen Emborg, dänischer Jazzpianist und -Komponist
- 29. März: Fritz Hauser, Schweizer Musiker
- 29. März: Frank Scherbaum, deutscher Seismologe und Musikethnologe

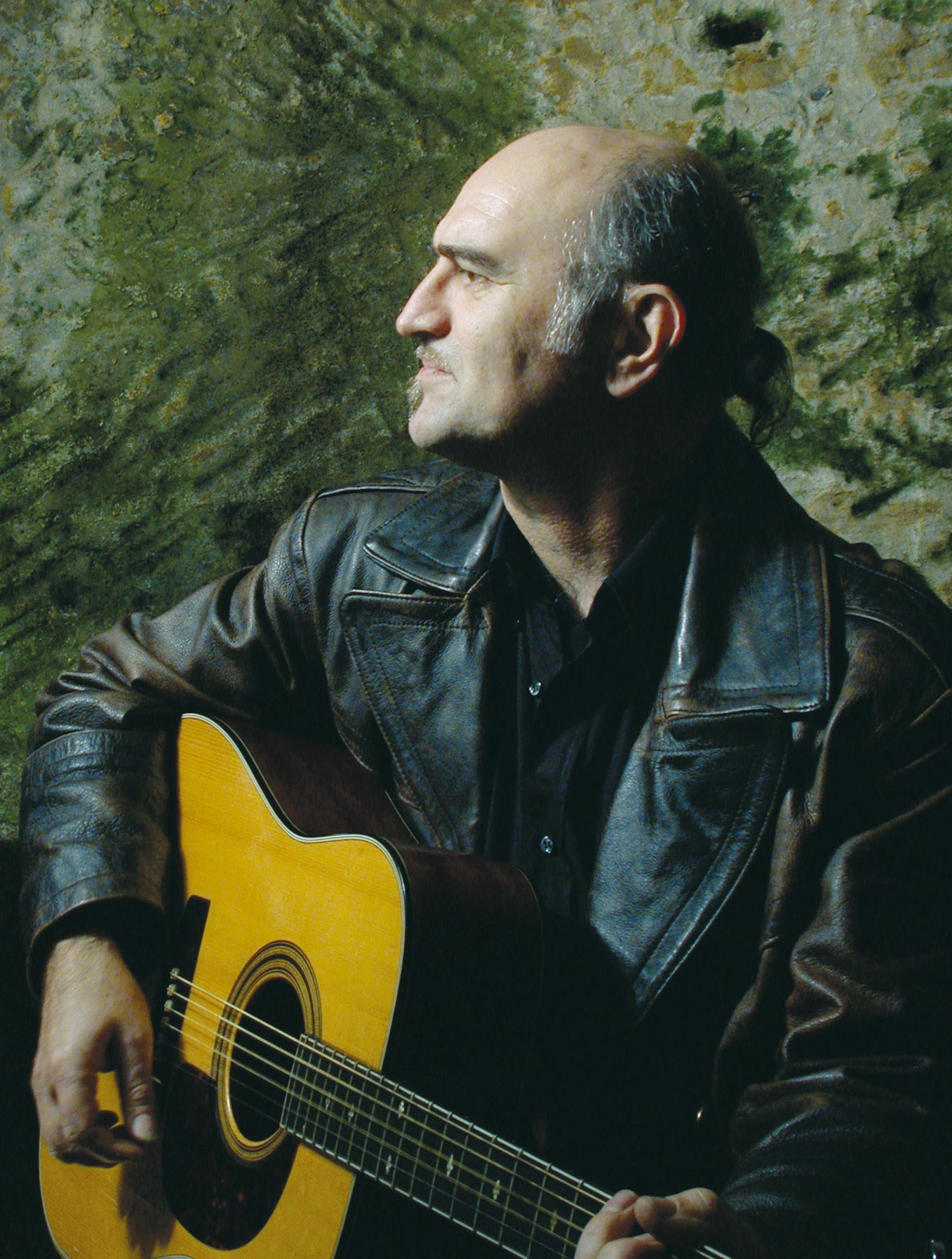
Erich Schmeckenbecher: * 31. März

- 31. März: Erich Schmeckenbecher, deutscher Musiker, Sänger und Liedermacher

### April
- 01. April: François Papineau-Couture, kanadischer Musikinstrumentenbauer und Flötist
- 02. April: Dick Oatts, US-amerikanischer Jazzmusiker (Tenorsaxofonist)
- 04. April: Susan Alcorn, US-amerikanische Pedal-Steel-Gitarristin († 2025)
- 04. April: Chen Yi, chinesische Komponistin zeitgenössischer Musik
- 05. April: Guillermo Figueroa, puerto-ricanischer Geiger und Dirigent
- 05. April: Jerome Harris, US-amerikanischer Jazzbassist und -gitarrist

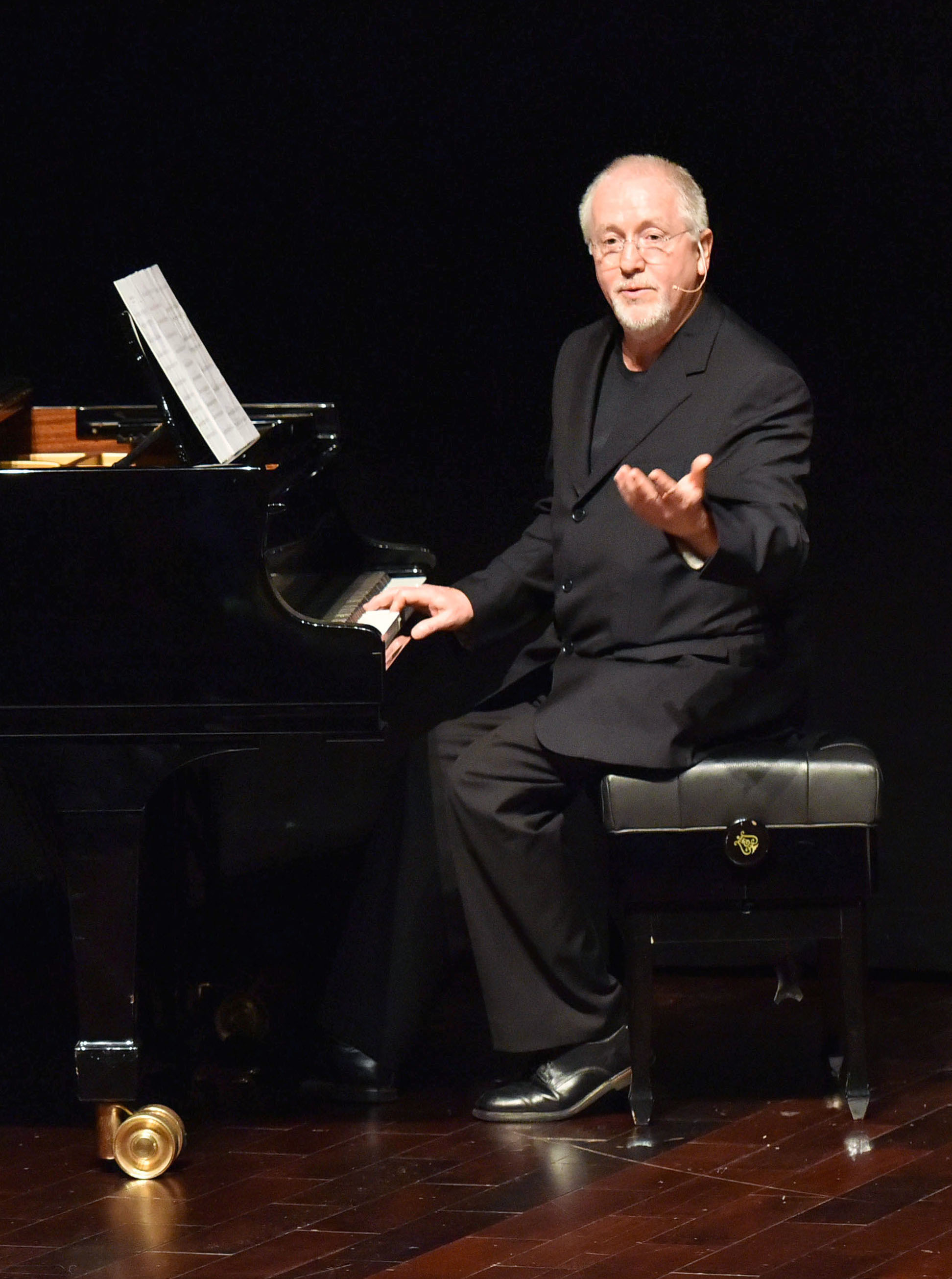
Patrick Doyle; * 6. April

- 06. April: Patrick Doyle, britischer Komponist
- 06. April: Christopher Franke, Pionier der elektronischen Musik
- 06. April: Gisbert Piatkowski, deutscher Gitarrist, Rockmusiker und Gitarrenlehrer

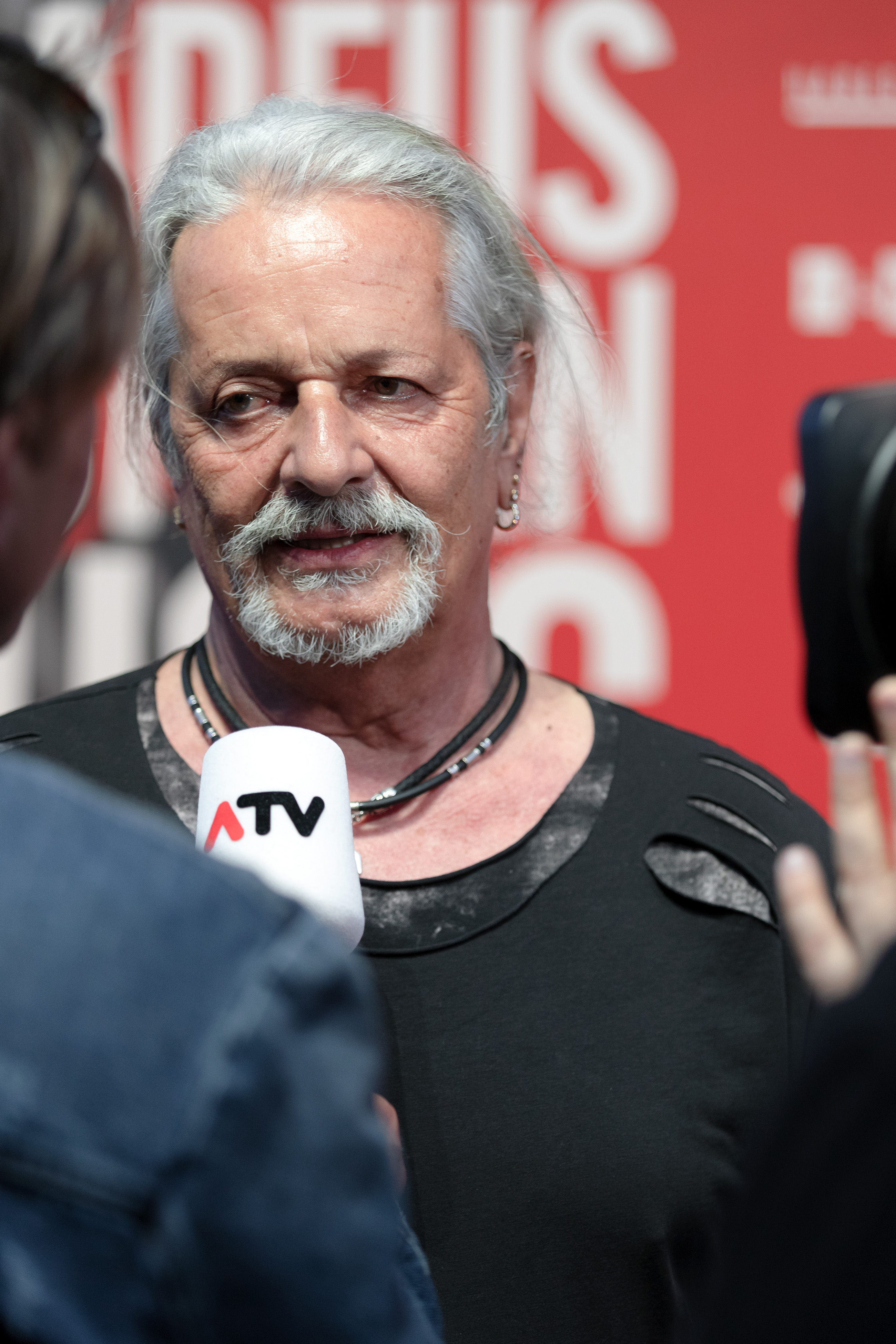
Thomas Spitzer; * 6. April

- 06. April: Thomas Spitzer, österreichischer Popsänger (Erste Allgemeine Verunsicherung)
- 07. April: Fatih Erkoç, türkischer Jazz- und Popmusiker (Posaune, Gesang, Komposition)
- 09. April: John Howard, britischer Singer-Songwriter und Pianist
- 09. April: Hal Ketchum, US-amerikanischer Country-Sänger († 2020)
- 10. April: Bob Boilen, US-amerikanischer Radiomoderator, Musiker und Autor
- 12. April: Tony James, britischer Musiker
- 13. April: Charles Foster Johnson, US-amerikanischer Blogger, Softwareentwickler und Gitarrist
- 13. April: Grant Geissman, US-amerikanischer Jazz- und Fusionmusiker
- 13. April: Tom Olstad, norwegischer Jazzschlagzeuger
- 15. April: Klaus Angermann, deutscher Musikwissenschaftler und Operndramaturg
- 16. April: Peter Garrett, australischer Musiker und Politiker (Midnight Oil)
- 16. April: Kurt Maloo, Schweizer Musiker
- 18. April: Danny Gottlieb, US-amerikanischer Jazz-Schlagzeuger (Pat Metheny Group)
- 20. April: James Chance, US-amerikanischer Saxophonist, Keyboarder, Songwriter und Sänger
- 21. April: Zbigniew Graca, polnischer Dirigent
- 22. April: Thommie Bayer, deutscher Schriftsteller, Musiker und Maler
- 24. April: Bino, italienischer Schlagersänger († 2010)
- 24. April: Trudy Silver, US-amerikanischer Pianist und Komponist
- 25. April: Giorgio Battistelli, italienischer Avantgarde-Komponist
- 25. April: Per Kolstad, norwegischer Pianist und Keyboarder (Lava)
- 26. April: Vlado Kalember, kroatischer Popsänger
- 28. April: Pat Donohue, US-amerikanischer Gitarrist (The Guys All-Star Shoe Band)

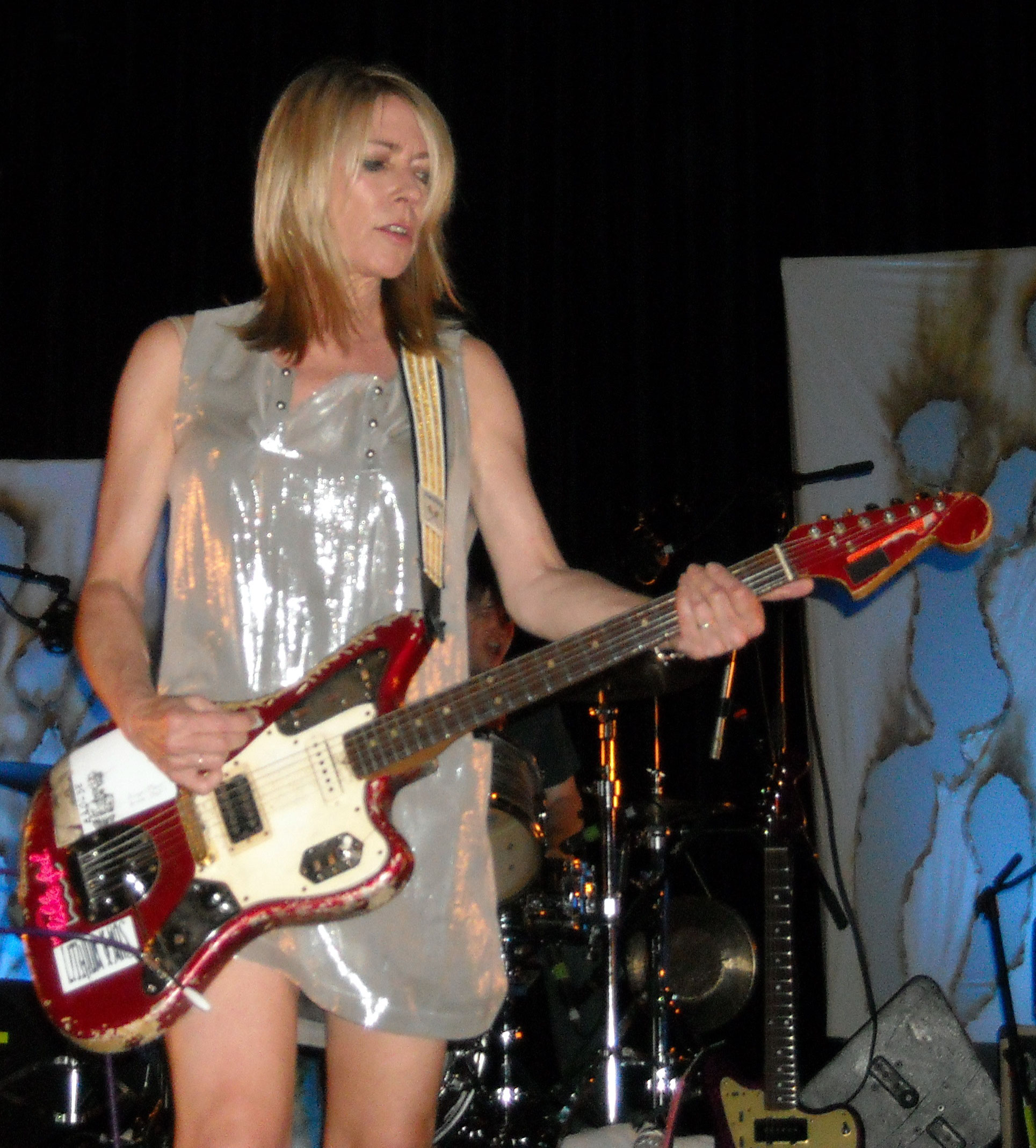
Kim Gordon; * 28. April

- 28. April: Kim Gordon, US-amerikanische Bassistin, Sängerin, Gitarristin
- 29. April: Jan A. P. Kaczmarek, polnischer Komponist († 2024)
- 30. April: Merrill Osmond, US-amerikanischer Sänger und Schauspieler

### Mai
- 01. Mai: Steve Baker, britischer Mundharmonikaspieler und Bluesmusiker
- 01. Mai: James W. Newton, US-amerikanischer Jazz-Flötist, Dirigent und Komponist
- 01. Mai: Randy Halberstadt, US-amerikanischer Jazzmusiker (Piano, Komposition)
- 02. Mai: James Chirillo, US-amerikanischer Jazzmusiker, Arrangeur und Komponist
- 02. Mai: Waleri Abissalowitsch Gergijew, russischer Dirigent
- 03. Mai: Reinhard Karger, deutscher Komponist und Musiker
- 04. Mai: Oleta Adams, US-amerikanische Sängerin und Pianistin
- 04. Mai: Michael Di Pasqua, US-amerikanischer Jazzmusiker († 2016)
- 06. Mai: Paul Dunmall, britischer Saxophonist und Klarinettist
- 07. Mai: María de Fátima Geraldes, dominikanische Pianistin
- 07. Mai: Frank Michael, belgischer Sänger
- 08. Mai: Billy Burnette, US-amerikanischer Rockmusiker (Fleetwood Mac)
- 08. Mai: Remo Fernandes, indischer Sänger, Gitarrist und Komponist
- 08. Mai: Mike Miller, US-amerikanischer Gitarrist
- 08. Mai: Alex Van Halen, niederländisch-US-amerikanischer Schlagzeuger und Perkussionist (Van Halen)

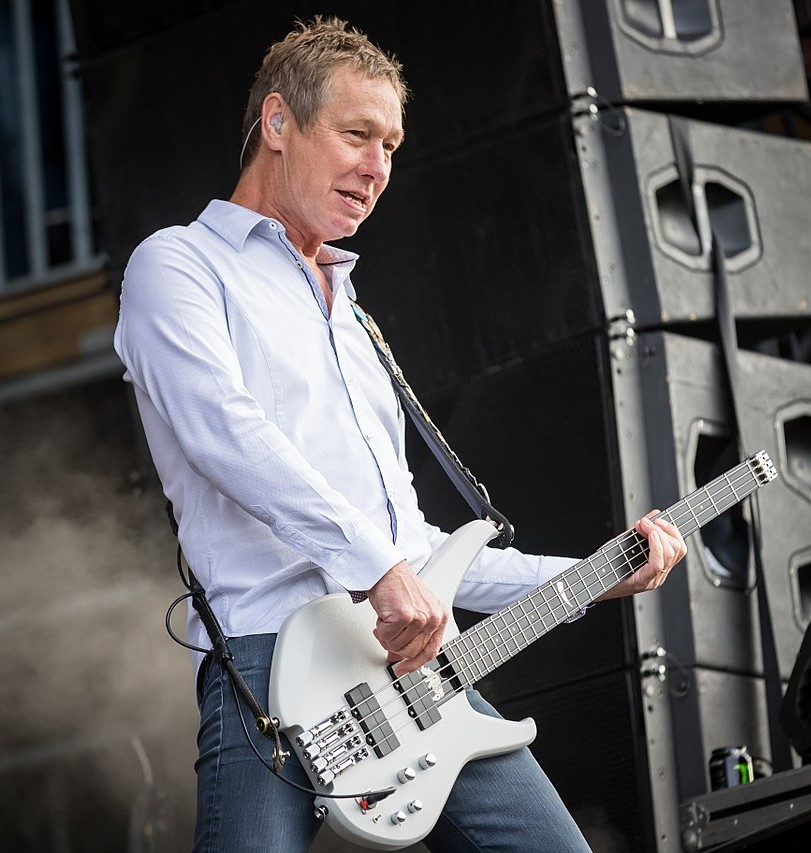
John „Rhino“ Edwards; * 9. Mai

- 09. Mai: John „Rhino“ Edwards, britischer Bassist
- 09. Mai: Connie Kaldor, kanadischer Singer-Songwriter
- 09. Mai: Timo Kojo, finnischer Sänger
- 10. Mai: Alex Foster, US-amerikanischer Jazzmusiker
- 11. Mai: Đorđe Balašević, jugoslawischer bzw. serbischer Liedermacher und Schriftsteller († 2021)
- 12. Mai: Odd Riisnæs, norwegischer Jazz-Saxophonist (Tenor- und Sopransaxophon) und Pianist

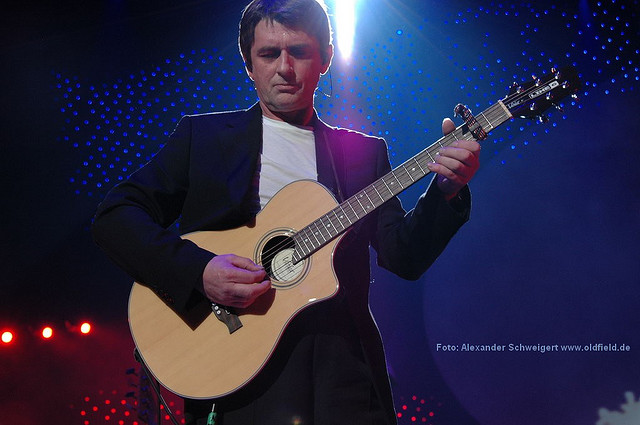
Mike Oldfield; * 15. Mai

- 15. Mai: Mike Oldfield, britischer Multi-Instrumentalist und Komponist
- 16. Mai: Heinz Affolter, Schweizer Musiker
- 16. Mai: Richard Page, US-amerikanischer Sänger, Bassist und Songwriter (Mr. Mister)
- 17. Mai: Marek Biliński, polnischer Komponist und Musiker
- 20. Mai: Tato Gomez, deutscher Musikproduzent chilenischer Herkunft
- 21. Mai: Joanie Bartels, US-amerikanischer Sänger
- 22. Mai: Jon Burr, US-amerikanischer Jazzmusiker
- 24. Mai: Allan Gordon Bell, kanadischer Komponist
- 24. Mai: Nell Campbell, australische Schauspielerin und Sängerin
- 26. Mai: David Torn, US-amerikanischer Jazz-Gitarrist und Komponist

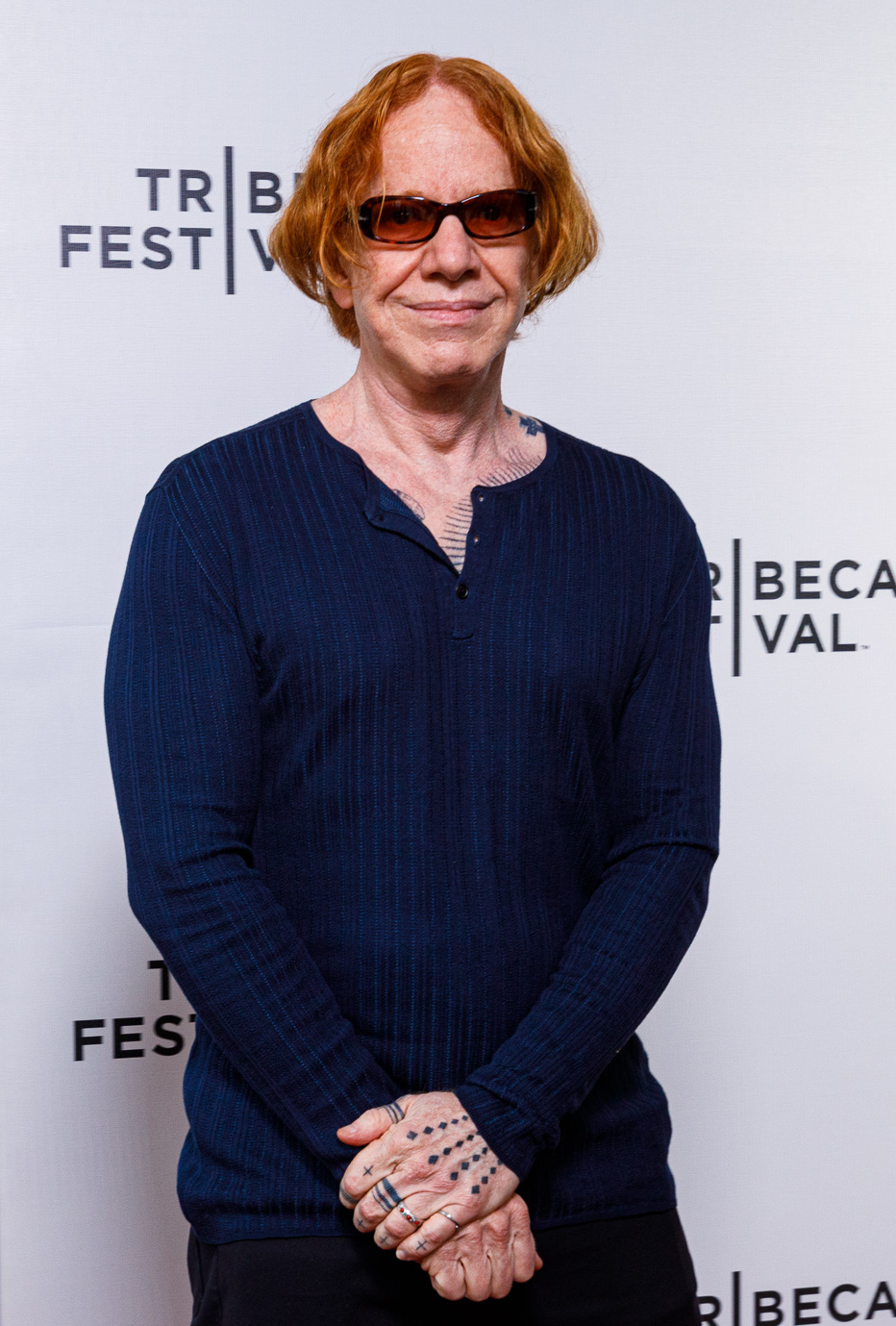
Danny Elfman; * 29. Mai

- 29. Mai: Danny Elfman, US-amerikanischer Film-Musikkomponist (Oingo Boingo)
- 30. Mai: Rüdiger Wolff, deutscher Schauspieler, Moderator und Sänger († 2023)

### Juni
- 01. Juni: Ronnie Dunn, US-amerikanischer Musiker
- 02. Juni: Vidar Johansen, norwegischer Jazzmusiker
- 04. Juni: Jimmy McCulloch, britischer Musiker († 1979)
- 06. Juni: Marianela Sánchez, dominikanische Sängerin
- 06. Juni: June Yamagishi, japanischer Gitarrist
- 07. Juni: Johnny Clegg, britischer Gitarrist, Sänger, Tänzer und Komponist († 2019)
- 07. Juni: Jaromír Nohavica, tschechischer Liedermacher
- 08. Juni: Jeff Rich, britischer Schlagzeuger
- 09. Juni: Ken Navarro, US-amerikanischer Jazzgitarrist und Komponist
- 10. Juni: Svein Nymo, norwegischer Violinist und Komponist († 2014)
- 11. Juni: Mark Nauseef, US-amerikanischer Jazz-Perkussionist
- 12. Juni: Rocky Burnette, US-amerikanischer Sänger
- 12. Juni: Oscar Edelstein, argentinischer Komponist und Musikpädagoge
- 13. Juni: Geir Johnson, norwegischer Komponist, Autor und Initiator von Kulturprojekten († 2021)
- 13. Juni: Baaba Maal, senegalesischer Sänger

Raphael Wallfisch; * 15. Juni

- 15. Juni: Raphael Wallfisch, britischer Cellist
- 16. Juni: Malcolm Mortimore, britischer Schlagzeuger
- 18. Juni: Peter Donohoe, britischer Pianist
- 19. Juni: Larry Dunn, US-amerikanischer Keyboarder (Earth Wind & Fire)
- 20. Juni: Dušan Rapoš, slowakischer Komponist
- 21. Juni: Augustus Pablo, jamaikanischer Reggae- und Dubmusiker († 1999)
- 22. Juni: Klaus Becker, deutscher Oboist († 2024)

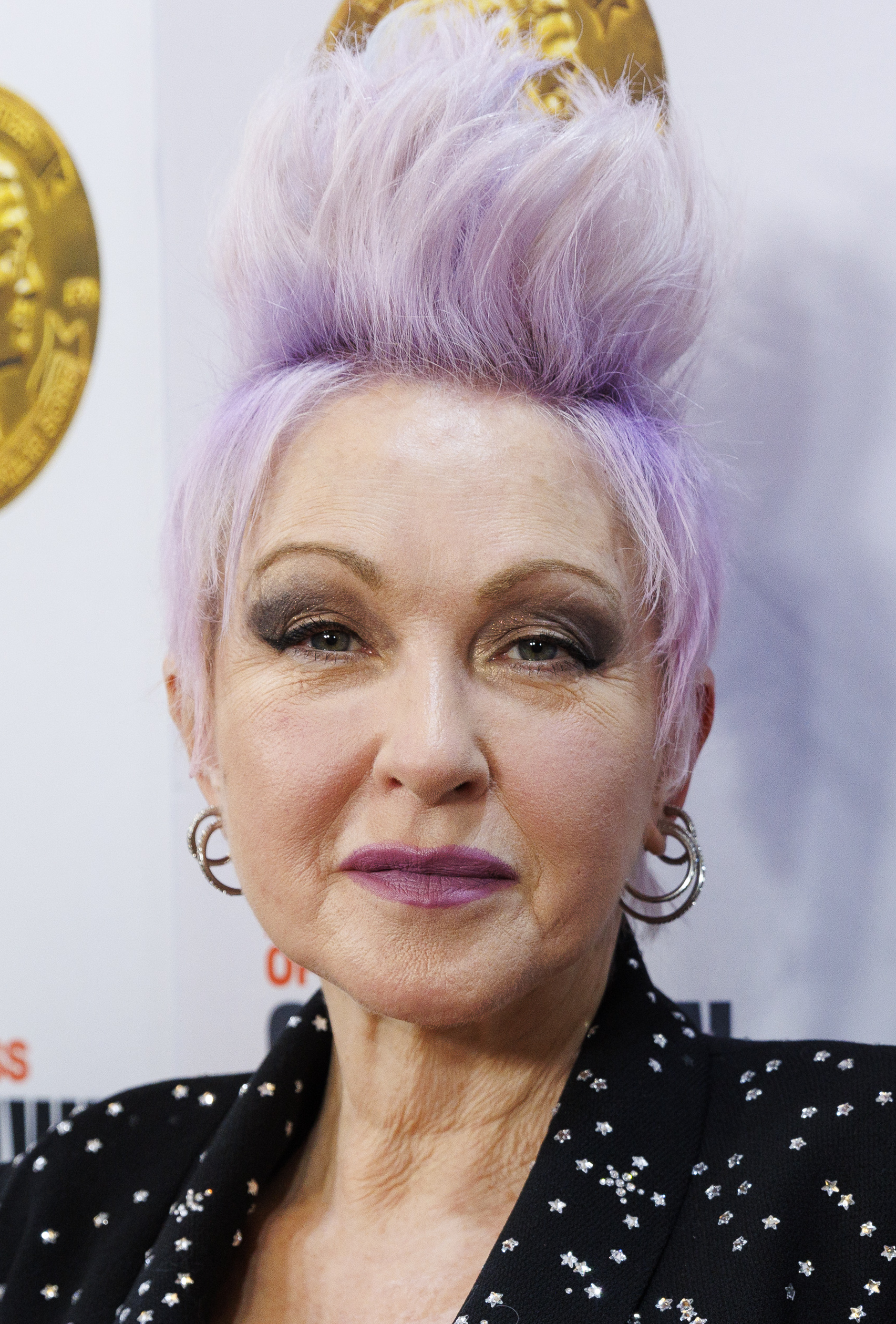
Cyndi Lauper; * 22. Juni

- 22. Juni: Cyndi Lauper, US-amerikanische Sängerin und Songschreiberin
- 24. Juni: Hannes Schöner, deutscher Sänger und Musiker (Höhner)
- 26. Juni: Magnus F. Andersson, schwedischer Komponist und Posaunist
- 26. Juni: Gary Valente, US-amerikanischer Jazzposaunist
- 29. Juni: Colin Hay, schottischer Musiker (Men at Work)
- 30. Juni: Hal Lindes, britisch-amerikanischer Gitarrist und Komponist
- 30. Juni: Ståle Wikshåland, norwegischer Musikwissenschaftler († 2017)

### Juli
- 01. Juli: Catherine Ferry, französische Sängerin
- 02. Juli: Jean-Claude Borelly, französischer Trompeter
- 02. Juli: Mark Hart, US-amerikanischer Gitarrist und Keyboarder (Crowded House und Supertramp)
- 03. Juli: Duffy Jackson, US-amerikanischer Jazzmusiker († 2021)
- 03. Juli: Bruce Kapler, US-amerikanischer Musiker

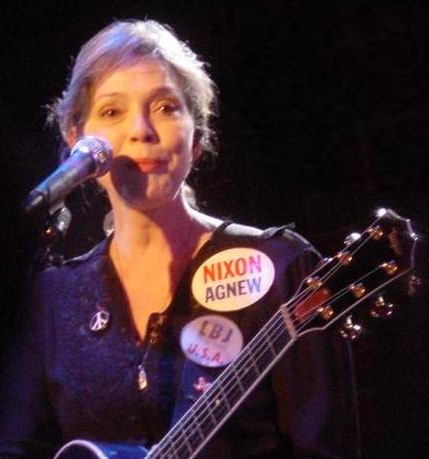
Nanci Griffith; * 6. Juli

- 06. Juli: Nanci Griffith, US-amerikanische Country- und Folksängerin und Songschreiberin († 2021)
- 08. Juli: Ignacio Berroa, US-amerikanischer Perkussionist und Jazzmusiker
- 09. Juli: David Ball, US-amerikanischer Country-Sänger und Songwriter
- 10. Juli: Attila László, ungarischer Jazzgitarrist und Komponist
- 10. Juli: Lasse Myrvold, norwegischer Musiker und Komponist († 2006)
- 11. Juli: Bramwell Tovey, britischer Dirigent und Komponist († 2022)

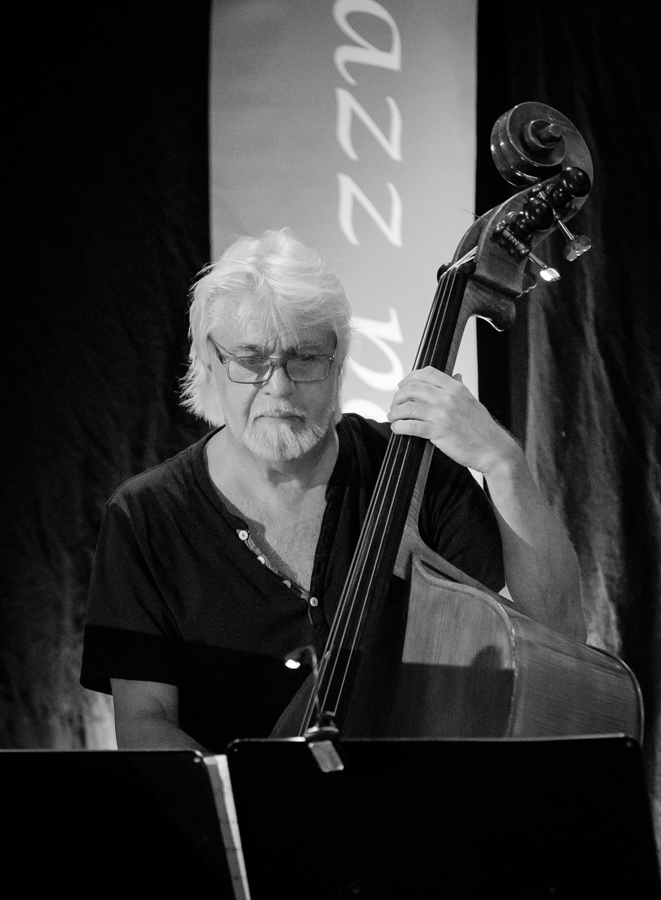
Sigurd Ulveseth; * 13. Juli

- 13. Juli: Sigurd Ulveseth, norwegischer Jazzmusiker (Kontrabass) und Bandleader
- 13. Juli: Pavle Vujcic, serbischer Geiger († 2017)
- 14. Juli: Bebe Buell, US-amerikanische Musikerin und Fotomodell
- 17. Juli: Robin Merrill, britischer Sänger, Filmschauspieler, Fernsehmoderator
- 18. Juli: Neil Stubenhaus, US-amerikanischer Musiker
- 18. Juli: Warren Wiebe, US-amerikanischer Sänger († 1998)
- 20. Juli: Dave Evans, britischer Musiker (AC/DC und Rabbit)
- 21. Juli: Eric Bazilian, US-amerikanischer Musiker (The Hooters)
- 22. Juli: Jimmy Bruno, US-amerikanischer Jazz-Gitarrist, Lehrer und Autor
- 22. Juli: Sylvia Chang, taiwanische Schauspielerin, Sängerin, Regisseurin, Drehbuchautorin und Filmproduzentin
- 22. Juli: Nigel Hess, britischer Komponist
- 22. Juli: Brian Howe, britischer Rocksänger (Bad Company)
- 24. Juli: Jon Faddis, US-amerikanischer Jazztrompeter, Bandleader und Komponist
- 27. Juli: Eibhlis Farrell, nordirischer Komponist
- 27. Juli: Edward Wilkerson, US-amerikanischer Jazz-Musiker (Tenorsaxophon, Altklarinette, Flöte, Piano und Perkussion), Bandleader und Musikpädagoge
- 28. Juli: Katharina Koschny, deutsche Synchronsprecherin, Schauspielerin und Sängerin

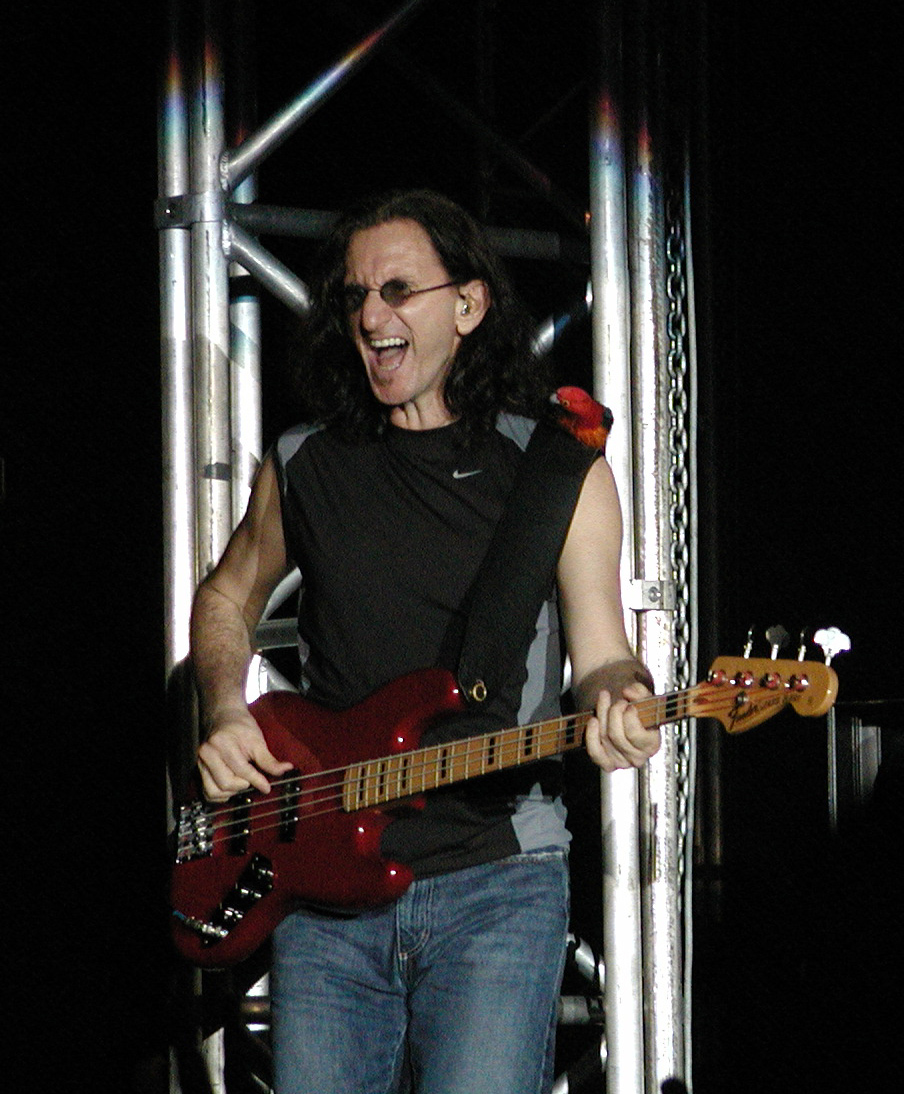
Geddy Lee; * 29. Juli

- 29. Juli: Geddy Lee, kanadischer Musiker (Rush)
- 31. Juli: Hugh MacDowell, britischer Cellist (Electric Light Orchestra)
- 31. Juli: Kenneth Radnofsky, US-amerikanischer klassischer Saxophonist und Musikpädagoge

### August
- 01. August: Robert Cray, US-amerikanischer Blues-Gitarrist und -Sänger
- 02. August: Marjo, frankokanadische Rocksängerin und Komponistin (Corbeau)

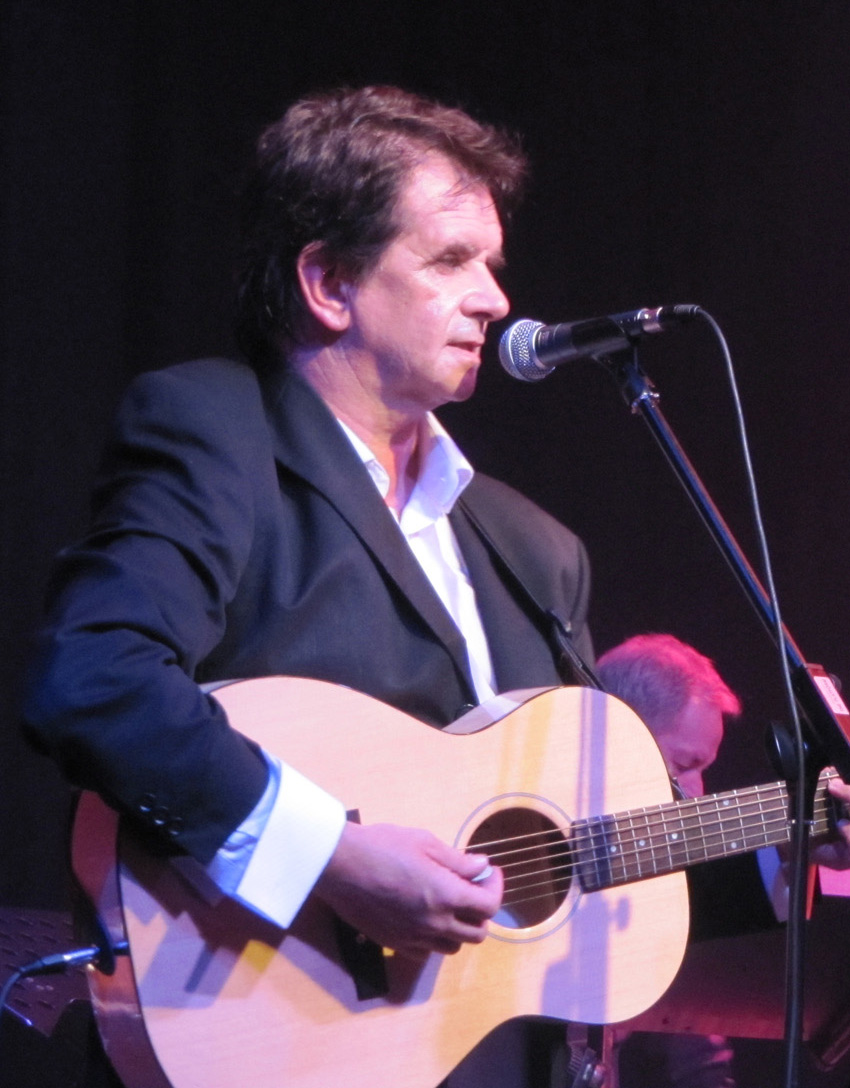
Donnie Munro; * 2. August

- 02. August: Donnie Munro, schottischer Musiker (Runrig)
- 03. August: Ian Bairnson, schottischer Musiker (Alan Parsons Project)
- 04. August: Jeff Hamilton, US-amerikanischer Jazz-Schlagzeuger
- 04. August: Jamie James, kanadischer Gitarrist, Sänger und Songwriter
- 06. August: Monica Morell, Schweizer Schlagersängerin († 2008)
- 06. August: Stella Maessen, niederländische Sängerin
- 08. August: Lady Bianca, US-amerikanische Sängerin und Songwriterin
- 08. August: Emilio Mendoza, venezolanischer Komponist
- 08. August: Roberto Urbay, kubanischer Pianist und Musikpädagoge
- 10. August: Gillian Elisa, walisischer Schauspieler, Sänger und Comedian
- 10. August: Jennifer Leitham, US-amerikanischer Kontrabassist
- 10. August: Michael Schneider, deutscher Blockflötist und Dirigent
- 12. August: Bernardo Aguerre, uruguayischer Gitarrist und Komponist
- 12. August: Peter Ostroushko, US-amerikanischer Violinist und Mandolinespieler
- 12. August: Franz Posch, österreichischer Volksmusiker
- 12. August: James „JT“ Taylor, US-amerikanischer R&B-Sänger (Kool & the Gang)
- 14. August: James Horner, US-amerikanischer Komponist († 2015)

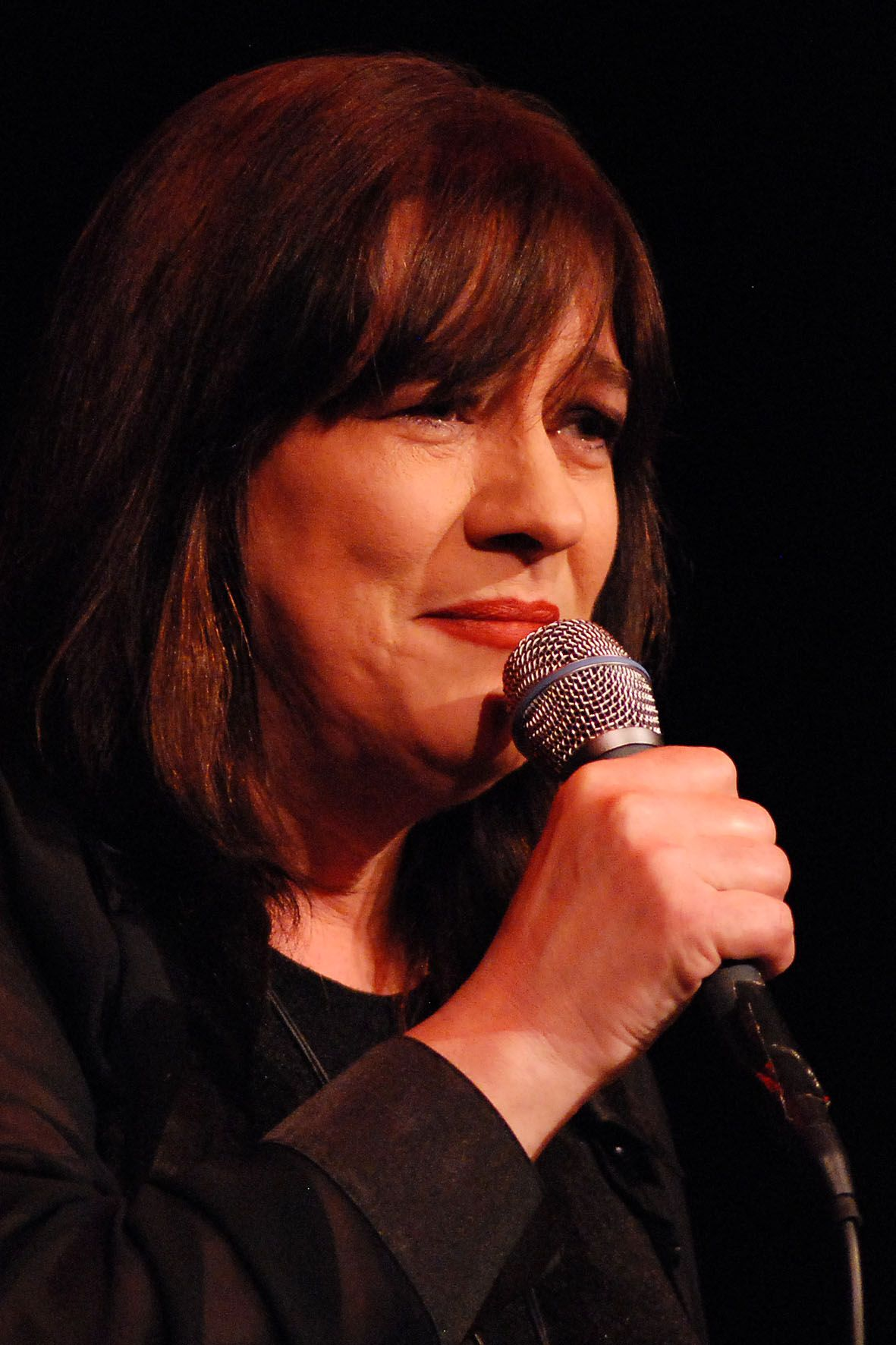
Ulla Meinecke; * 14. August

- 14. August: Ulla Meinecke, deutsche Sängerin
- 14. August: László Melis, ungarischer Geiger und Komponist († 2018)
- 15. August: Judith Szücs, ungarische Schlagersängerin
- 17. August: Kevin Rowland, britischer Sänger, Komponist und Bandleader (Dexys Midnight Runners)
- 18. August: David Benoit, US-amerikanischer Jazzpianist, Komponist und Dirigent
- 20. August: David First, US-amerikanischer Komponist
- 22. August: Patrick Cardy, kanadischer Komponist, Musikpädagoge und Flötist († 2005)
- 22. August: Evelyn Thomas, US-amerikanische Sängerin († 2024)
- 23. August: Bobby G, britischer Sänger (Bucks Fizz)

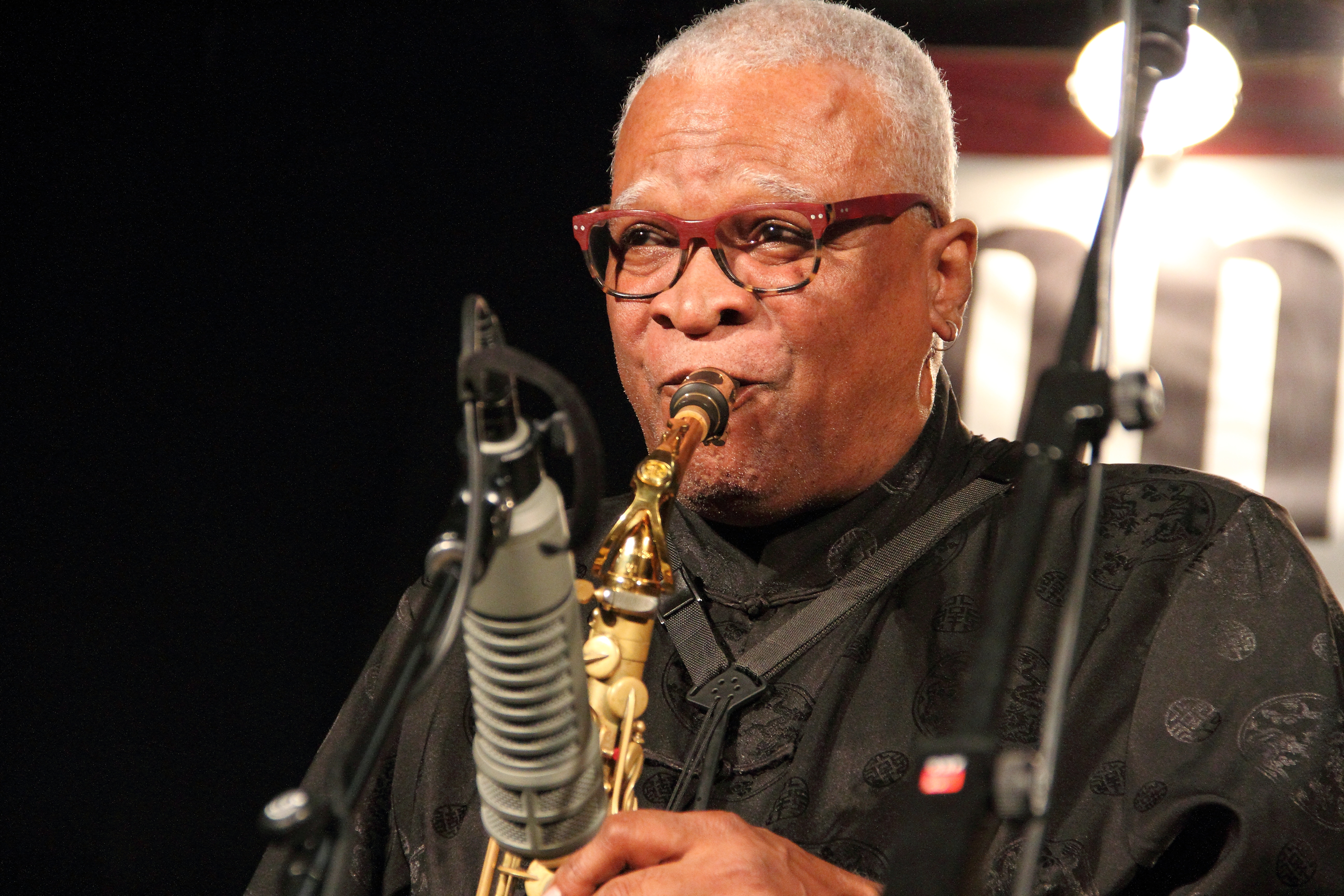
Bobby Watson; * 23. August

- 23. August: Bobby Watson, US-amerikanischer Jazzsaxophonist
- 24. August: Ron Holloway, US-amerikanischer Fusion- und Jazzmusiker (Saxophon)
- 25. August: Javier Giménez Noble, argentinischer Komponist
- 27. August: Alex Lifeson, kanadischer Musiker (Rush)
- 27. August: Laurie Wisefield, britischer Gitarrist und Sänger (Wishbone Ash)
- 28. August: Jocco Abendroth, deutscher Sänger, Gitarrist und Komponist († 2007)
- 28. August: Michael Gregory, US-amerikanischer Gitarrist, Sänger und Songwriter

### September
- 01. September: Don Blackman, US-amerikanischer Funk- und Jazzpianist († 2013)

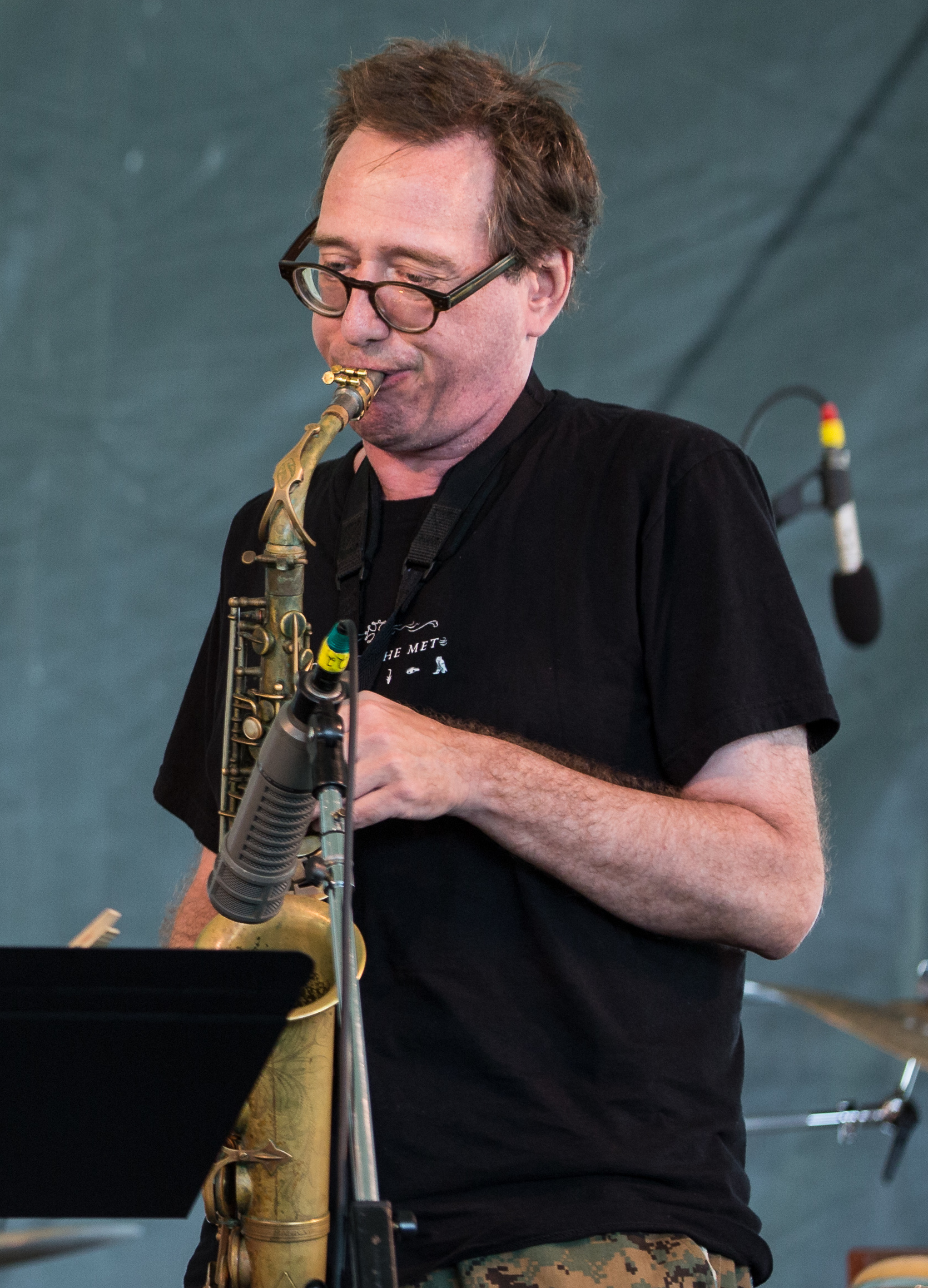
John Zorn; * 2. September

- 02. September: John Zorn, US-amerikanischer Komponist und Bandleader
- 06. September: Herwig Mitteregger, österreichischer Schlagzeuger und Sänger
- 06. September: Joachim Pöltl, deutscher Hornist
- 07. September: Ami Aspelund, finnlandschwedische Sängerin
- 07. September: Benjamin Montmorency Tench III, US-amerikanischer Keyboarder und Songschreiber
- 08. September: Stein-Erik Olsen, norwegischer klassischer Gitarrist
- 10. September: Craig Harris, US-amerikanischer Jazzposaunist
- 10. September: Ursula Peysang, deutsche Schlagersängerin († 1991)
- 11. September: Renée Geyer, australische Sängerin († 2023)

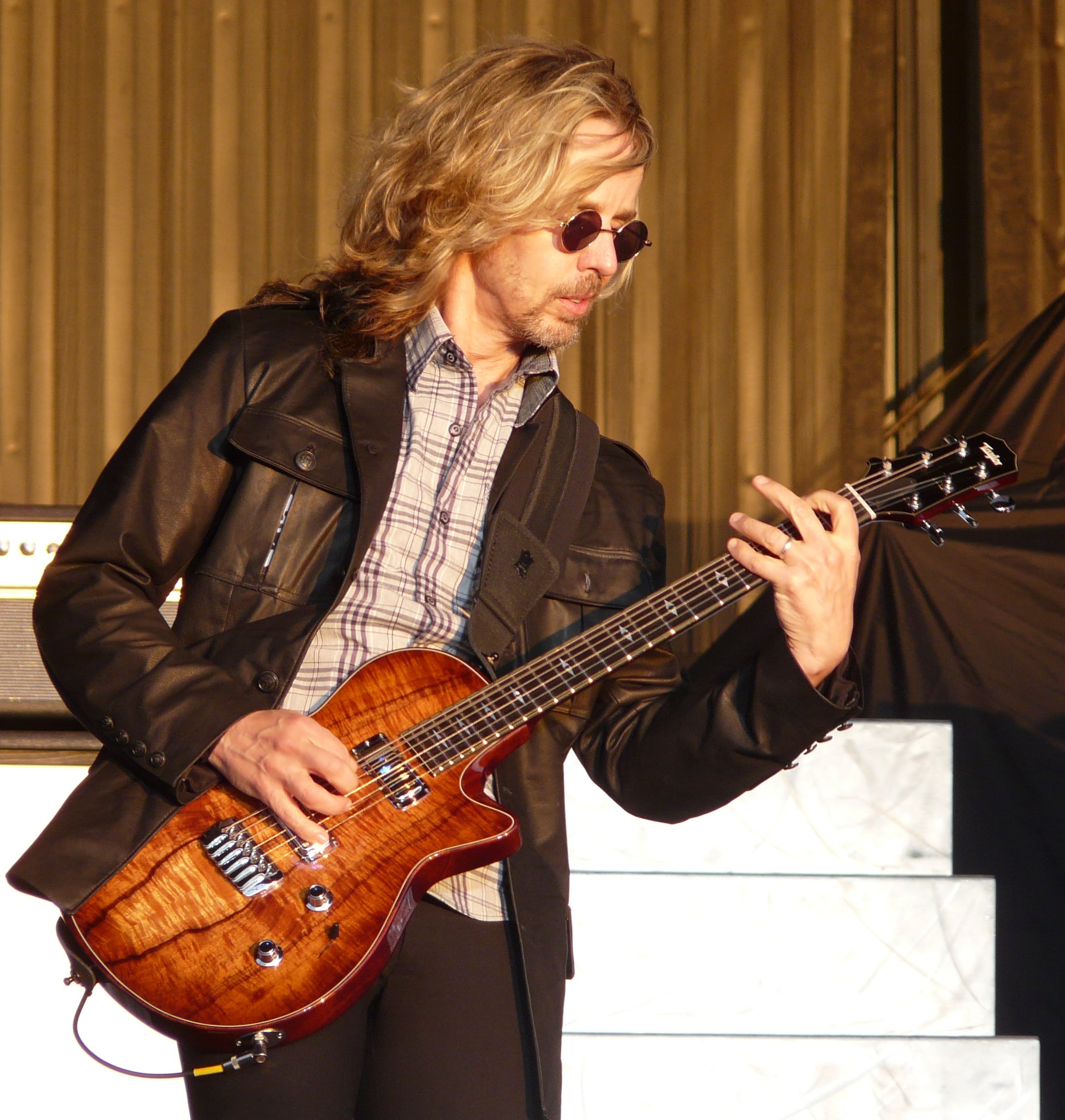
Tommy Shaw; * 11. September

- 11. September: Tommy Shaw, US-amerikanischer Rockmusiker (Styx)
- 14. September: Tom Cora, US-amerikanischer Musiker (Cello, Komposition) († 1998)
- 14. September: Christoph Haas, deutscher Musiker, Komponist und Rhythmuslehrer
- 15. September: Michael Schramm, deutscher Dirigent, Musikwissenschaftler und Offizier
- 16. September: Alan Barton, britischer Sänger († 1995)
- 16. September: Olga Lara, dominikanische Sängerin und Komponistin

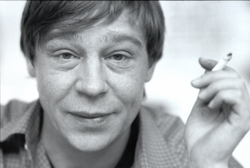
Burkhardt Seiler; * 19. September

- 19. September: Burkhardt Seiler, deutscher Labelbetreiber, Konzertveranstalter und Verleger († 2023)
- 22. September: Richard Fairbrass, britischer Musiker
- 24. September: Carlo Hommel, luxemburgischer Organist († 2006)
- 24. September: Curdin Janett, Schweizer Volks- und Jazzmusiker
- 25. September: Liuwe Tamminga, niederländischer Organist († 2021)
- 26. September: Vic Juris, US-amerikanischer Jazzgitarrist († 2019)
- 26. September: Dolores Keane, irische Folksängerin
- 26. September: Dan Knight, US-amerikanischer Pianist, Komponist, Musikpädagoge und Schriftsteller
- 26. September: Micha Marah, belgische Sängerin
- 27. September: Greg Ham, australischer Musiker (Men at Work)
- 27. September: Gary Schunk, US-amerikanischer Jazzmusiker (Piano, Keyboard) († 2021)
- 27. September: Robbie Shakespeare, jamaikanischer Musiker (Bassist und Keyboarder) († 2021)
- 28. September: Keni Burke, US-amerikanischer Sänger, Songwriter, Musikproduzent und Multi-Instrumentalist
- 29. September: Irina Jewgenjewna Gribulina, sowjetische bzw. russische Komponistin, Dichterin und Sängerin
- 30. September: Deborah Allen, US-amerikanische Country-Musikerin

### Oktober
- 02. Oktober: Big Al Carson, US-amerikanischer Jazz- und Bluesmusiker (Gesang, Tuba; † 2020)

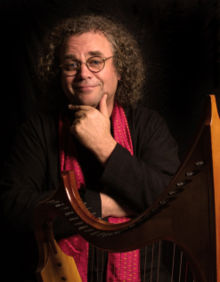
Andreas Vollenweider; * 4. Oktober

- 04. Oktober: Andreas Vollenweider, Schweizer Musiker und Komponist
- 07. Oktober: Yoshiaki Miyanoue, japanischer Jazzmusiker
- 07. Oktober: Tico Torres, US-amerikanischer Schlagzeuger (Bon Jovi)
- 09. Oktober: Lidia Zielińska, polnische Komponistin
- 10. Oktober: Midge Ure, britischer Rock-Gitarrist, Sänger und Songschreiber
- 11. Oktober: Martin Lücker, deutscher Organist, Kirchenmusiker
- 12. Oktober: Elke Burkert, deutsche Altistin, Dirigentin und Musikpädagogin
- 12. Oktober: Talabchudscha Sattorow, tadschikisch-sowjetischer Komponist († 2007)
- 14. Oktober: Kazumi Watanabe, japanischer Fusiongitarrist
- 15. Oktober: Manfred Angerer, österreichischer Musikwissenschaftler († 2010)
- 15. Oktober: Cassius Clemens, deutscher Clubbetreiber, Unternehmer und Musiklabel-Inhaber († 2025)
- 15. Oktober: Tito Jackson, US-amerikanischer Sänger (The Jackson 5; † 2024)
- 16. Oktober: Tony Carey, US-amerikanischer Rockmusiker (Rainbow)
- 16. Oktober: Brinsley Forde, britischer Sänger und Schauspieler (Aswad)
- 17. Oktober: Joseph Bowie, US-amerikanischer Musiker
- 17. Oktober: Özkan Uğur, türkischer Schauspieler († 2023)
- 19. Oktober: Eduardo Villa, US-amerikanischer Opernsänger († 2023)
- 21. Oktober: Charlotte Caffey, US-amerikanische Musikerin (The Go-Go’s)
- 21. Oktober: Eric Faulkner, schottischer Gitarrist und Singer-Songwriter (Bay City Rollers)
- 21. Oktober: Keith Green, US-amerikanischer Sänger und Komponist († 1982)
- 21. Oktober: Marc Johnson, US-amerikanischer Jazz-Bassist
- 23. Oktober: Marek Chołoniewski, polnischer Komponist, Musikveranstalter und -pädagoge
- 25. Oktober: Adelbert von Deyen, deutscher Musiker, Komponist, Maler und Graphiker († 2018)
- 26. Oktober: Keith Strickland, US-amerikanischer Musiker und Komponist (The B-52s)
- 27. Oktober: Robert Irving III, US-amerikanischer Jazzpianist, -organist, -arrangeur, -komponist

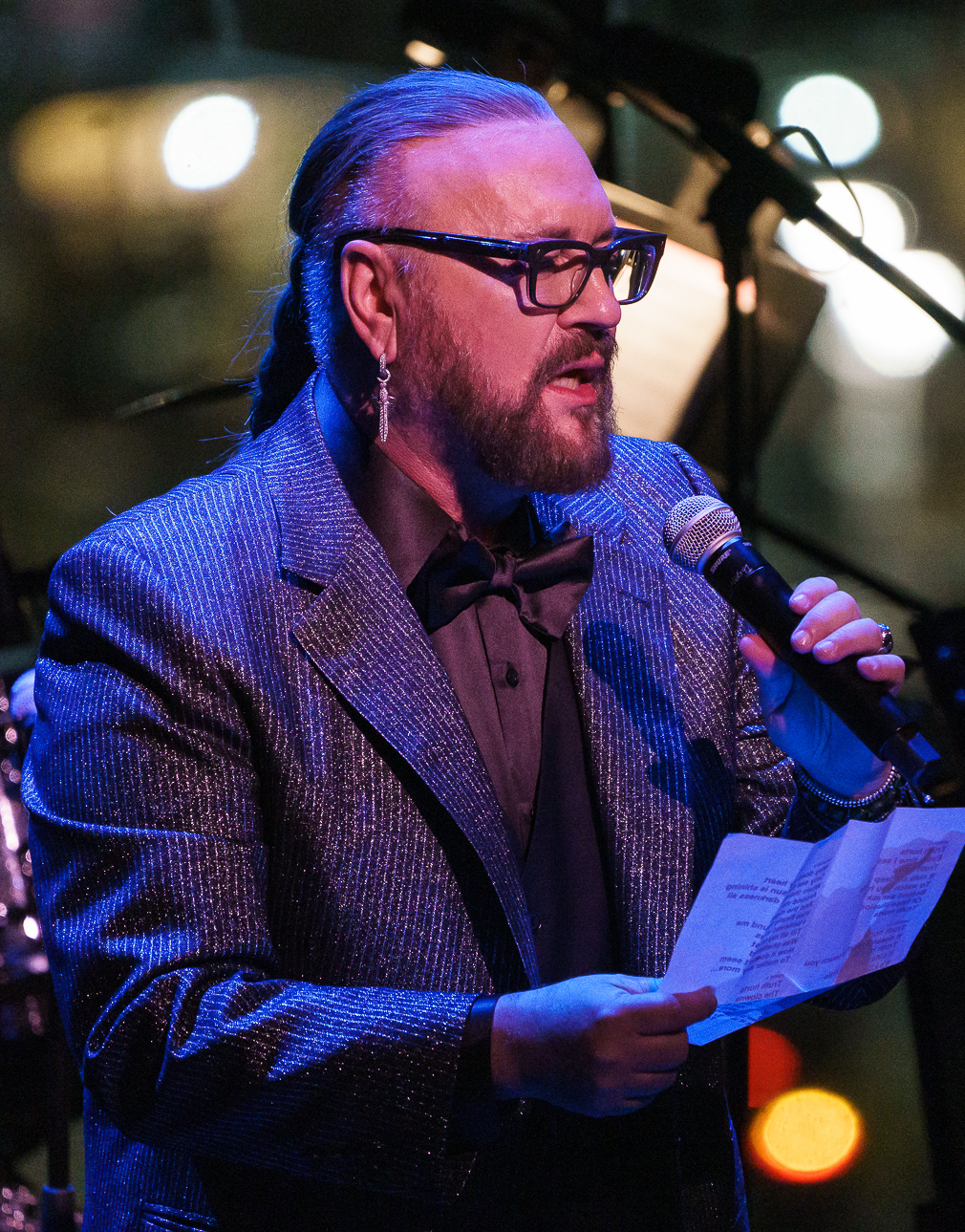
Desmond Child; * 28. Oktober

- 28. Oktober: Desmond Child, US-amerikanischer Songwriter, Komponist und Produzent

### November
- 02. November: Ernest Dawkins, US-amerikanischer Jazzmusiker

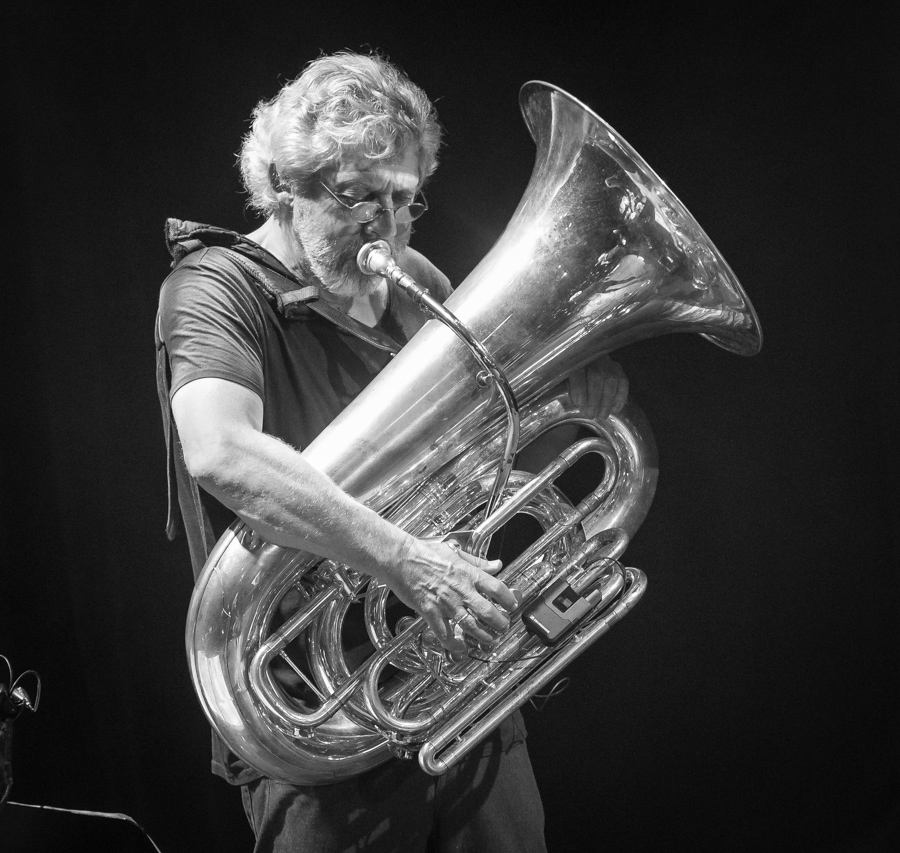
Stein Erik Tafjord; * 2. November

- 02. November: Stein Erik Tafjord, norwegischer Tubist (Jazz)
- 03. November: Helios Creed, US-amerikanischer Musiker
- 03. November: Claire van Kampen, britische Regisseurin, Komponistin und Dramatikerin († 2025)
- 04. November: Van Stephenson, US-amerikanischer Singer-Songwriter (BlackHawk) († 2001)
- 07. November: Erik Balke, norwegischer Jazzmusiker (Saxophone)
- 08. November: Denyse Plummer, trinidadischer Sängerin († 2023)
- 11. November: Kahil El’Zabar, US-amerikanischer Jazz-Schlagzeuger und Komponist
- 11. November: Andrew John Partridge, britischer Songwriter, Gitarrist, Labelchef und Produzent (XTC)
- 12. November: Vasilis Karras, griechischer Volkssänger († 2023)
- 12. November: Calum Macdonald, schottischer Musiker (Runrig)
- 13. November: Alex Coke, US-amerikanischer Jazzmusiker (Tenorsaxophon, Querflöten)
- 13. November: Andrew Ranken, irischer Schlagzeuger (The Pogues)
- 13. November: Bernd Scherers, deutscher Kirchenmusiker und Hochschullehrer
- 13. November: Tom Stern, österreichischer Schlagersänger
- 13. November: Dennis Taylor, US-amerikanischer Saxophonist († 2010)
- 14. November: Sorin Lerescu, rumänischer Komponist
- 17. November: Federico Ramos, uruguayischer Gitarrist, Arrangeur, Produzent und Komponist
- 18. November: Jan Kuehnemund, US-amerikanische Gitarristin (Vixen) († 2013)
- 18. November: Alan Murphy, britischer Gitarrist († 1989)
- 20. November: Halid Bešlić, bosnischer Sänger
- 21. November: Larry Hochman, US-amerikanischer Komponist, Orchestrator und Arrangeur
- 22. November: Urmas Alender, estnischer Sänger (Ruja, Propeller)
- 23. November: Francis Cabrel, französischer Musiker
- 23. November: Bernard Foccroulle, belgischer Komponist, Organist und Opernintendant

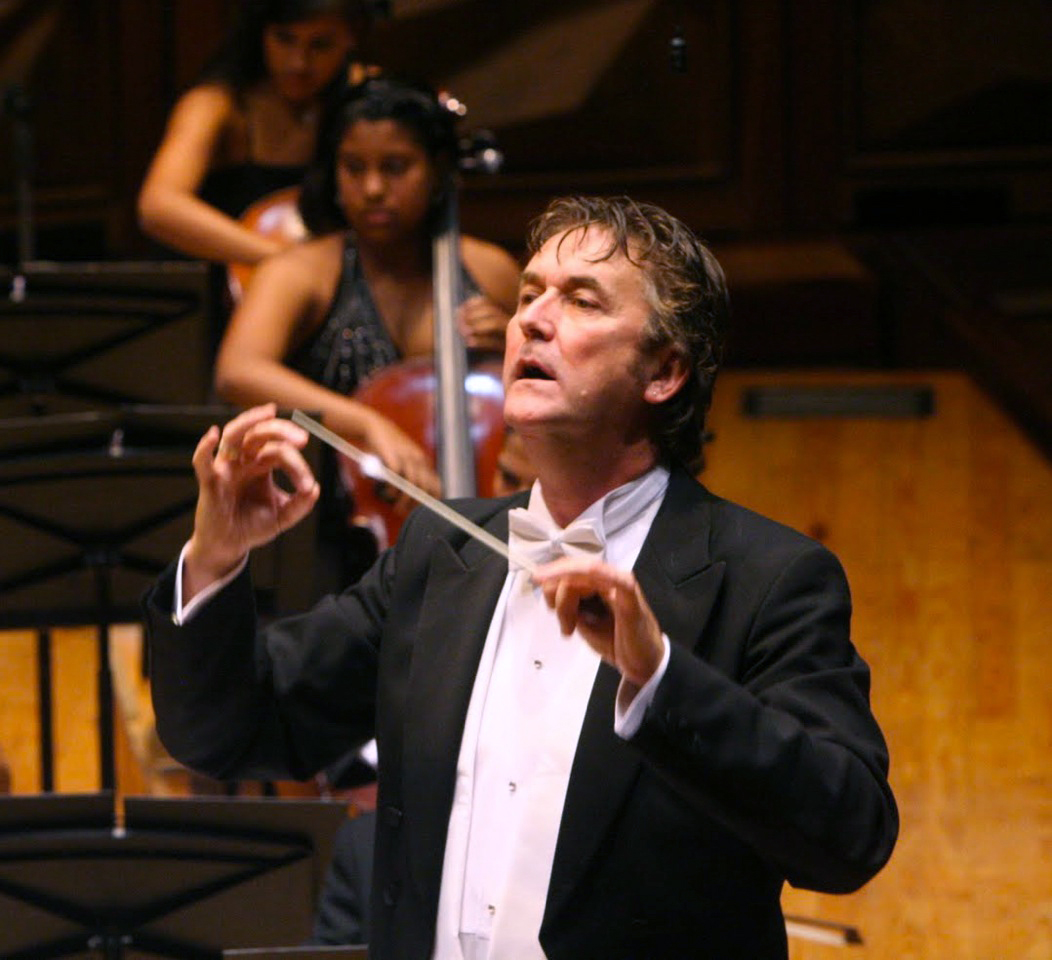
Johan De Meij; * 23. November

- 23. November: Johan de Meij, niederländischer Komponist und Dirigent
- 27. November: David Felder, US-amerikanischer Komponist und Musikpädagoge
- 27. November: Lyle Mays, US-amerikanischer Jazz-Pianist, -Komponist und Fusion-Musiker
- 28. November: John King, US-amerikanischer Komponist, Gitarrist und Bratschist
- 28. November: Taeko Onuki, japanische Singer-Songwriterin, Komponistin, Pianistin, Gitarristin und Schriftstellerin

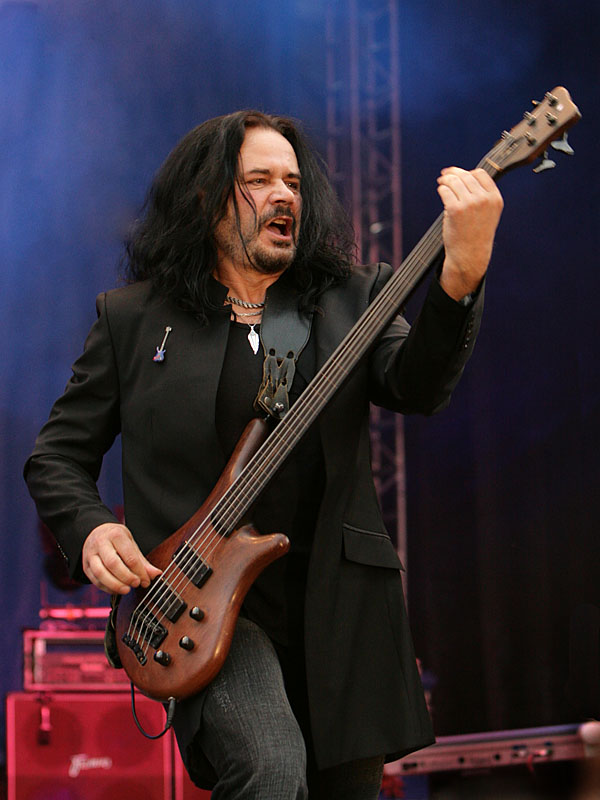
Hans-Juergen Reznicek; * 29. November

- 29. November: Hans-Jürgen „Jäcki“ Reznicek, deutscher Musiker (Silly)
- 00. November: Richetta Manager, US-amerikanische Opern- und Jazz-Sängerin († 2024)

### Dezember
- 05. Dezember: John Molo, US-amerikanischer Schlagzeuger und Percussionist
- 09. Dezember: Cornelis de Bondt, niederländischer Komponist und Musikpädagoge
- 09. Dezember: Jill Saward, britische Sängerin und Komponistin (Shakatak)
- 10. Dezember: Diane Schuur, US-amerikanische Jazzsängerin und Jazz-Pianistin
- 10. Dezember: Eugenio Colombo, italienischer Jazzmusiker
- 12. Dezember: Bruce Kulick, US-amerikanischer Gitarrist (Kiss, Grand Funk Railroad, Blackjack, Union und Eric Singer Project)
- 12. Dezember: Dave Meniketti, US-amerikanischer Sänger und Gitarrist (Y&T)
- 13. Dezember: Ala Heiler, deutscher Jazzmusiker
- 13. Dezember: Pat Torpey, US-amerikanischer Musiker († 2018)
- 15. Dezember: Hossam Ramzy, ägyptischer Fusionmusiker und Musikproduzent († 2019)
- 17. Dezember: Maya Homburger, Schweizer Geigerin
- 17. Dezember: Ikue Mori, japanische Musikerin und Graphikdesignerin
- 17. Dezember: John Doheny, US-amerikanischer Tenorsaxophonist und Bandleader
- 20. Dezember: Franz Riemer, deutscher Musikpädagoge

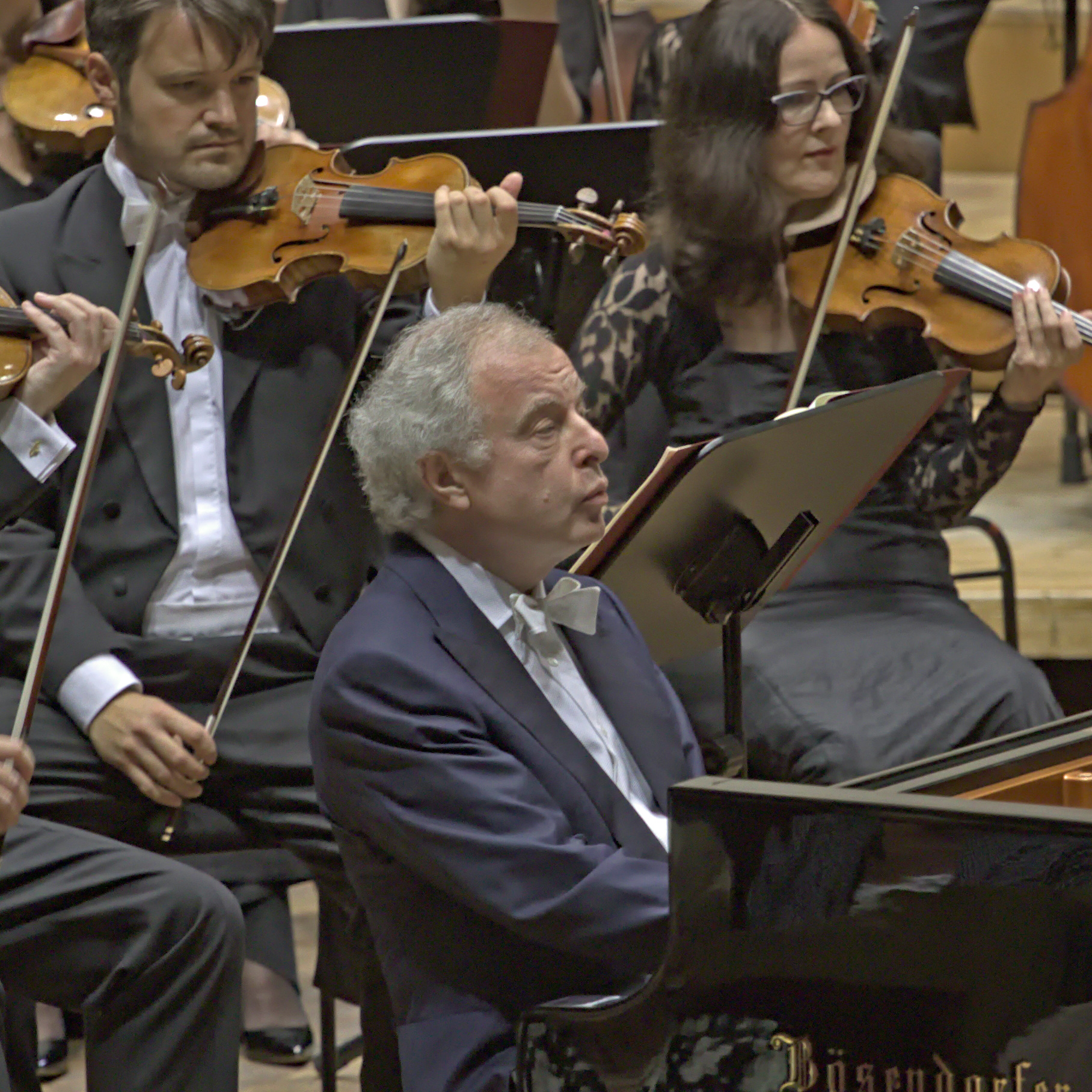
András Schiff; * 21. Dezember

- 21. Dezember: András Schiff, ungarischer Pianist
- 21. Dezember: Betty Wright, US-amerikanische Soul-Sängerin († 2020)
- 24. Dezember: Hans-Jürgen von Bose, deutscher Komponist
- 25. Dezember: Steve Barta, brasilianischer Jazzpianist
- 25. Dezember: Ajoy Chakrabarty, indischer klassischer Sänger
- 26. Dezember: Harry Christophers, britischer Dirigent
- 27. Dezember: Steven Dann, kanadischer Bratschist

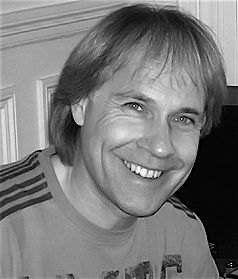
Richard Clayderman; * 28. Dezember

- 28. Dezember: Richard Clayderman, französischer Pianist
- 28. Dezember: Gilberto „Pulpo“ Colón Jr., US-amerikanischer Pianist, Komponist, Arrangeur, Produzent und Bandleader

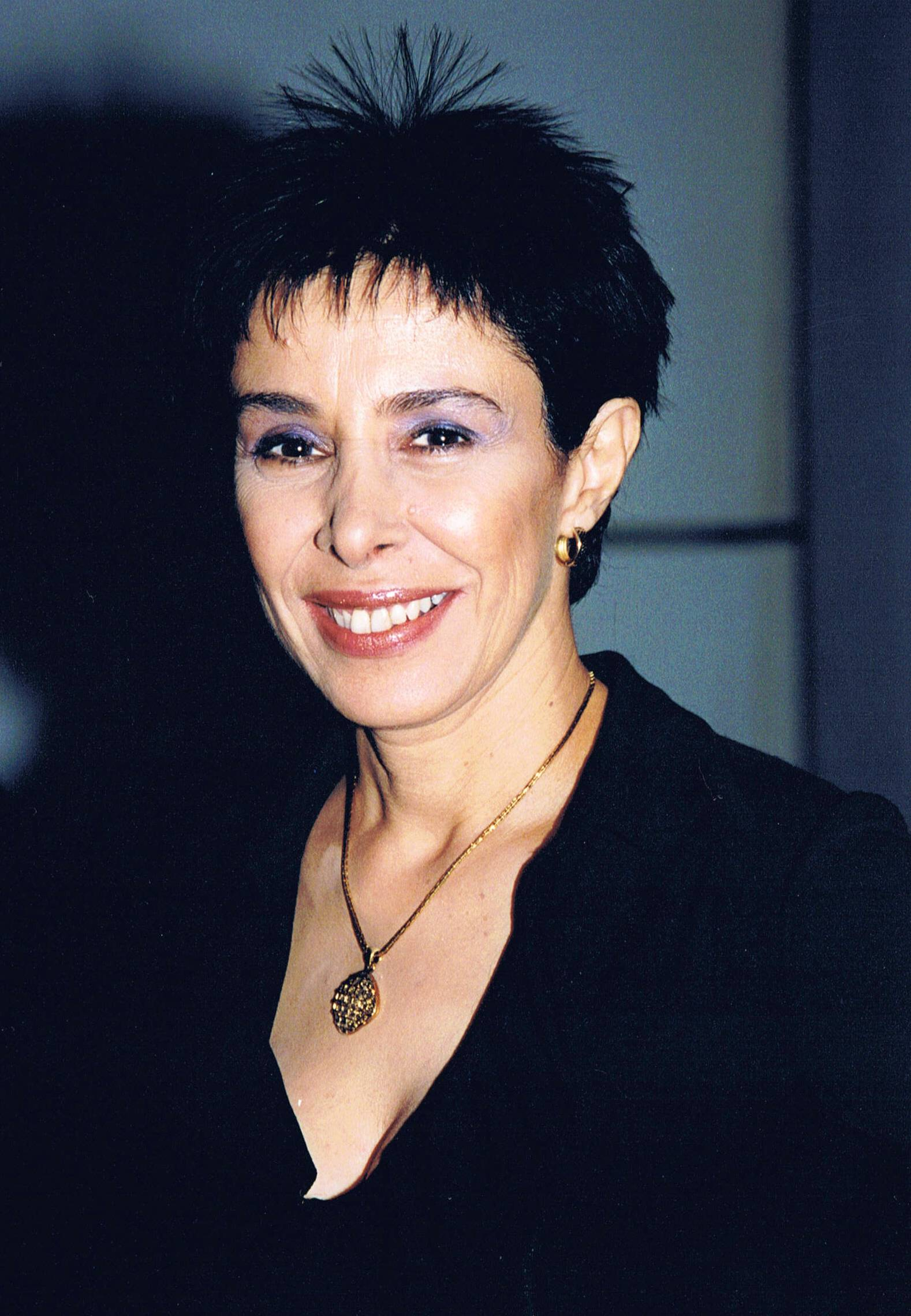
Gali Atari; * 29. Dezember

- 29. Dezember: Gali Atari, israelische Sängerin und Schauspielerin
- 29. Dezember: Max Werner, niederländischer Sänger und Schlagzeuger († 2024)
- 30. Dezember: Graham Vick, britischer Opernregisseur und -intendant († 2021)

### Genaues Geburtsdatum unbekannt
- Norbert Abels, deutscher Dramaturg, Publizist, Kulturwissenschaftler und Musiker
- Matthias Almstedt, deutscher Liedermacher, Pädagoge und Autor
- Armand Amar, französischer Komponist
- Darol Anger, US-amerikanischer Geiger
- Dan Armstrong, US-amerikanischer Perkussionist und Musikpädagoge
- Wolfgang Auhagen, deutscher Musikwissenschaftler
- Karl-Heinz Becker, deutscher Musikfestival-Veranstalter († 2014)
- Paolo Beschi, italienischer Musiker
- Lynn Chang, US-amerikanischer Geiger und Musikpädagoge
- Suzanne Davis, US-amerikanische Pianistin
- Cathal Dunne, irischer Schlagersänger
- Hilario Durán, kubanisch-kanadischer Jazzmusiker und Komponist
- David Gilson, britischer Dirigent und Tubist
- David Goodman, US-amerikanischer Komponist, Pianist, Dirigent und Musikpädagoge
- Warren Gooch, US-amerikanischer Komponist und Musikpädagoge
- Francis Gorgé, französisch-schweizerischer Improvisationsmusiker (Gitarre, Komposition)
- Werner Gräbner, deutscher Musikethnologe und Musikproduzent
- Christian Graf, deutscher Rundfunkjournalist
- Per Hannevold, norwegischer Fagottist
- Urs Klauser, Schweizer Volksmusikforscher, Volksmusikant und Instrumentenbauer
- Mark Korven, kanadischer Filmkomponist und Musiker
- Carlos Narea, spanischer Musiker und Musikproduzent chilenischer Herkunft
- Albena Naydenova, bulgarisch-österreichische Musikwissenschaftlerin und Sängerin (Sopran)
- David Owen Norris, britischer Pianist und Komponist
- Massimo Paris, italienischer Violinist, Komponist, Dirigent und Musikpädagoge († 2025)
- Chrissie Parrott, australische Balletttänzerin, Choreographin und Multimediakünstlerin
- Reinhard Raue, deutscher Musiker († 2006)
- David Resnick, US-amerikanischer Komponist und Musikpädagoge
- Michel Ripoche, französischer Jazzmusiker (Geige) († 2024)
- Theo Roos, deutscher Filmemacher, Musiker und Philosoph
- Paolo Rustichelli, italienisch-amerikanischer Pianist, Komponist und Produzent
- Christoph Schoener, deutscher Kirchenmusiker
- Robyn Schulkowsky, US-amerikanische Perkussionistin und Komponistin
- Dariush Talai, iranischer Tar- und Setarspieler, Komponist, Musikwissenschaftler und -pädagoge
- Paul Westwood, britischer Bassist
- Thomas Wiedermann, deutscher Improvisationsmusiker (Posaune) († 2006)

### Geboren um 1953
- Steve Cohn, US-amerikanischer Jazzmusiker (Piano, weitere Instrumente)
- Howard Curtis, US-amerikanischer Jazzmusiker (Schlagzeug)

## Gestorben

### Januar
- 01. Januar: Ludomir Różycki, polnischer Komponist (* 1883)
- 01. Januar: Hank Williams, US-amerikanischer Countrymusiker (* 1923)
- 08. Januar: Heinrich Kaspar Schmid, deutscher Komponist (* 1874)
- 09. Januar: Eduard Lichtenstein, deutscher Sänger (* 1889)
- 10. Januar: Theo Mackeben, deutscher Pianist, Dirigent und Komponist (* 1897)

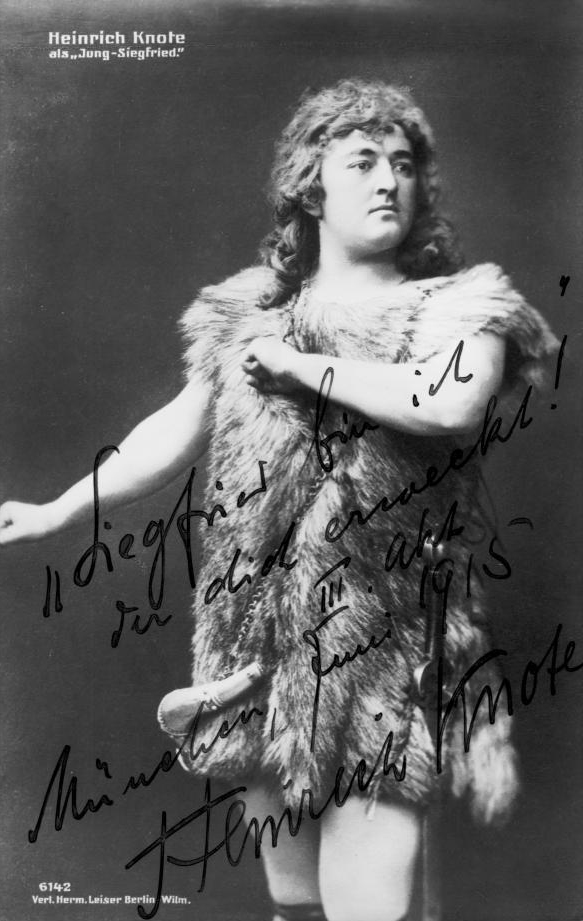
Heinrich Knote; † 12. Januar

- 12. Januar: Heinrich Knote, deutscher Opernsänger (* 1870)
- 13. Januar: Frederick William Schlieder, US-amerikanischer Organist und Musikpädagoge (* 1873)
- 15. Januar: Heinrich Schulz, deutscher Lehrer, Organist und Heimatforscher (* 1868)
- 18. Januar: Arthur Wood, britischer Dirigent und Komponist (* 1875)

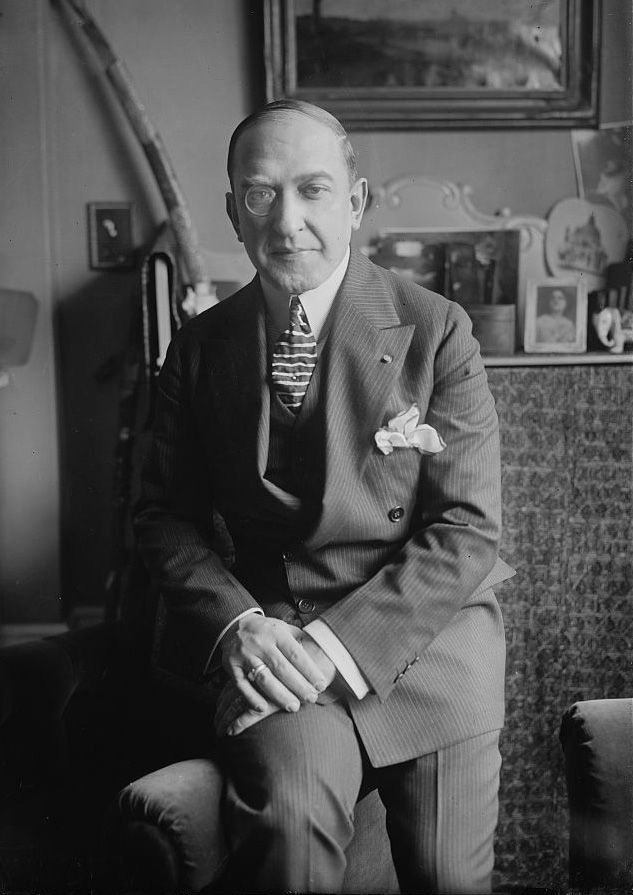
Andres de Segurola; † 23. Januar

- 23. Januar: Andrés de Segurola, spanischer Opernsänger (* 1874)
- 25. Januar: Friedrich Glier, deutscher Lehrer, Organist, Komponist und Sammler vogtländischer Melodien (* 1891)
- 26. Januar: Georges Aeby, Schweizer Komponist (* 1902)
- 27. Januar: Walter Guernsey Reynolds, US-amerikanischer Organist und Komponist (* 1873)

### Februar
- 01. Februar: Wsewolod Petrowitsch Saderazki, russischer Komponist und Pianist (* 1891)
- 02. Februar: Gustav Strube, US-amerikanischer Komponist (* 1867)
- 07. Februar: Carlos Raygada, peruanischer Literatur- und Musikkritiker (* 1898)
- 10. Februar: Marie Burger-Mathys, Schweizer Konzertsängerin und Gesangspädagogin (* 1875)
- 10. Februar: Maria Labia, italienische Opernsängerin (* 1880)
- 12. Februar: Sigfrid Grundeis, deutscher Pianist (* 1900)
- 23. Februar: Big Maceo Merriweather, US-amerikanischer Blues-Musiker (* 1905)
- 25. Februar: João Itiberê da Cunha, brasilianischer Komponist und Musikkritiker (* 1870)

### März
- 03. März: Eduardo Caba, bolivianischer Komponist und Musikpädagoge (* 1890)
- 05. März: E. T. Cook, britischer Organist und Komponist (* 1880)
- 05. März: Daniel Fortea, spanischer Gitarrist, Komponist und Gitarrenlehrer (* 1878)
- 05. März: Sergei Sergejewitsch Prokofjew, russischer Pianist und Komponist (* 1891)
- 13. März: Ferdinand Habel, tschechisch-österreichischer Kirchenmusiker, Chorleiter und Komponist (* 1874)
- 17. März: Conrado del Campo, spanischer Komponist, Violinist und Musikpädagoge (* 1878)

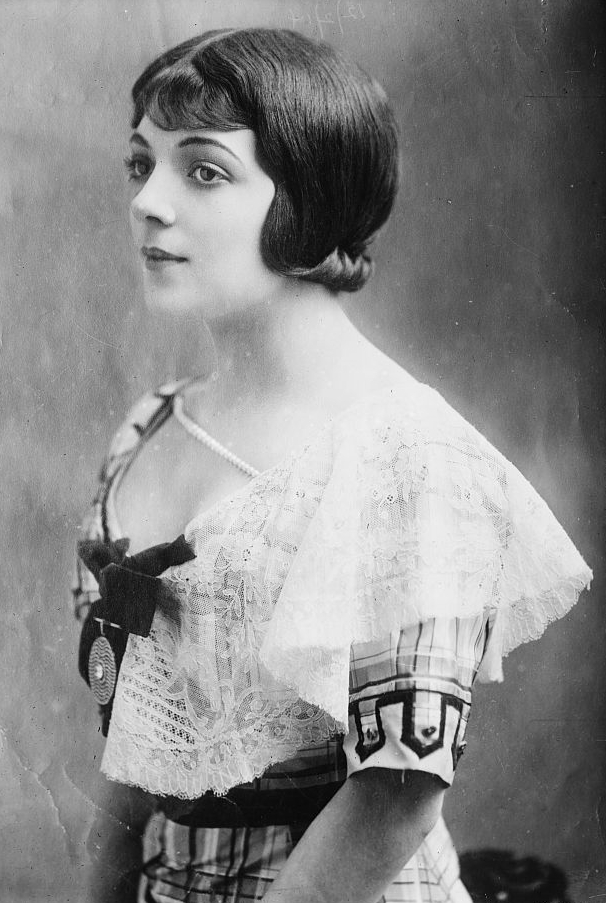
Irène Bordoni; † 19. März

- 19. März: Irène Bordoni, französisch-amerikanische Schauspielerin und Sängerin (* 1885)
- 27. März: Narciso Garay Díaz, panamaischer Komponist, Violinist, Musikwissenschaftler und Diplomat (* 1876)
- 29. März: Paul Benner, Schweizer Dirigent, Organist und Komponist (* 1877)
- 29. März: Arthur Fields, US-amerikanischer Sänger (* 1888)
- 30. März: Roderich Mojsisovics von Mojsvár, österreichischer Dirigent, Komponist (* 1877)
- 31. März: Josef Krickl, österreichischer Komponist, Violinist und Baßflügelhornist (* 1870)

### April
- 03. April: Boris Gersman, jüdischer Musiker und Geschäftsmann aus Litauen (* 1900)
- 04. April: Ludovic Lamothe, haitianischer Pianist und Komponist (* 1882)
- 08. April: Harry Ralton, deutscher Komponist, Pianist und Autor (* 1897)
- 16. April: Kathleen Schlesinger, britische Musikarchäologin und Musikinstrumentenhistorikerin (* 1862)
- 17. April: Bertha Dehn, deutsche Violinistin (* 1881)
- 20. April: Hermann Barrenscheen, Schweizer Maler und Konzert- und Opernsänger (* 1882)
- 20. April: Radim Drejsl, tschechischer Komponist, Pianist und Dirigent (* 1923)

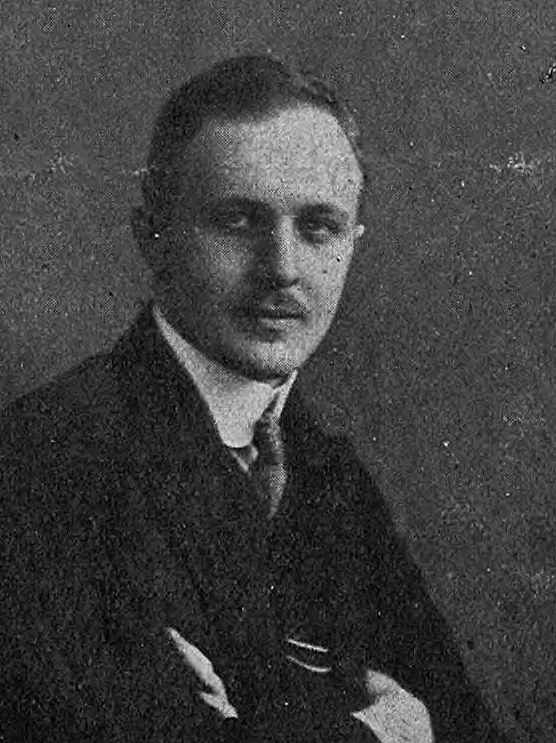
Bronisław Poźniak; † 20. April

- 20. April: Bronisław von Poźniak, österreichisch-deutscher Pianist polnischer Abstammung (* 1887)
- 22. April: Max Dawison, deutscher Opernsänger (* 1869)
- 23. April: Peter DeRose, US-amerikanischer Jazz-Komponist und Songwriter (* 1900)
- 29. April: Augusto Berto, argentinischer Bandoneonist, Tangokomponist und Bandleader (* 1889)
- 29. April: Alice Prin, französische Sängerin, Schauspielerin, Modell und Malerin (* 1901)
- 30. April: Lily Brayton, britische Schauspielerin und Sängerin (* 1876)
- 30. April: Raul Ferrão, portugiesischer Komponist (* 1890)

### Mai
- 02. Mai: Walter Morse Rummel, deutscher und US-amerikanischer Pianist und Komponist (* 1887)
- 04. Mai: Simeon Bellison, US-amerikanischer Klarinettist und Musikpädagoge (* 1881)
- 04. Mai: Jacques Stückgold, polnisch-deutsch-amerikanischer Gesangslehrer (* 1877)
- 11. Mai: Willy Schootemeijer, niederländischer Komponist und Pianist (* 1897)
- 12. Mai: Jeanne Maubourg, kanadische Sängerin und Musikpädagogin (* 1875)
- 13. Mai: Heinrich Frantzen, deutscher Komponist (* 1880)
- 13. Mai: Hermann Jadlowker, lettischer Opernsänger (Tenor) (* 1877)
- 15. Mai: Mabel Love, britische Tänzerin und Bühnenschauspielerin (* 1874)
- 16. Mai: Django Reinhardt, französischer Komponist, Vater und Begründer des europäischen Jazz (* 1910)
- 17. Mai: Eric DeLamarter, US-amerikanischer Komponist (* 1880)
- 17. Mai: Howard Fogg, kanadischer Dirigent und Komponist (* 1892)
- 19. Mai: Frank Mullings, britischer Operntenor (* 1881)
- 20. Mai: Werner Jaegerhuber, haitianischer Komponist und Musikwissenschaftler (* 1900)
- 26. Mai: Albert Spalding, US-amerikanischer Violinvirtuose und Komponist (* 1888)
- 27. Mai: Werner Faulhaber, deutscher Opernsänger (* 1927)

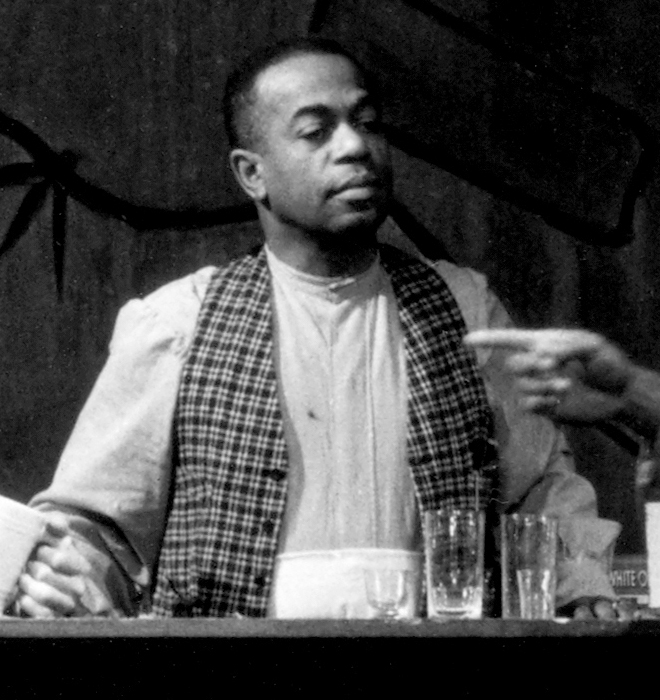
Dooley Wilson; † 30. Mai

- 30. Mai: Dooley Wilson, US-amerikanischer Film- und Theaterschauspieler sowie Jazzmusiker (* 1886)

### Juni
- 02. Juni: Sidney Peirce Waddington, britischer Komponist und Musikpädagoge (* 1869)
- 03. Juni: Mike Mosiello, in Italien geborener US-amerikanischer Jazztrompeter (* 1896)
- 03. Juni: Florence Price, US-amerikanische Komponistin (* 1887)
- 04. Juni: Hans Martin Cremer, deutscher Schriftsteller, Komponist und Liedtexter (* 1890)
- 07. Juni: Harry Puddicombe, kanadischer Musikpädagoge und Komponist (* 1870)

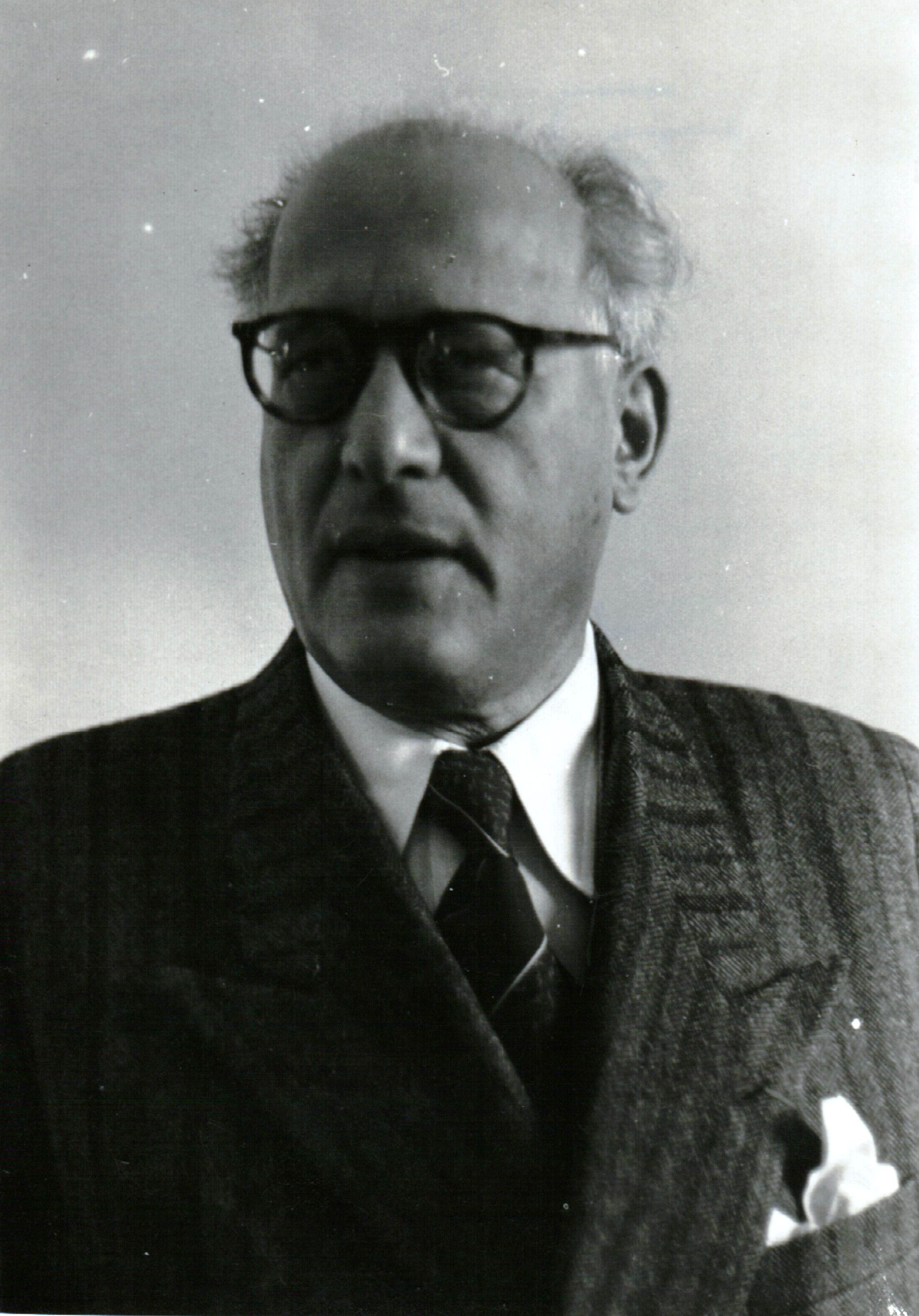
Grzegorz Fitelberg; † 10. Juni

- 10. Juni: Grzegorz Fitelberg, polnischer Komponist und Dirigent (* 1879)
- 15. Juni: Frank Tapp, britischer Komponist und Pianist (* 1883)
- 17. Juni: Walter Niemann, deutscher Komponist und Musikschriftsteller (* 1876)
- 22. Juni: Carlos Vicente Geroni Flores, argentinischer Geiger, Pianist, Bandleader und Tangokomponist (* 1895)
- 24. Juni: Susanne Dessoir, deutsche Sängerin (* 1869)
- 24. Juni: Georg Neumüller, österreichischer Vortragskünstler, Komiker und Volkssänger (* 1885)
- 25. Juni: Jules Van Nuffel, belgischer Komponist, Priester, Kirchenmusiker und Musikpädagoge (* 1883)
- 26. Juni: Julius Foss, dänischer Komponist, Organist und Gitarrist (* 1879).

### Juli
- 05. Juli: Titta Ruffo, italienischer Opernsänger (Bariton) (* 1877)
- 06. Juli: Gustav Bock, deutscher Musikverleger (* 1882)
- 09. Juli: Wilhelm Stahl, deutscher Musikpädagoge, Organist, Musikwissenschaftler und Musikbibliothekar (* 1872)
- 10. Juli: Benito García de la Parra, spanischer Komponist und Musikpädagoge (* 1884)
- 12. Juli: Joseph Jongen, belgischer Komponist und Organist (* 1873)
- 13. Juli: Walter Bullock, US-amerikanischer Filmmusik-Komponist und Autor (* 1907)
- 16. Juli: Troy Floyd, US-amerikanischer Jazzmusiker (* 1901)
- 16. Juli: Stanislav Ondříček, tschechischer Geiger und Musikpädagoge (* 1885)
- 17. Juli: Bernhard van den Sigtenhorst Meyer, niederländischer Komponist (* 1888)

### August
- 03. August: William Ackroyd, britischer Geiger und Musikpädagoge (* 1875)
- 04. August: Léopold Lafleurance, französischer Flötist (* 1865)
- 09. August: Lao Silesu, italienischer Komponist (* 1883)
- 13. August: Dimitri Araqischwili, georgischer und sowjetischer Komponist (* 1873)

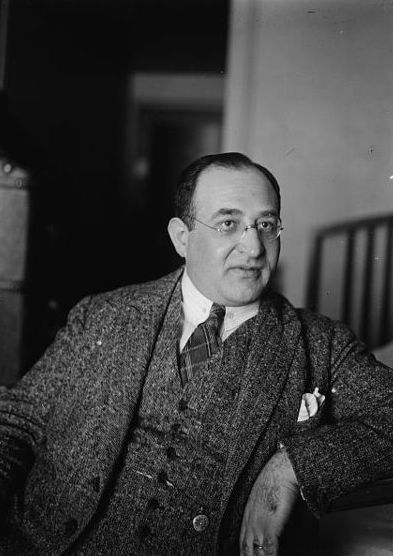
Friedrich Schorr; † 14. August

- 14. August: Friedrich Schorr, österreichisch-amerikanischer Bass-Bariton (* 1888)
- 19. August: Tiny Kahn, US-amerikanischer Jazzschlagzeuger und Arrangeur (* 1924)
- 19. August: Willie Love, US-amerikanischer Blues-Musiker (* 1906)
- 27. August: Nikolai Beresowski, russischer Komponist und Violinist (* 1900)
- 28. August: Nikolai Semjonowitsch Golowanow, russisch-sowjetischer Dirigent, Komponist und Hochschullehrer (* 1891)
- 29. August: Darrell Fancourt, britischer Sänger (Bass-Bariton) (* 1886)
- 29. August: Glyn Paque, US-amerikanischer Jazzmusiker (* 1906)
- 30. August: Dimitar Nenow, bulgarischer Komponist (* 1901)
- 30. August: Margarete Slezak, deutsche Opern- und Konzertsängerin (* 1909)

### September

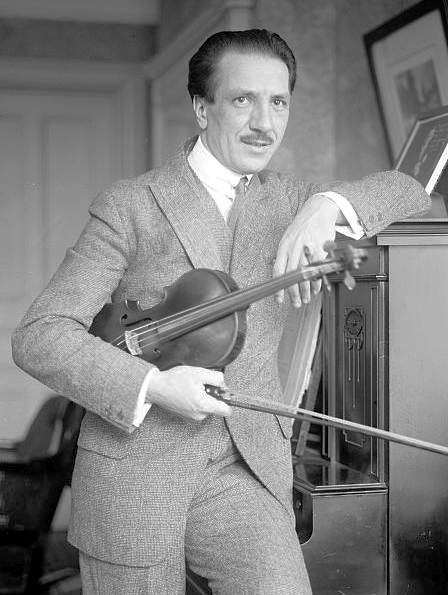
Jacques Thibaud; † 1. September

- 01. September: Jacques Thibaud, französischer Violinist (* 1880)
- 07. September: Fritz Heitmann, deutscher Organist (* 1891)

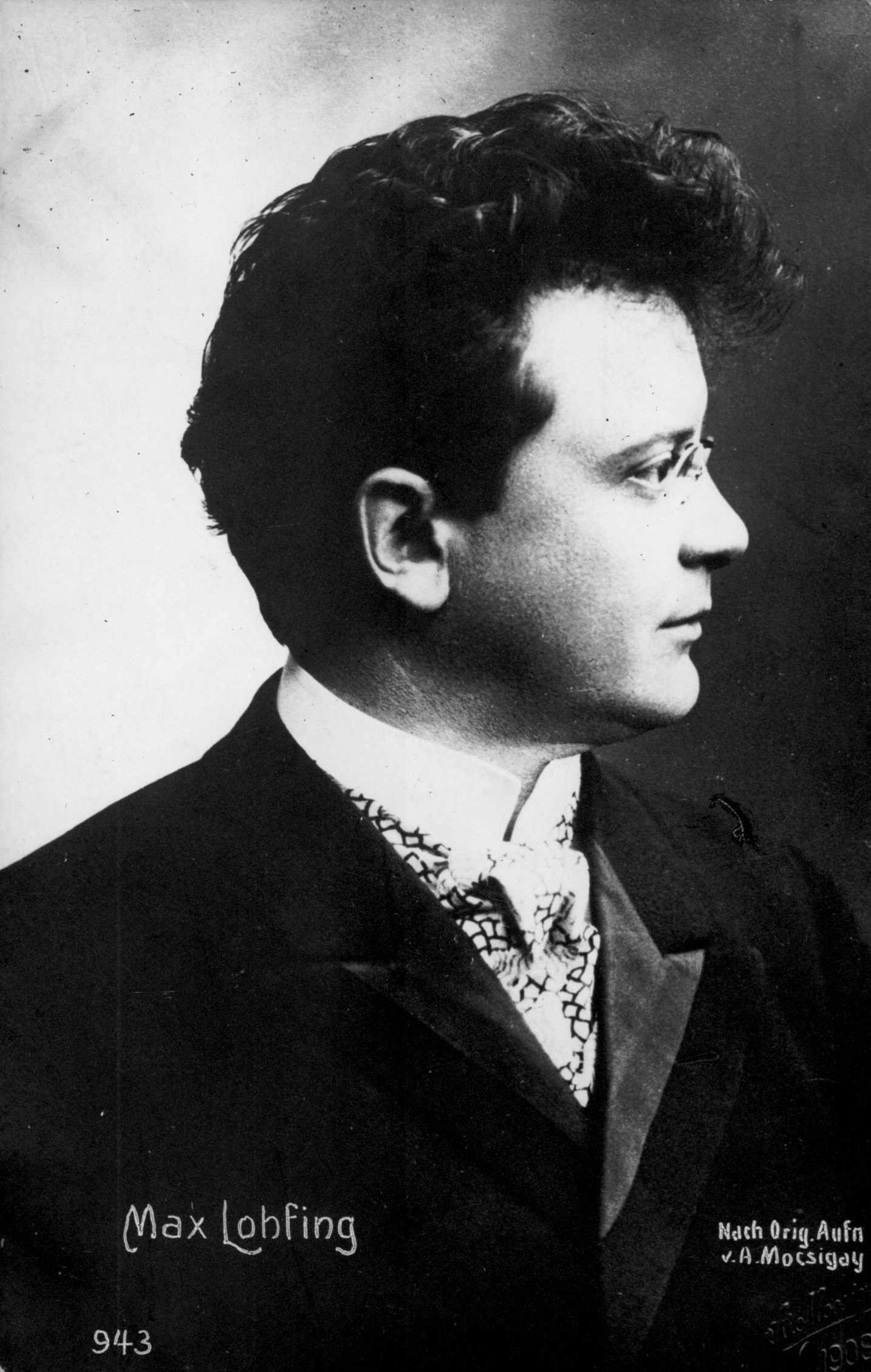
Max Lohfing; † 9. September

- 09. September: Max Lohfing, deutscher Opernsänger (Bass) (* 1870)
- 09. September: Anton Mader, österreichischer Komponist und Militärkapellmeister (* 1877)
- 11. September: Vinzenz Goller, Komponist und Kirchenmusiker (* 1873)
- 17. September: Henry Holden Huss, US-amerikanischer Komponist (* 1862)
- 19. September: Klyment Kwitka, ukrainischer Musikwissenschaftler (* 1880)
- 21. September: Roger Quilter, britischer Komponist (* 1877)
- 27. September: Loris Margaritis, griechischer Pianist (* 1895)

### Oktober

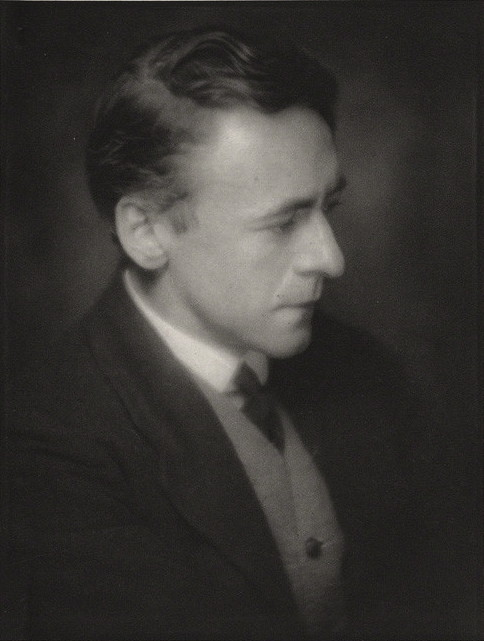
Arnold Bax; † 3. Oktober

- 03. Oktober: Sir Arnold Bax, britischer Komponist (* 1883)
- 04. Oktober: Virgilio Lazzari, italienischer Opernsänger (* 1877)

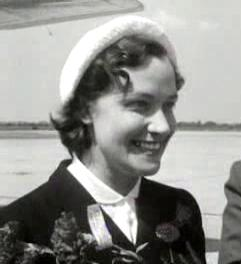
Kathleen Ferrier; † 8. Oktober

- 08. Oktober: Kathleen Ferrier, britische Sängerin (Alt) (* 1912)
- 09. Oktober: Vilma von Webenau, österreichisch-deutsche Komponistin (* 1875)
- 17. Oktober: Max Kuttner, deutscher Opern- und Operettentenor, Schallplatten- und Rundfunksänger (* 1883)
- 17. Oktober: Emil-Edwin Reinert, französischer Filmregisseur, Drehbuchautor und Toningenieur (* 1903)
- 18. Oktober: Marguerite d’Alvarez, britische Altistin (* um 1884)
- 18. Oktober: Federico Gerdes, peruanischer Komponist, Dirigent und Pianist (* 1873)
- 18. Oktober: Hector Pellerin, kanadischer Sänger, Schauspieler und Entertainer (* 1887)
- 19. Oktober: Carla Spletter, deutsche Opernsängerin (* 1911)

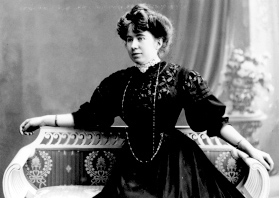
Helen Buchholtz; † 22. Oktober

- 22. Oktober: Helen Buchholtz, luxemburgische Komponistin (* 1877)
- 22. Oktober: Carolina Slim, US-amerikanischer Blues-Gitarrist und Sänger (* 1923)
- 26. Oktober: Zdzisław Jachimecki, polnischer Musikwissenschaftler und -pädagoge (* 1882)
- 27. Oktober: Eduard Künneke, deutscher Operettenkomponist (* 1885)
- 28. Oktober: Ohzawa Hisato, japanischer Komponist (* 1907)
- 29. Oktober: William Kapell, US-amerikanischer Pianist (* 1922)

Emmerich Kálmán; † 30. Oktober

- 30. Oktober: Emmerich Kálmán, ungarischer Komponist (* 1882)
- 30. Oktober: Leonid Kreutzer, deutsch-russischer Pianist (* 1884)

### November
- 01. November: David Miller, US-amerikanischer Country-Musiker (* 1883)
- 04. November: Elizabeth Sprague Coolidge, US-amerikanische Pianistin und Mäzenin (* 1864)
- 05. November: Wladimir Romanowitsch Bakaleinikoff, US-amerikanischer Bratschist, Dirigent und Komponist russischer Herkunft (* 1885)
- 06. November: Ary van Leeuwen, holländischer Flötist (* 1875)
- 06. November: Harry Crane Perrin, britischer Organist, Komponist und Musikpädagoge (* 1865)
- 06. November: Ferdinand Rebay, österreichischer Pianist, Komponist und Chorleiter (* 1880)
- 10. November: Karl Föderl, österreichischer Komponist (* 1885)
- 10. November: Theodora Morse, US-amerikanischer Songwriter und Komponist (* 1883)
- 13. November: Alfred Hülgert, österreichischer Kammersänger und Schauspieler (* 1908)
- 15. November: Norman Cocker, britischer Organist und Komponist (* 1889)
- 16. November: Sol Hoopii, US-amerikanischer Sänger und Musiker (* 1902)

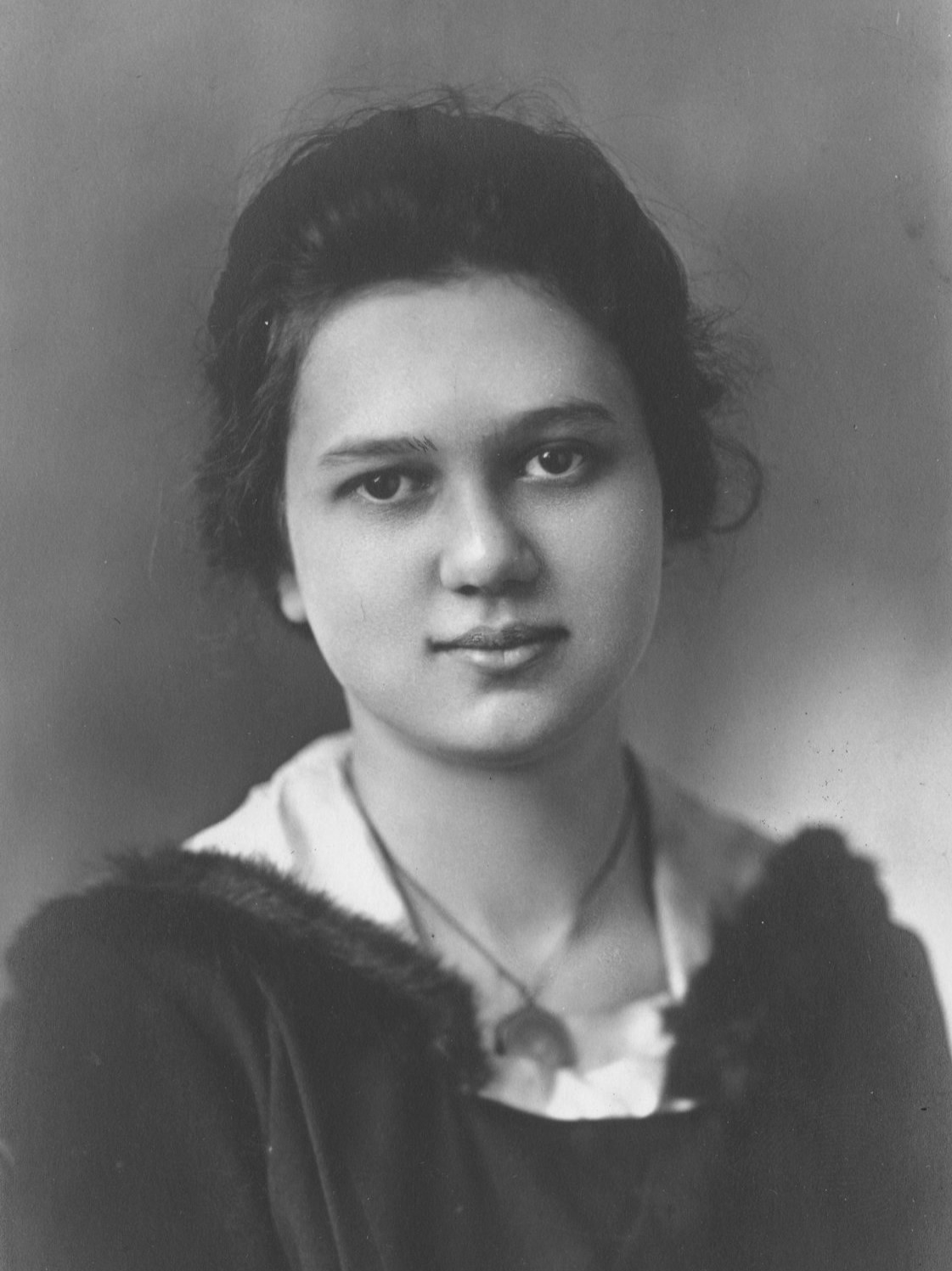
Ruth Crawford Seeger; † 18. November

- 18. November: Ruth Crawford Seeger, US-amerikanische Komponistin (* 1901)
- 19. November: Alfred Steinberg-Frank, österreichischer Librettist (* 1888)
- 21. November: Larry Shields, US-amerikanischer Jazz-Bigband-Leader (* 1893)
- 24. November: Romain Pelletier, kanadischer Organist, Komponist und Musikpädagoge (* 1875)
- 26. November: Sir Ivor Atkins, walisischer Organist, Chorleiter und Komponist (* 1869)
- 27. November: Rudolf Bernauer, österreichischer Chanson-Autor, Operetten-Librettist und Theaterdirektor (* 1880)
- 28. November: Carlos de Mesquita, brasilianischer Komponist und Pianist (* 1864)
- 30. November: Ernesto Cortázar, mexikanischer Komponist, Schauspieler, Regisseur und Drehbuchautor (* 1897)

### Dezember
- 04. Dezember: Lydia Kindermann, polnische Mezzosopranistin (* 1892)
- 04. Dezember: Daniel Gregory Mason, US-amerikanischer Komponist (* 1873)
- 05. Dezember: Noel Mewton-Wood, australischer Pianist (* 1922)
- 05. Dezember: Jorge Negrete, mexikanischer Schauspieler und Sänger (* 1911)
- 09. Dezember: Issai Alexandrowitsch Dobrowen, russisch-norwegischer Komponist, Dirigent und Pianist (* 1891)
- 10. Dezember: Juan Carlos Cobián, argentinischer Tangopianist, Bandleader, Tangokomponist und -dichter (* 1896)
- 11. Dezember: Albert Coates, britischer Dirigent und Komponist (* 1881)
- 15. Dezember: Hirao Kishio, japanischer Komponist (* 1907)
- 27. Dezember: Józef Turczyński, polnischer Pianist und Musikpädagoge (* 1884)
- 28. Dezember: Robert Büssel, deutscher Opernsänger (* 1880)
- 00. Dezember: Adam Müller, deutscher Volkssänger und Humorist (* 1878)

### Genaues Todesdatum unbekannt
- Reginald DuValle, US-amerikanischer Jazzmusiker (* 1893)
- Paul Faust, deutscher Orgelbauer (* 1872)
- Tosh Hammed, US-amerikanischer Musiker, Songwriter und Entertainer (* 1893)
- Emmett Lundy, US-amerikanischer Old-Time-Musiker (* 1864)
- Mariette Mazarin, belgische Opernsängerin (* 1874)
- Fiddlin’ Powers, US-amerikanischer Old-Time-Musiker (* 1877)
- John Reynders, britischer Musiker und Komponist (* 1888)
- Jimmy „Jammin’“ Smith, US-amerikanischer Jazztrompeter (* 1926)
- Hermann Stange, deutscher Dirigent (* 1884)
- Herbert Walenn, britischer Cellist und Musikpädagoge (* 1870)

### Gestorben um 1953
- Garfield Akers, US-amerikanischer Bluesmusiker (* 1902)